# Studiile lui Nicolae Grigorescu la Paris
 Acest articol dezvoltă secțiunea Studiile lui Nicolae Grigorescu la Paris a articolului principal Nicolae Grigorescu .
Studiile pe care Nicolae Grigorescu le-a efectuat la Paris au fost datorate parcursului pe care l-a avut până la vârsta de douăzeci de ani. Pe măsură ce a evoluat artistic în pictura de factură neoclasică pe care a etalat-o în tematica religioasă, care a culminat cu capodoperele de la Mănăstirea Agapia, el a și-a dat seama de necesitatea perfecționării sale prin frecventarea unor cursuri de specialitate în străinătate. Atingerea acestui deziderat s-a concretizat cu ajutorul lui Mihail Kogălniceanu, care a remarcat calitatea meșteșugului său în perioada când a realizat picturile murale de la Agapia. Astfel, el a obținut o bursă de cinci ani începând din toamna anului 1861 în capitala Franței.
Informațiile despre studiile pe care le-a făcut la Paris sunt lapidare și pline de incertitudini. După unii biografi ai artistului, Grigorescu a lucrat câteva luni de zile în atelierul lui Sébastien Cornu, după a alții și în atelierul lui Charles Gleyre. Părerile au fost împărțite și vis-a-vis de studiile pe care pictorul român le-ar fi făcut la École Nationale Supérieure des Beaux-Arts din Paris. Cu certitudine, Grigorescu a ținut însă, la ascedența pe care Academia de Arte de la Paris era capabilă să i-o dea și ca urmare, în catalogul expoziției Salonului Oficial din anul 1868 de la Paris, apărea ca fiind elev al lui Sébastien Cornu. Mai toate informațiile concură la faptul că pictorul român s-ar fi stabilit la Barbizon încă din primăvara anului 1862, renunțând definitiv la Academia de Arte care promova o pictură ce urma ideile academismului.

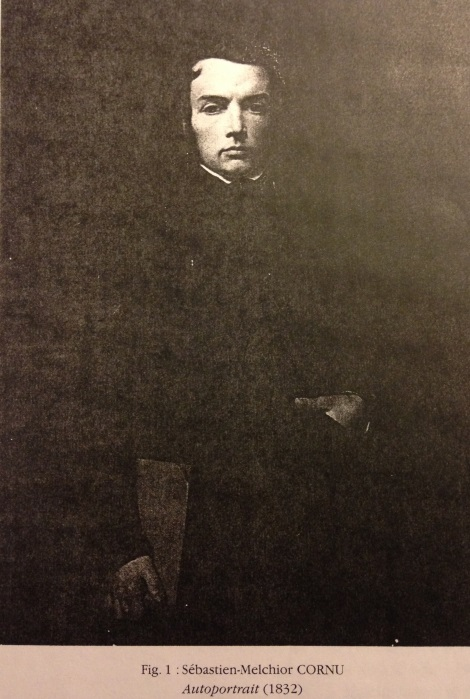
Sébastien Cornu - autoportret (1888)

În toată perioada cât a stat la Paris, Grigorescu a executat o serie de copii după vechii maeștrii ai picturii, fapt ce indică numeroasele sale vizite la Muzeul Luvru, atât în timpul școlii cât și după aceea. Urmându-și vocația de peisagist, el a fost mai atras decât de orice altceva, de Barbizon, satul care era în acele timpuri celebru prin arta înnoitoare a lui Jean-François Millet, Gustave Courbet și a lui Théodore Rousseau, promotori ai realismului care s-au stabilit chiar aici. Emblematici pentru această perioadă efervescentă a Barbizonului au mai fost și pictorii precursori ai impresionismului Jean-Baptiste Camille Corot și Charles-François Daubigny ca și mulți alții care au făcut celebră Școala de la Barbizon.

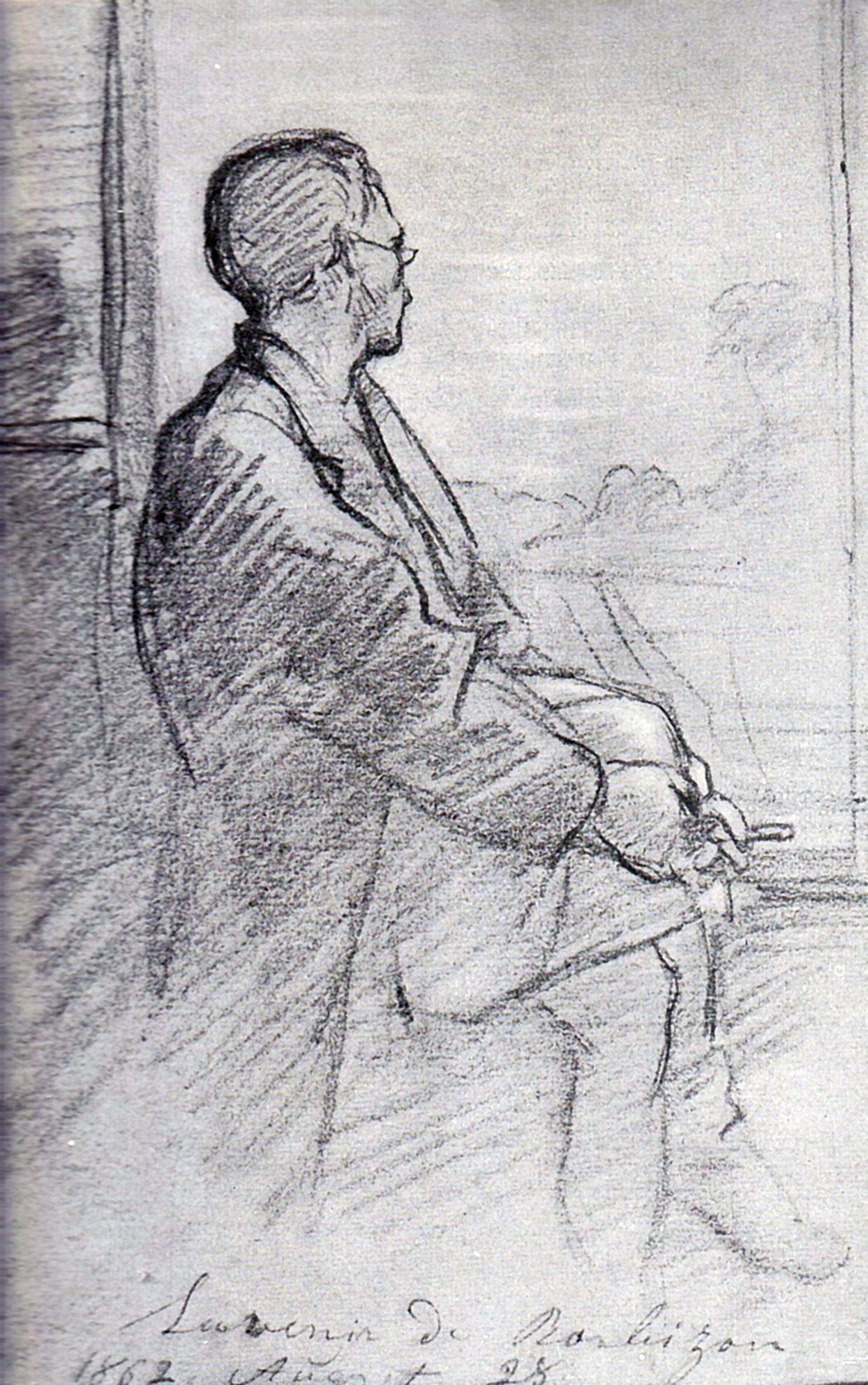
Portret de bărbat
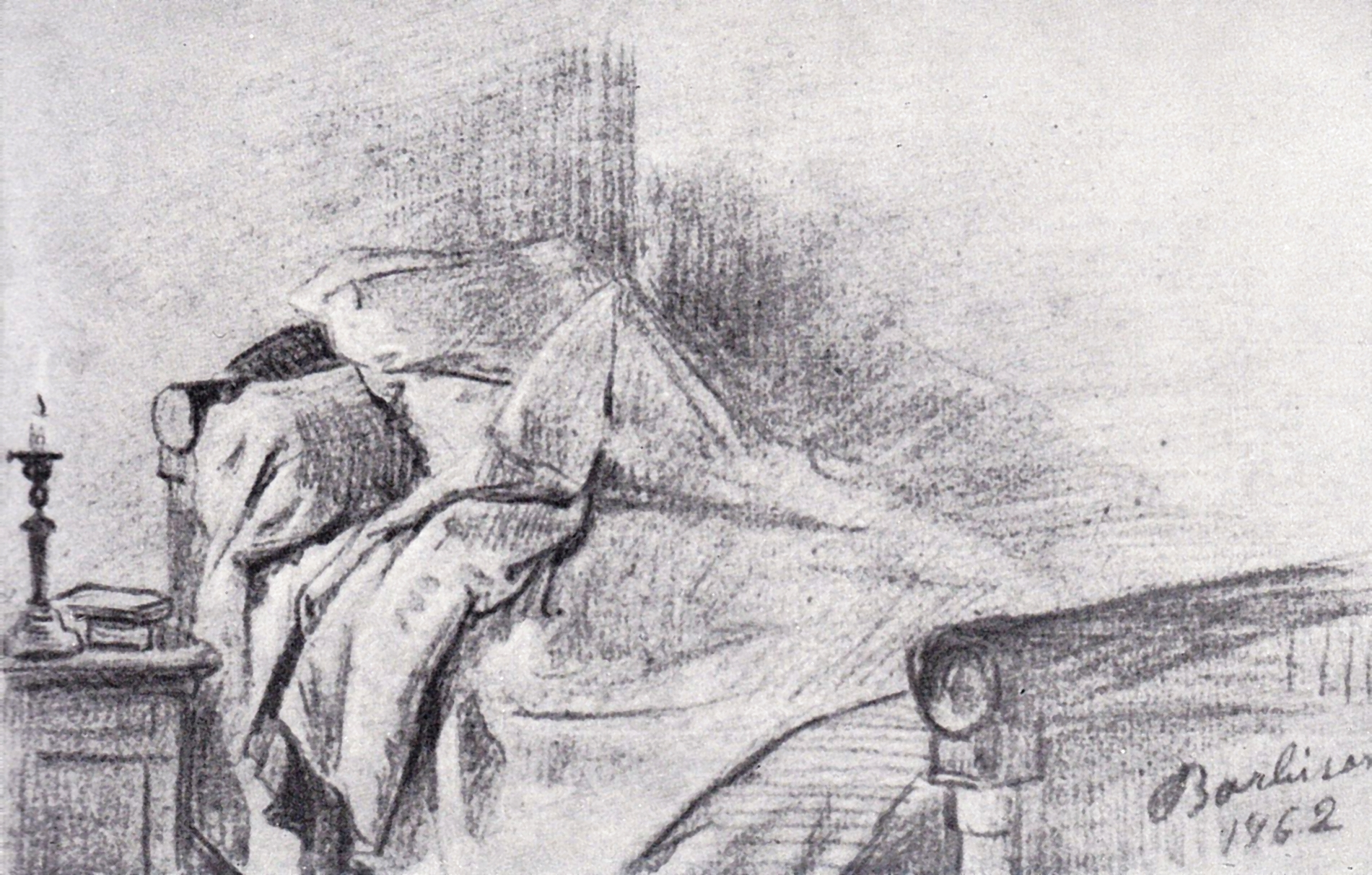
Patul pictorului la Barbizon
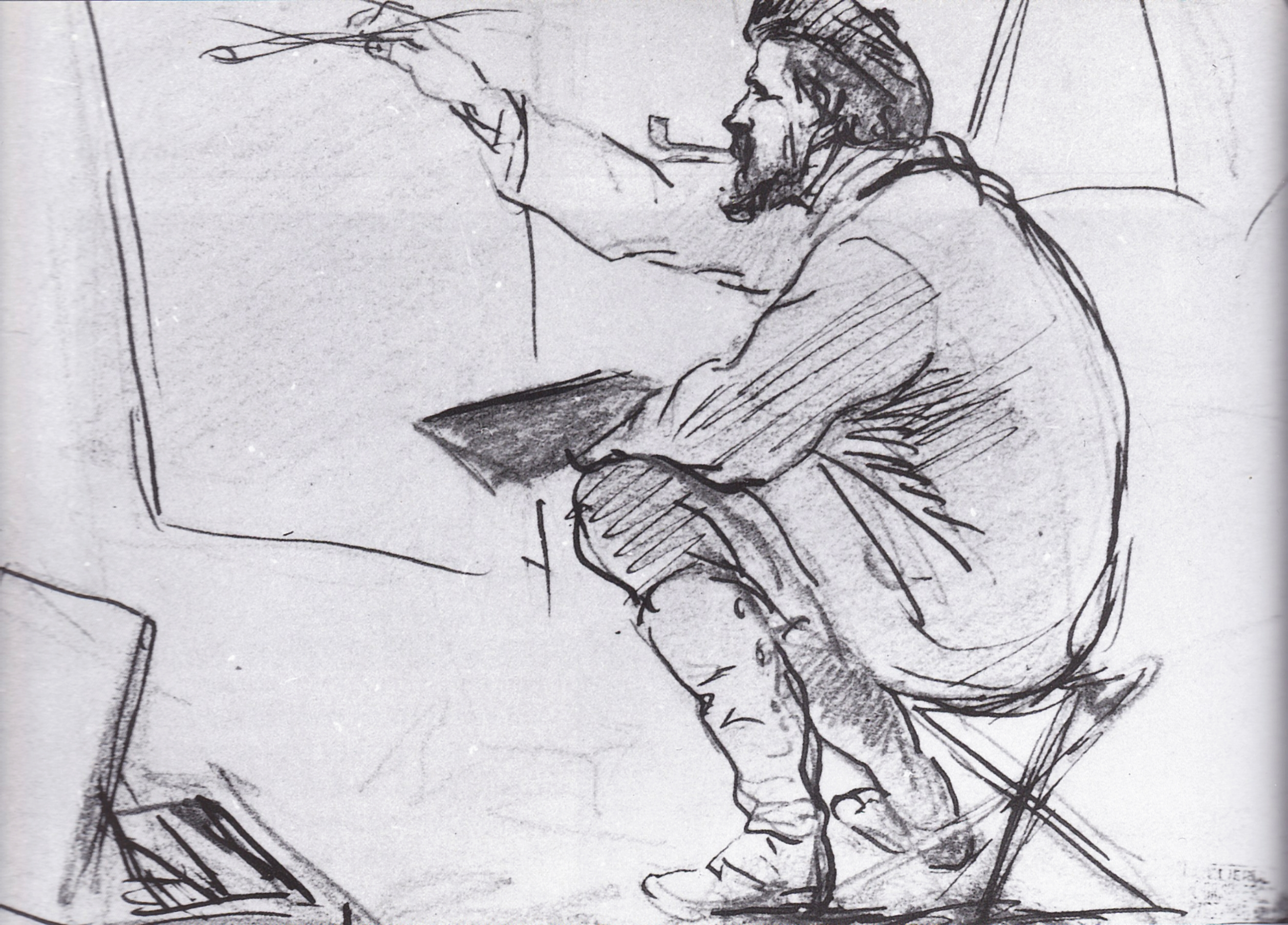
Pictor la peisaj
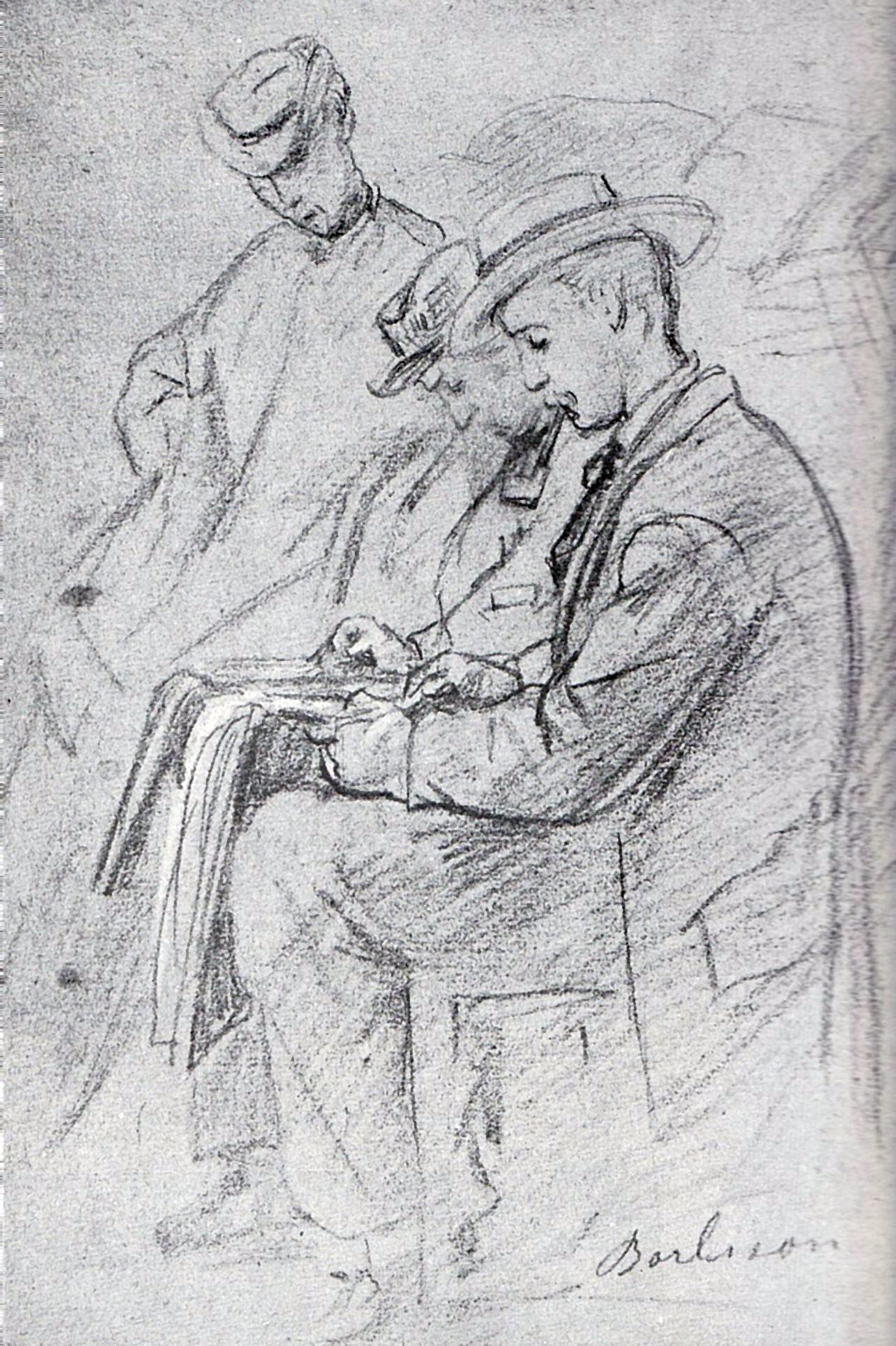
Pictori desenând la Barbizon

Pitorescul satului Barbizon, care avea vedere spre pădurea maiestuoasă de la Fontainebleau precum și spre câmpie, putea oferi elementele picturale necesare: bălțile și copacii falnici, luminișurile și stâncile masive. Această realitate bucolică a declanșat resortul lăuntric ce vibra în armonie perfectă cu natura poetică a țării sale. Într-un asemenea mediu natural și alături de maeștrii ai expresiei directe și libere, pictorul român s-a metamorfozat într-un artist singuratic ce a fost cucerit de spectacolul mereu schimbător al naturii. Unul dintre criticii cei mai avizați, George Oprescu, l-a definit pe Grigorescu ca fiind un artist vizual, în opoziție cu cei imaginativi. Catalogarea aceasta de vizual, se constituie în opinia istoricului, ca fiind cea mai importantă trăsătură a acestui observator sensibil și atent la nuanțele infinite ale universului.

Nicolae Grigorescu - Influențe datorate pictorului Camille Corot
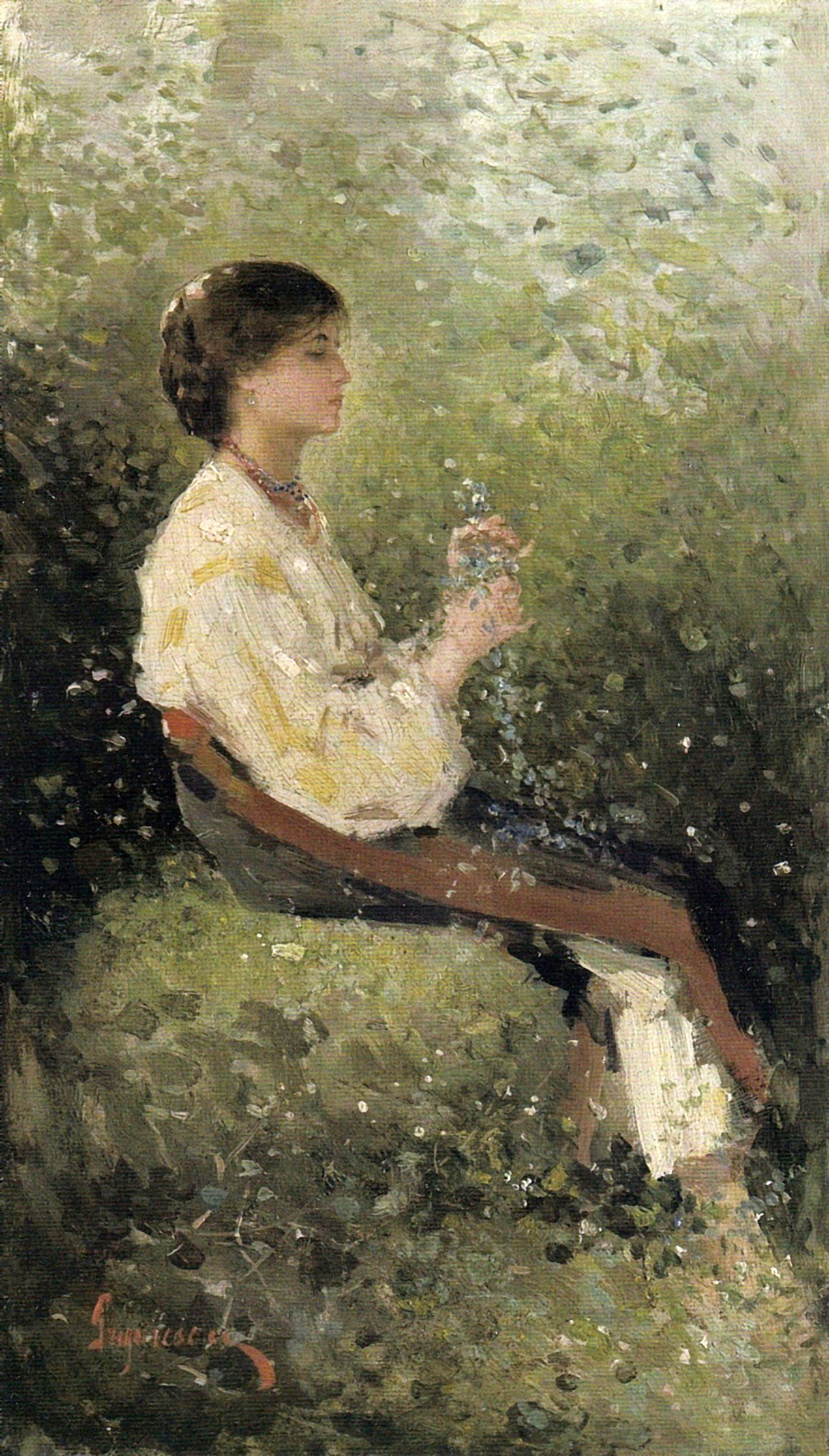
Rodica
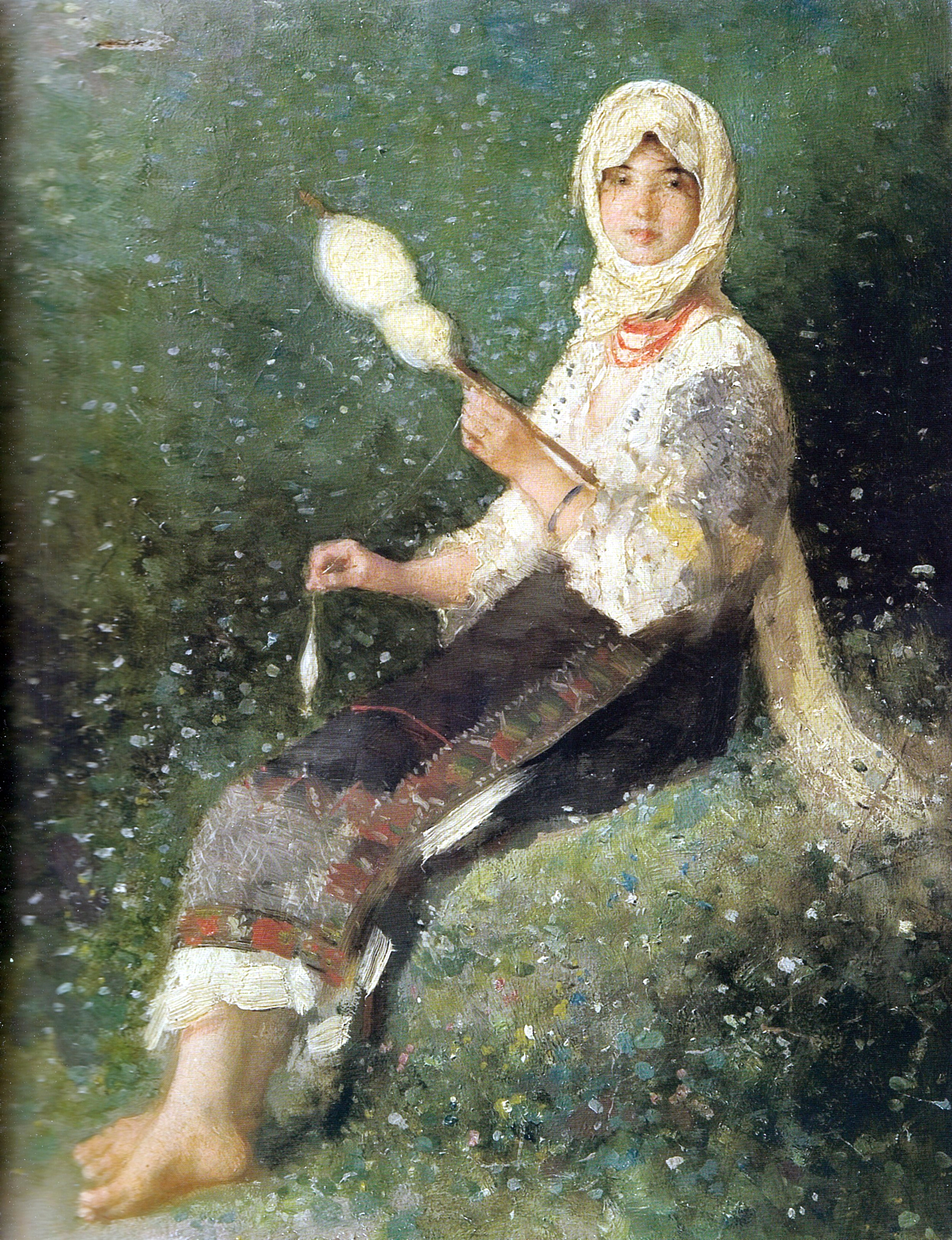
Țărancă torcând
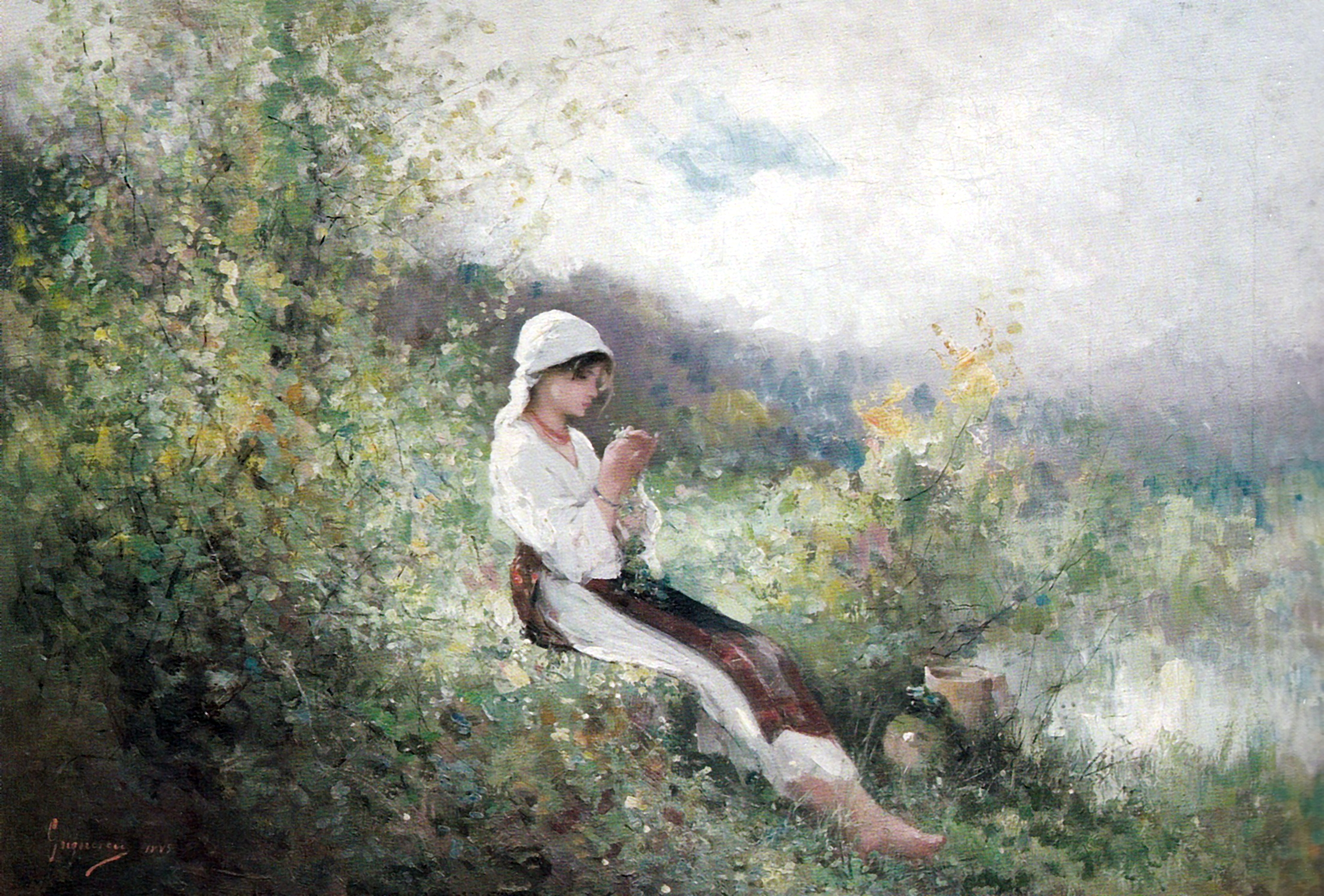
Țărancă în iarbă
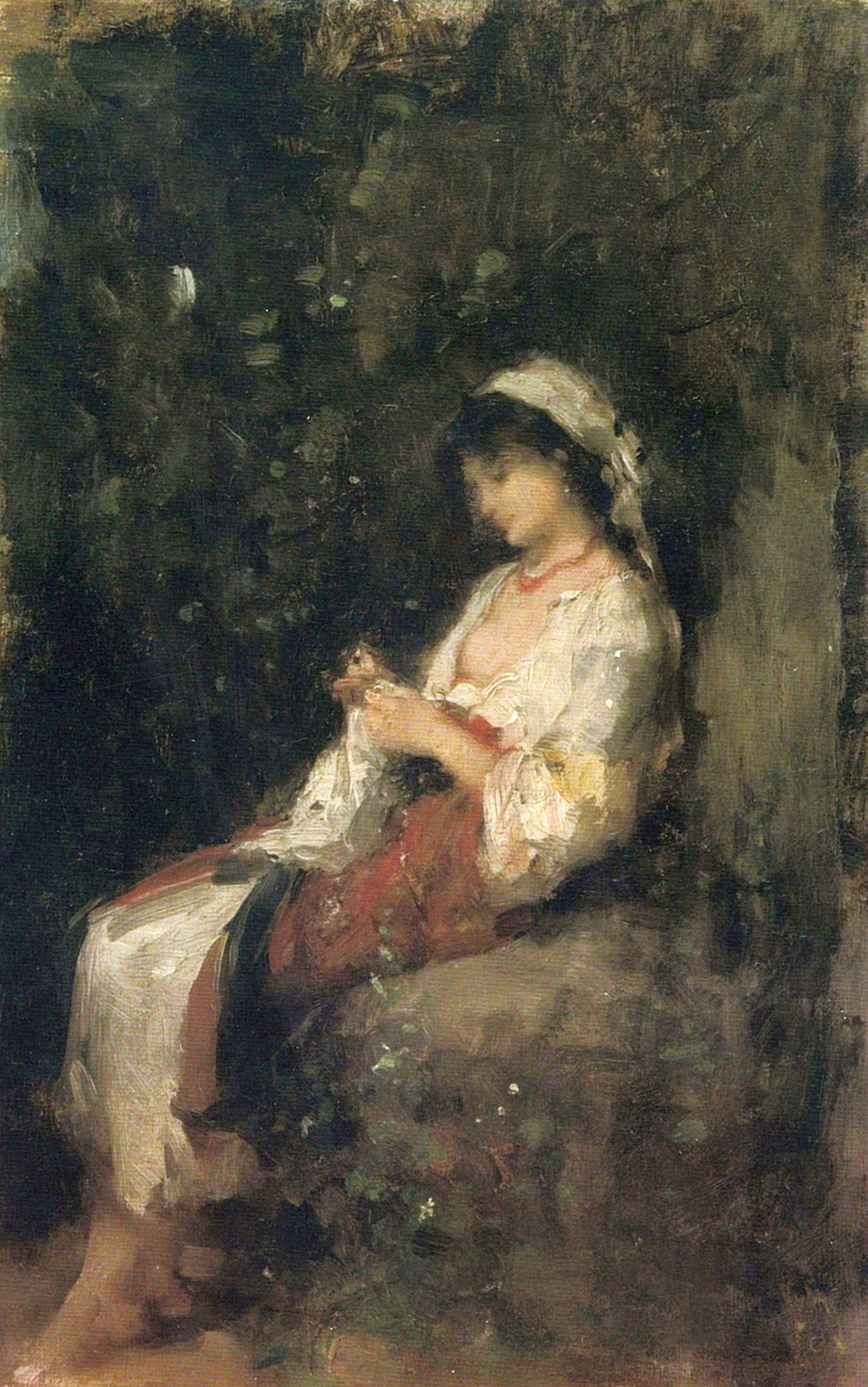
În așteptare

Nicolae Grigorescu a preluat maniera de la Rousseau și tematica lui Millet cu subiecte ce se inspiră din legătura omului cu natura, ca și concepția picturală brută, fără artificii, adecvată motivului cu o factură echilibrată. De la Gustave Courbet a preluat modul de a-și caligrafia semnătura, adesea cu roșu într-un colț al tabloului, și dragostea pentru peisaj. Pe Camille Corot, Grigorescu l-a apreciat într-un mod deosebit, deoarece și-a însușit tehnica acestuia. Prin curiozitate și experiment el a adoptat printr-o interpretare personală fluidul pictural al maestrului francez. El a recurs adesea la puzderia de pete mici de funigei care animă peisajul, dându-i o vibrație aparte.  Apropieri de opera lui Corot pot fi văzute și în tematica războiului la care a participat în anul 1877. Grigorescu a tratat scenele de campanie prin transcripții fugare care urmează îndeaproape celebrele clichés verre realizate de maestrul francez. În grafică, asemeni maestrului, a căutat efectele rembrandtiene și a explorat resursele plastice ale cărbunelui, pe care l-a tratat cu trebentină pentru a potența picturalitatea. Grigorescu a fost un inovator asemenea lui Corot prin folosirea acestui procedeu tehnic. El punea mai întâi un strat de laviu de tuș subțire, după care revenea cu cărbune diluat, în conté și accente albe de cretă. De cele mai multe ori folosea ca suport hârtia care avea culoarea gri sau albastră, fapt care ducea implicit la o mai mare catifelare a desenului.

#### Copii după mari maeștri

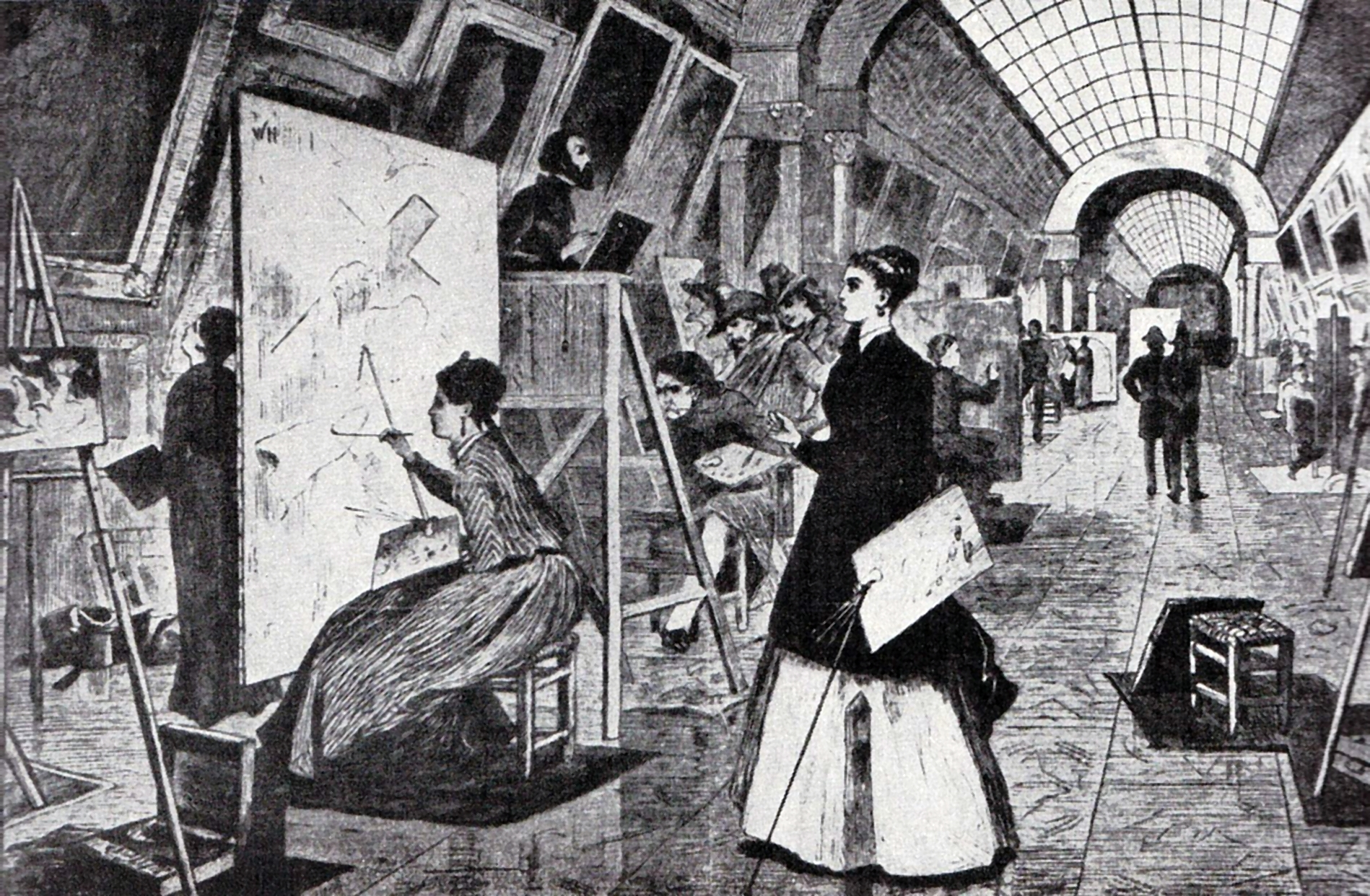
Gravură de epocă - Copiști la Luvru

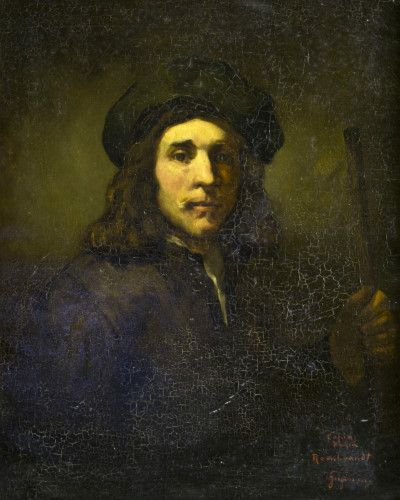
Bărbat cu baston - după Rembrandt

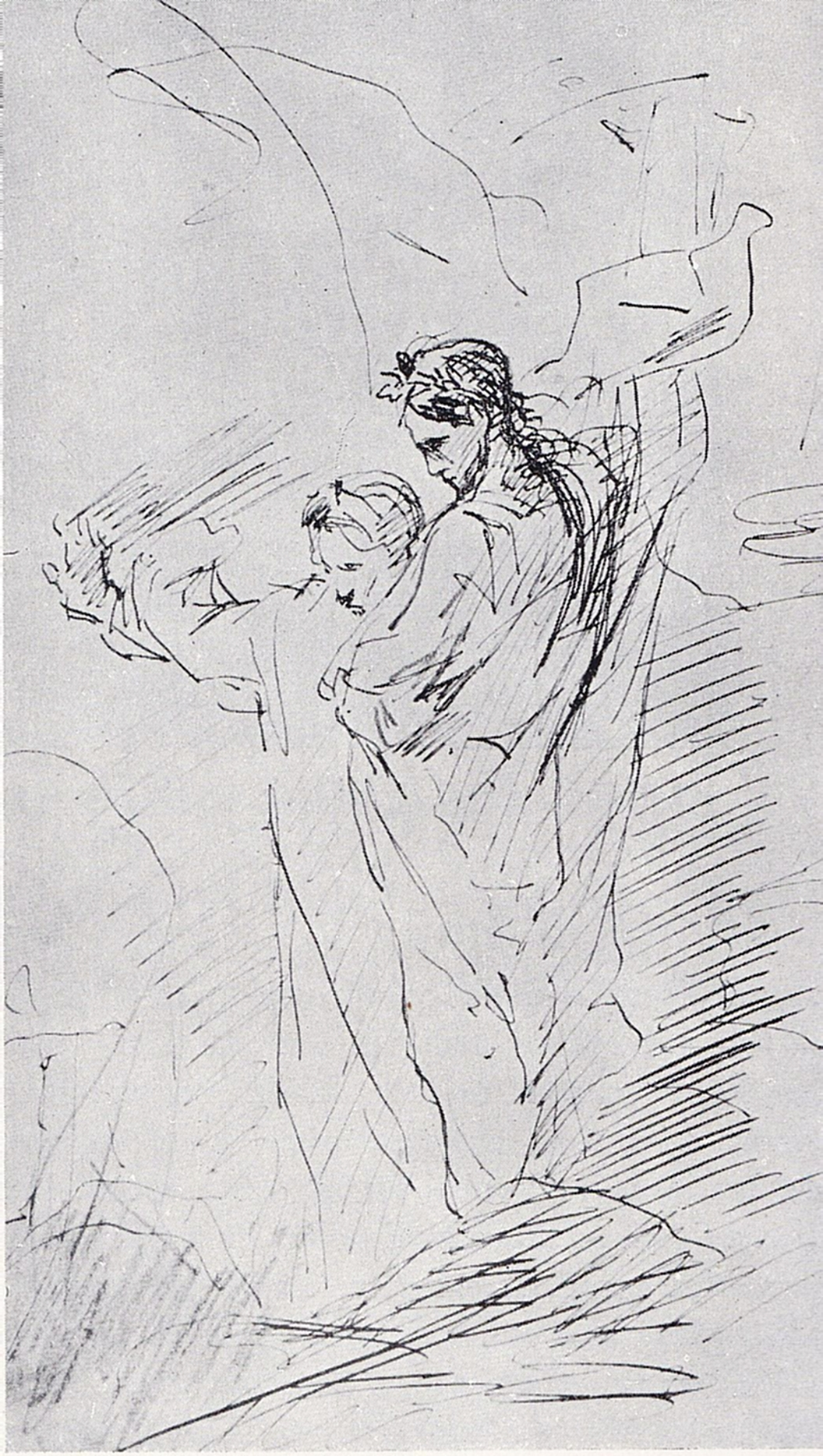
Dante și Virgiliu - după Delacroix

Copii făcute de Nicolae Grigorescu după mari maeștri
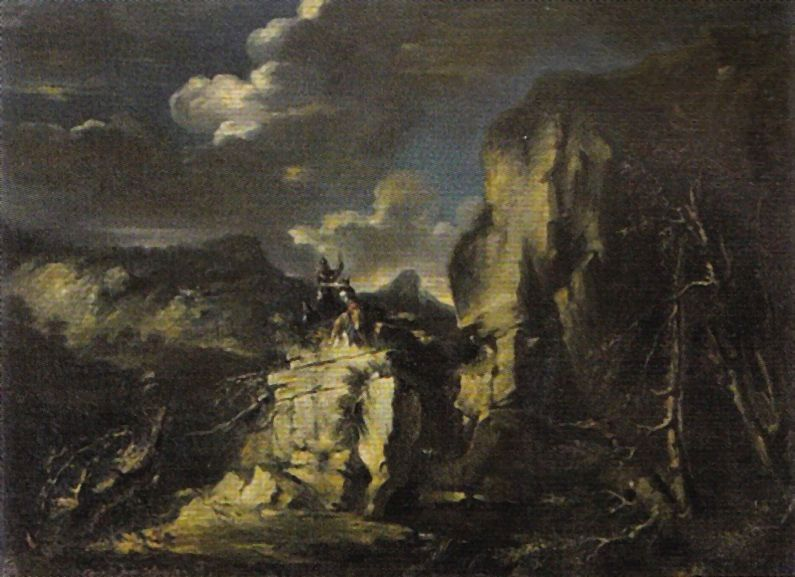
Peisaj cu briganzi
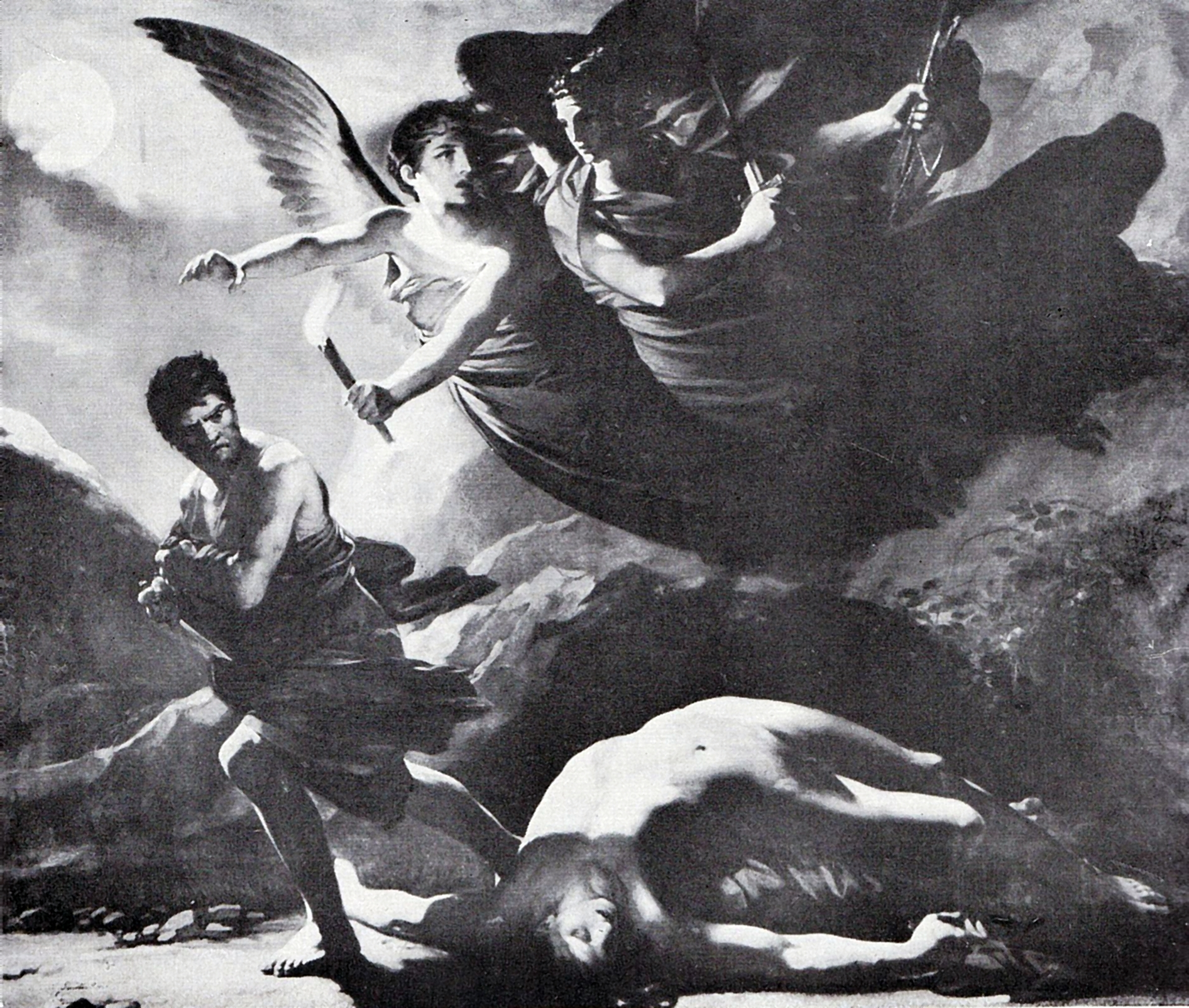
Justiția și răzbunarea divină urmărind crima
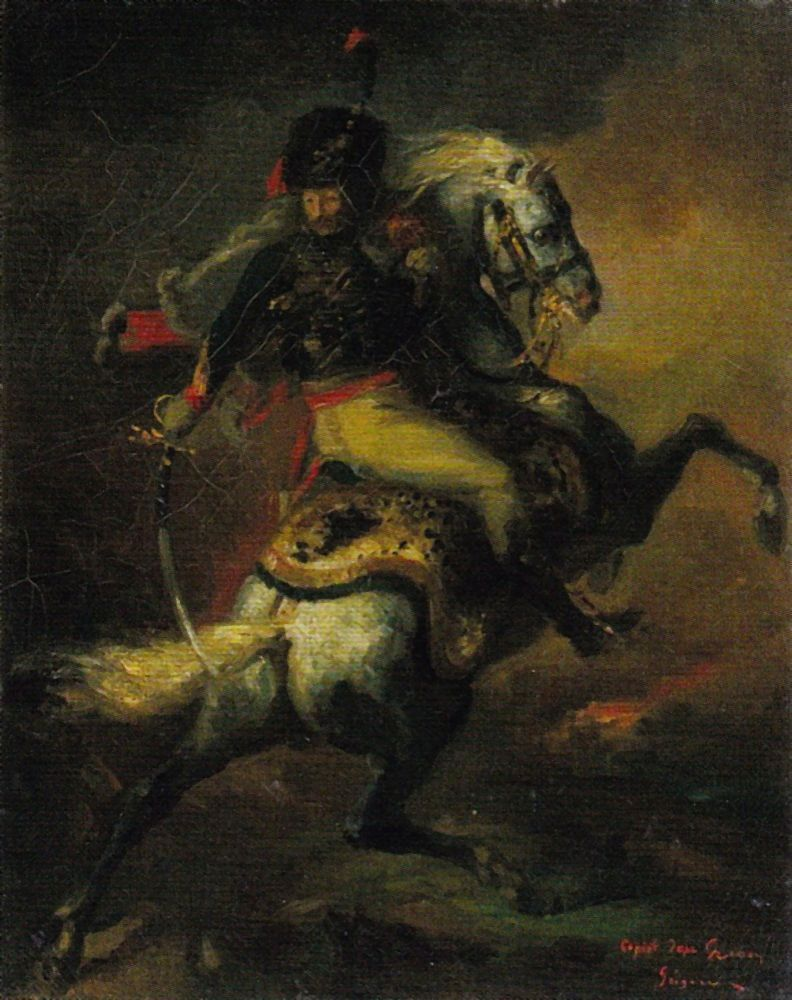
Ofițer de vânători călare
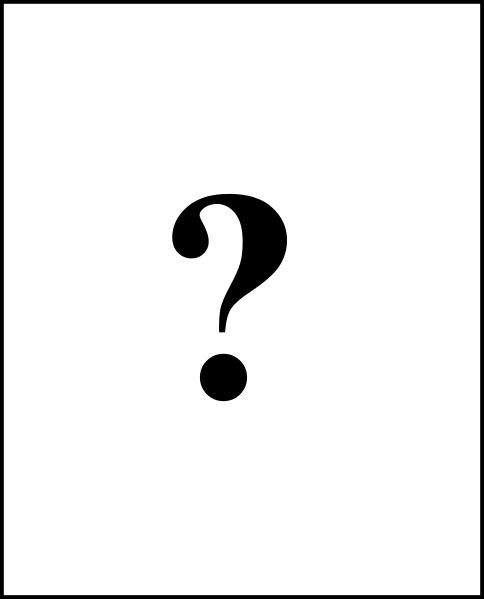
Fugă în Egipt - (ajutați Wikipedia și găsiți imaginea)
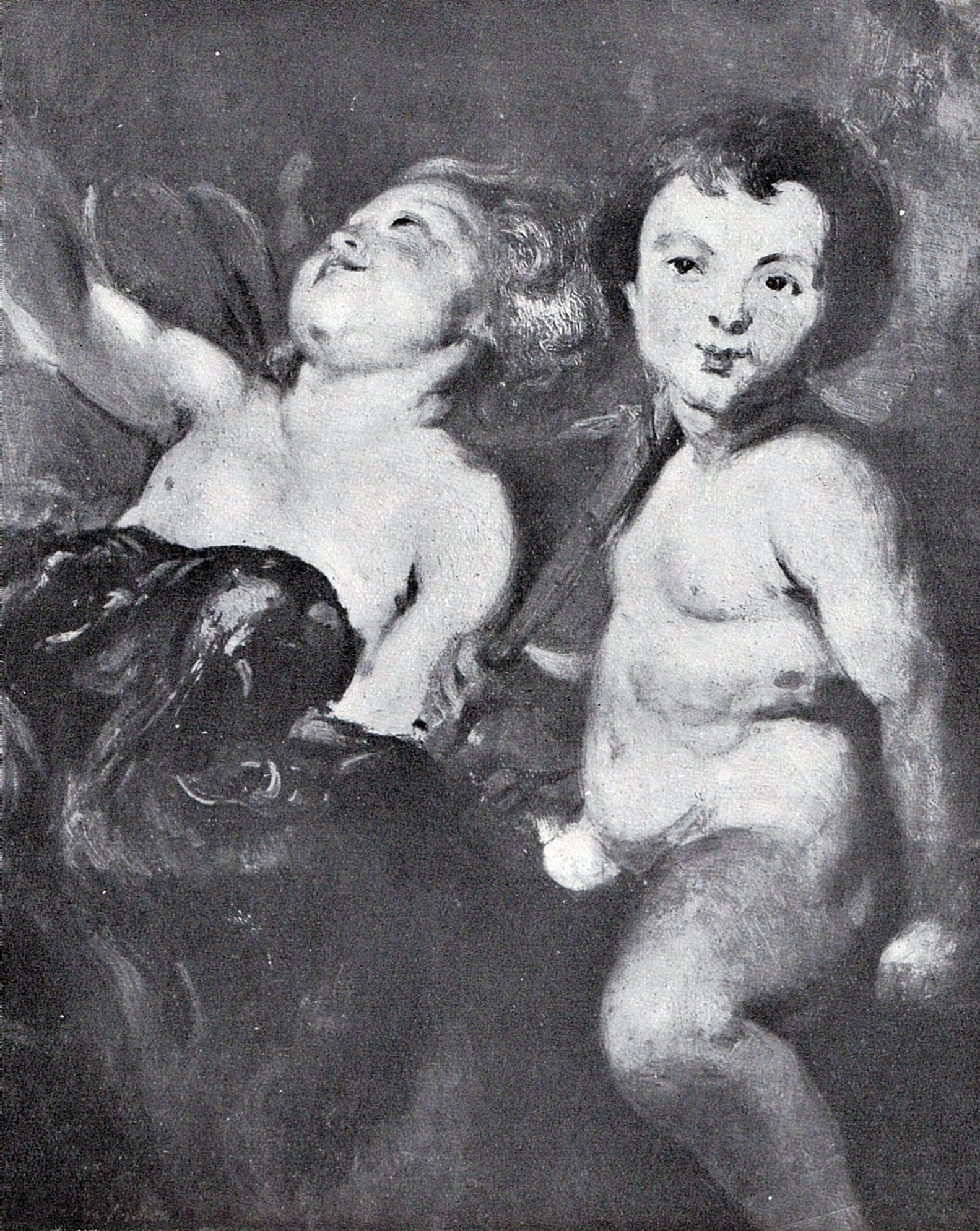
Copilași jucându-se cu un leu - Detaliu
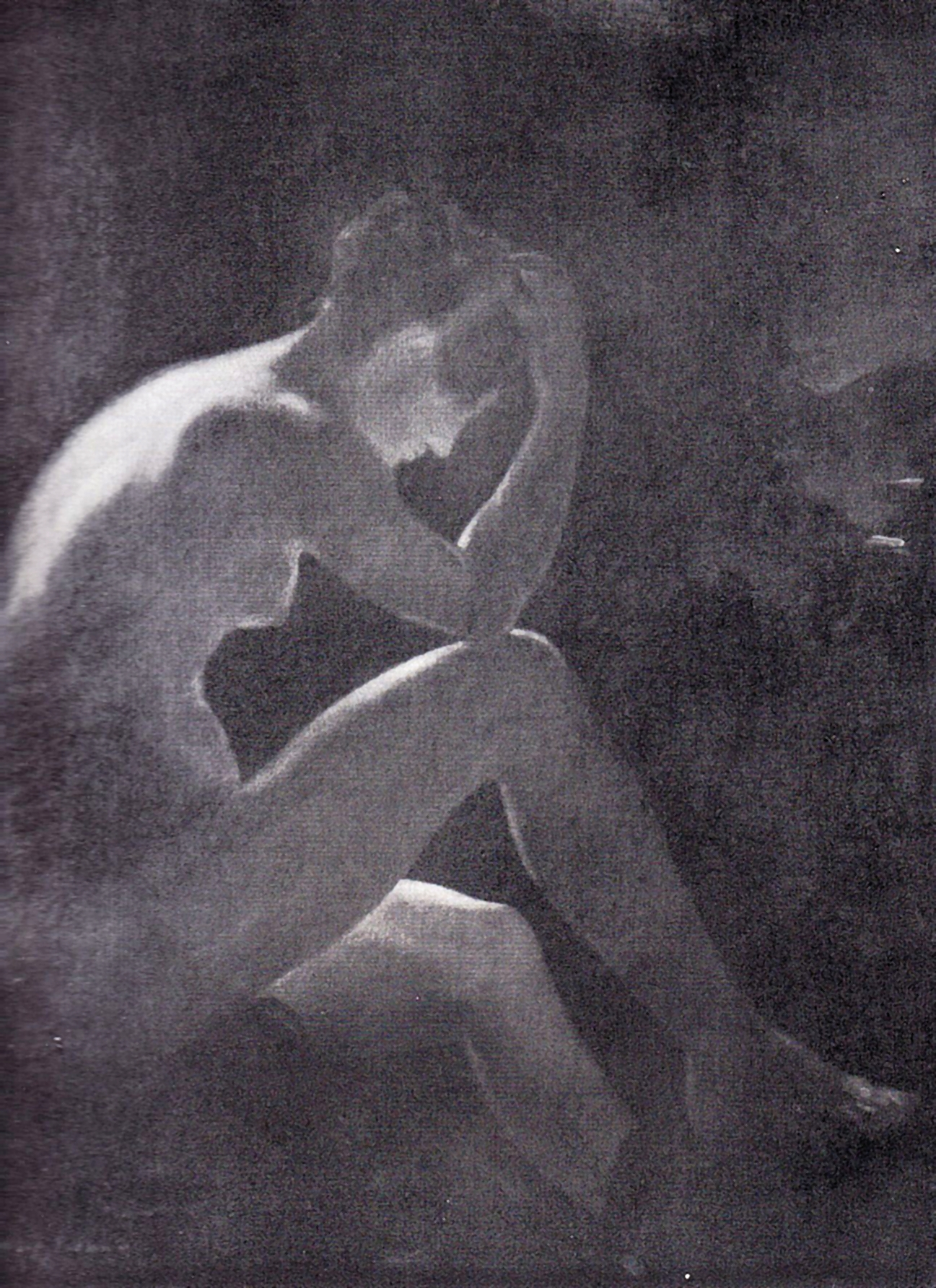
Nud în peisaj nocturn
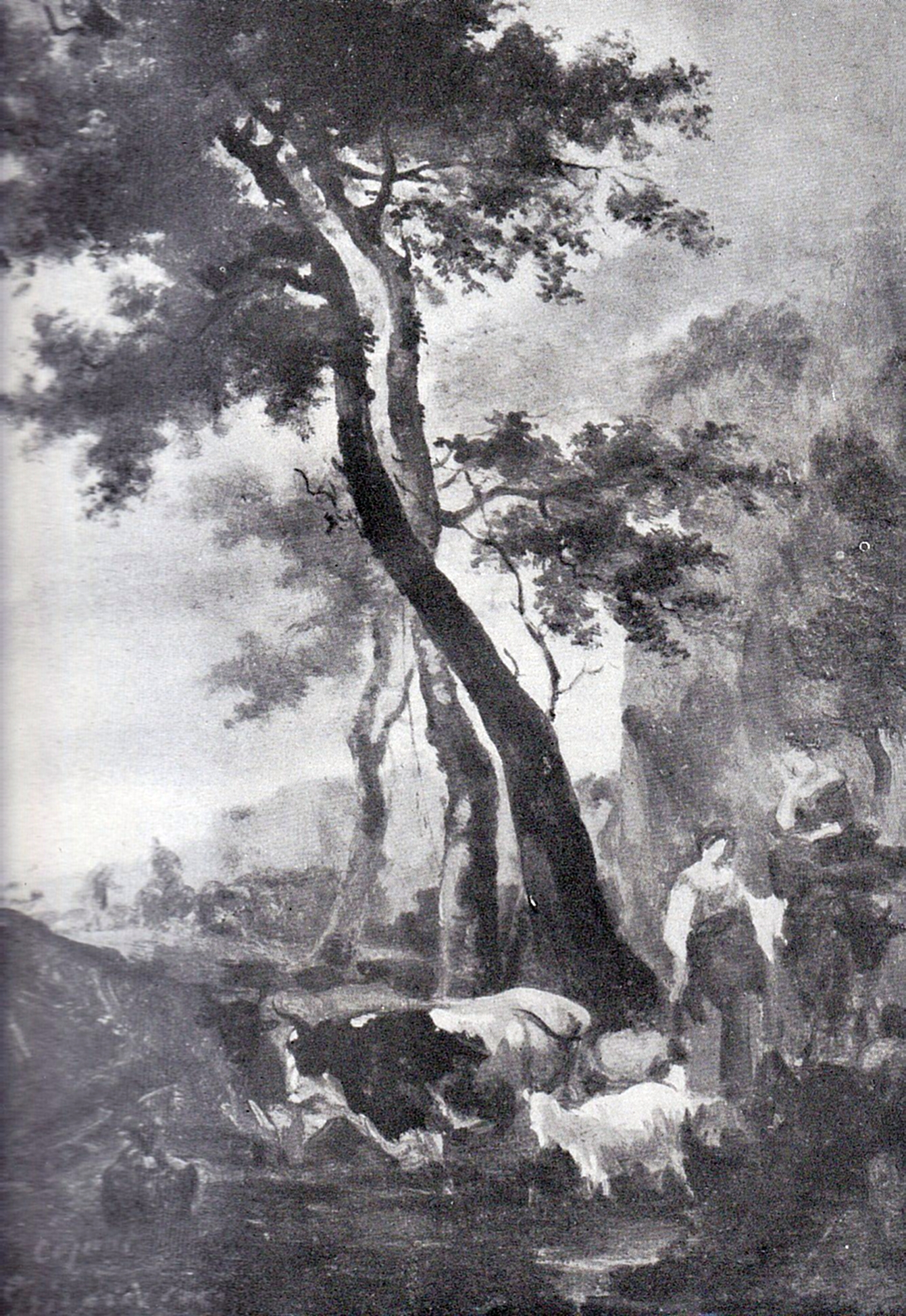
Peisaj cu capre

Originalele după care a pictat Nicolae Grigorescu
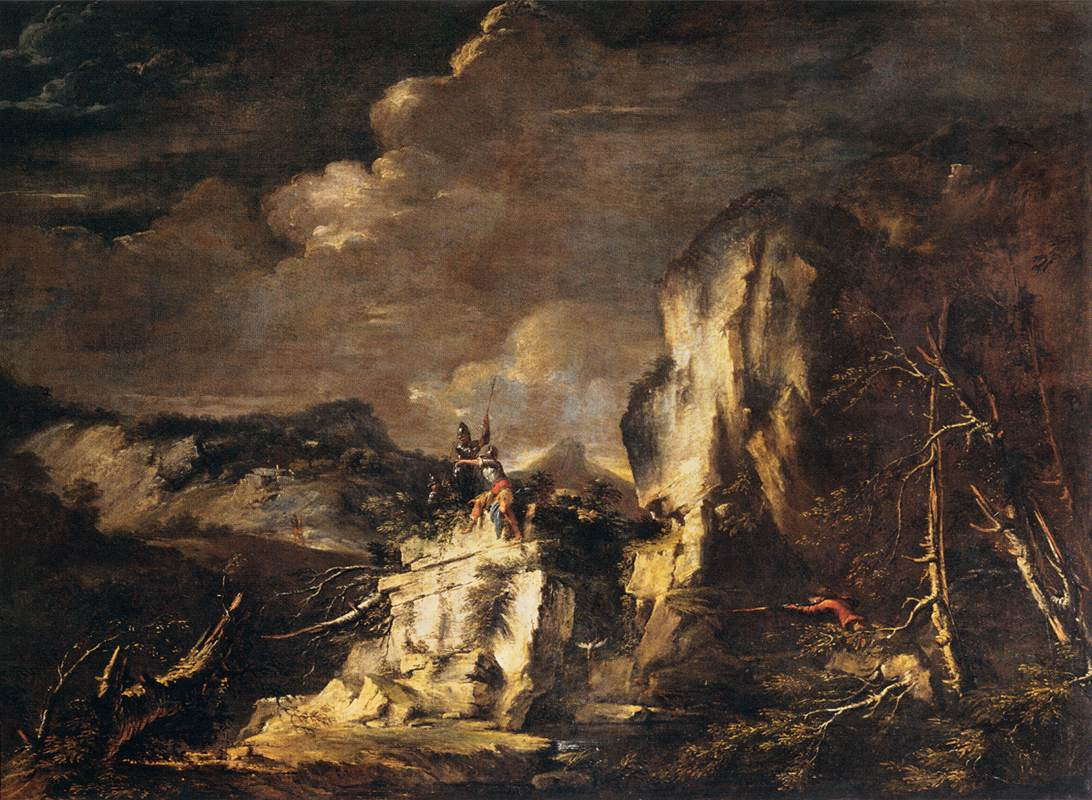
Peisaj stâncos cu vânători și războinici - de Salvator Rosa
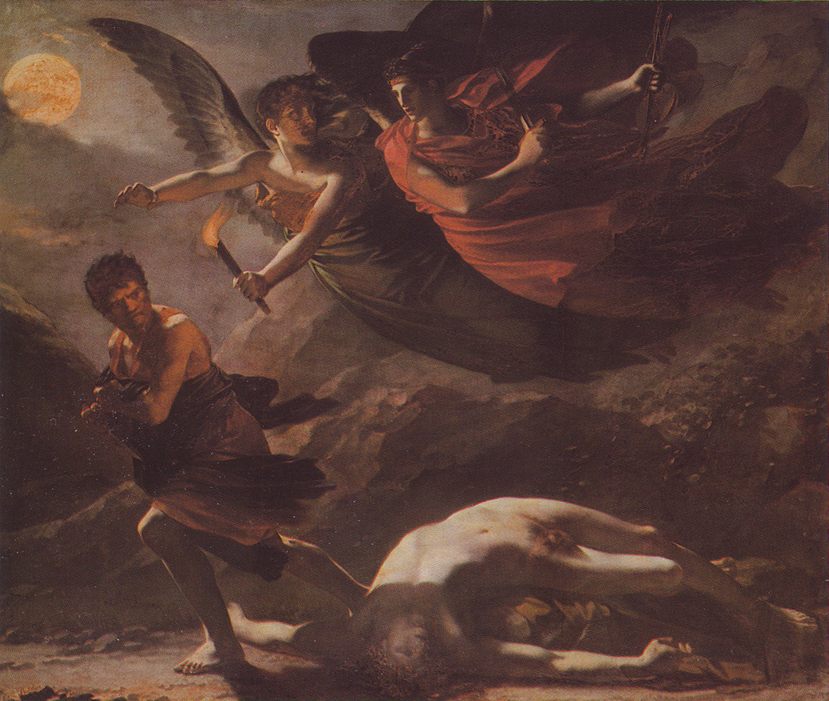
Justiția și răzbunarea divină urmărind crima - de Pierre-Paul Prud'hon
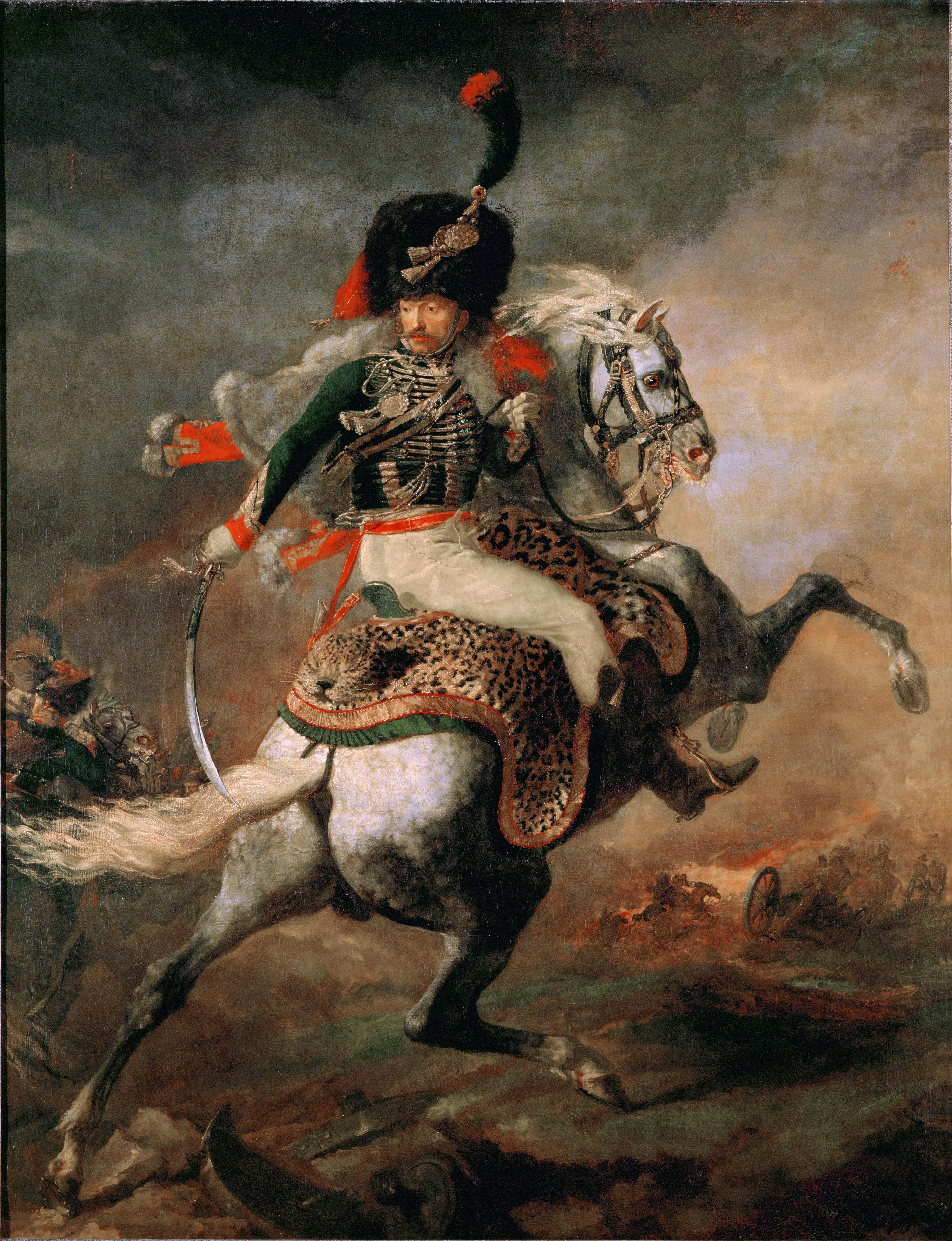
Ofițer de vânători călare - de Théodore Géricault
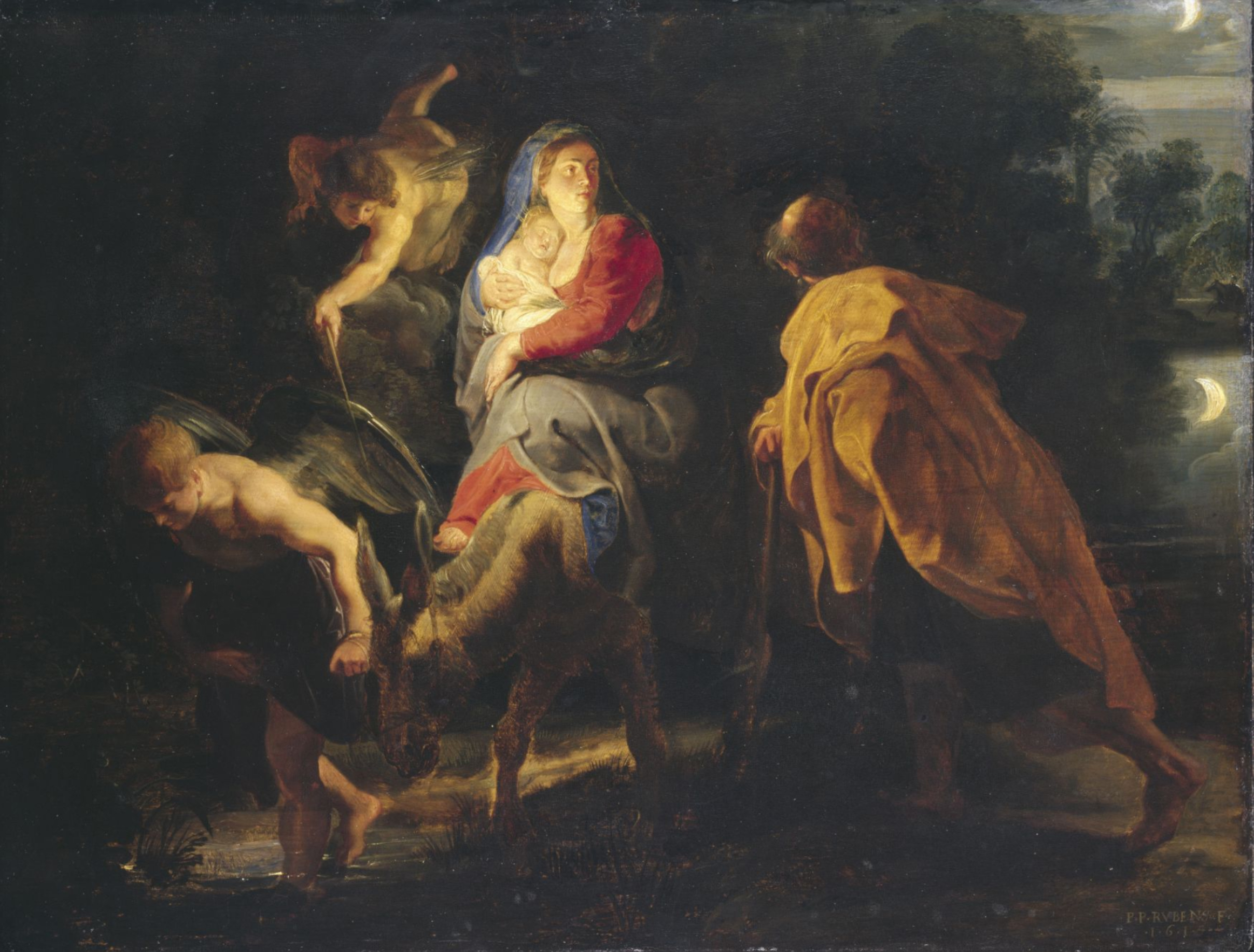
Fuga în Egipt - de Rubens
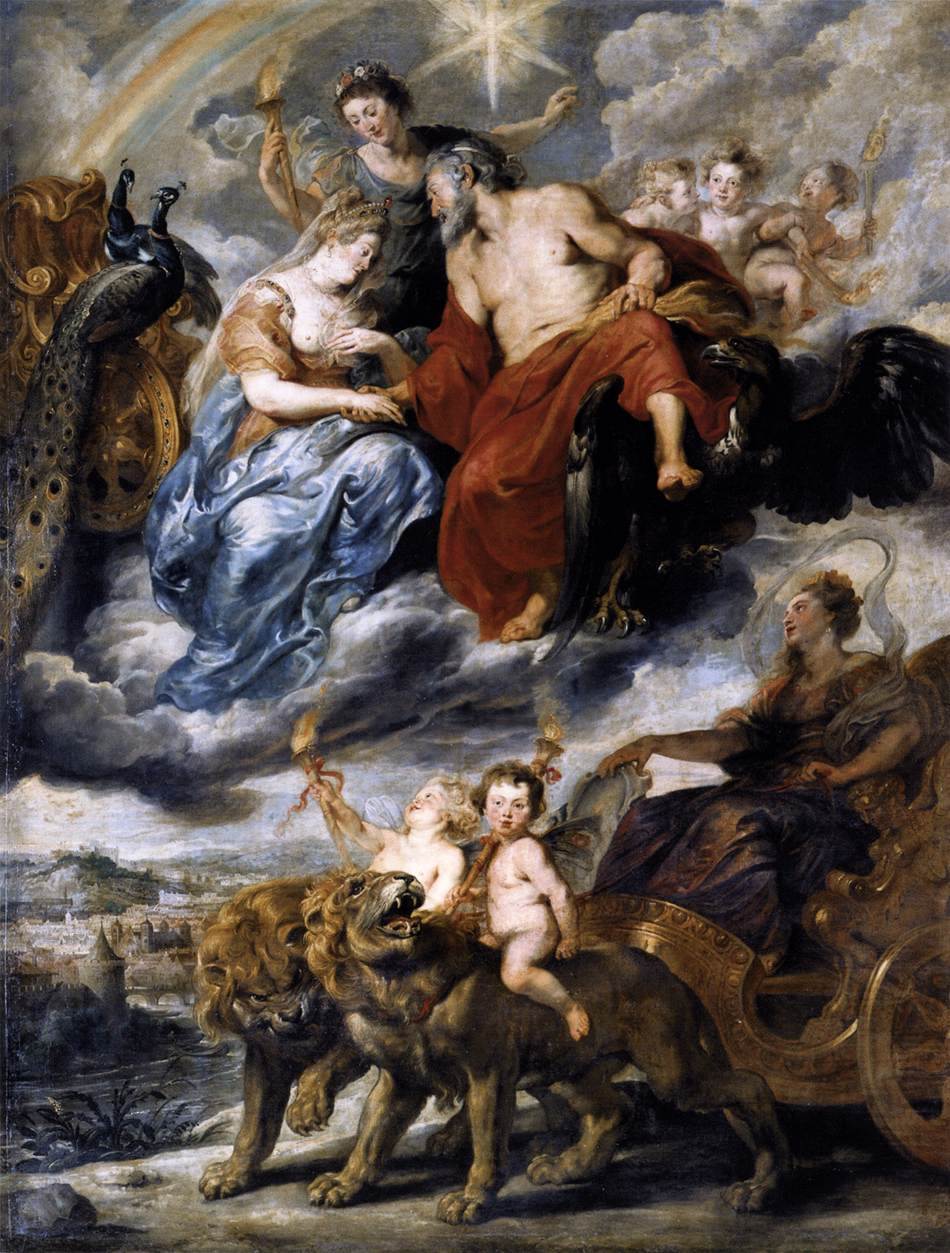
Maria de Medicis... - de Rubens
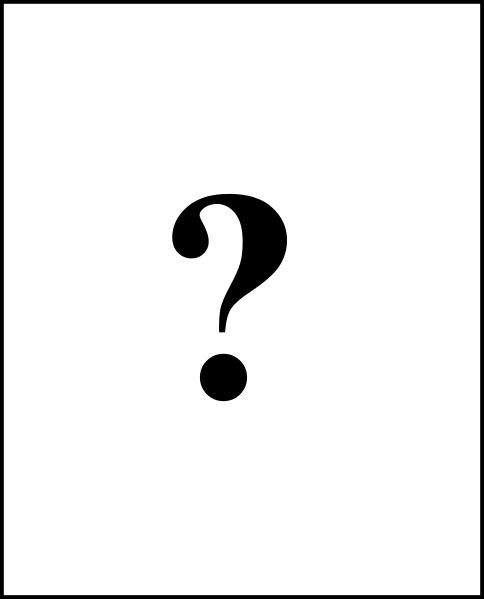
Nud în peisaj nocturn - de Pierre-Paul Prud'hon
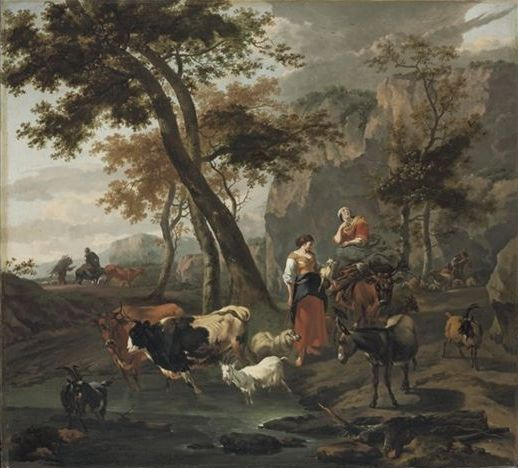
Peisaj cu capre - de Nicolaes Berchem

#### Motivul legendei - Dragoș și zimbrul

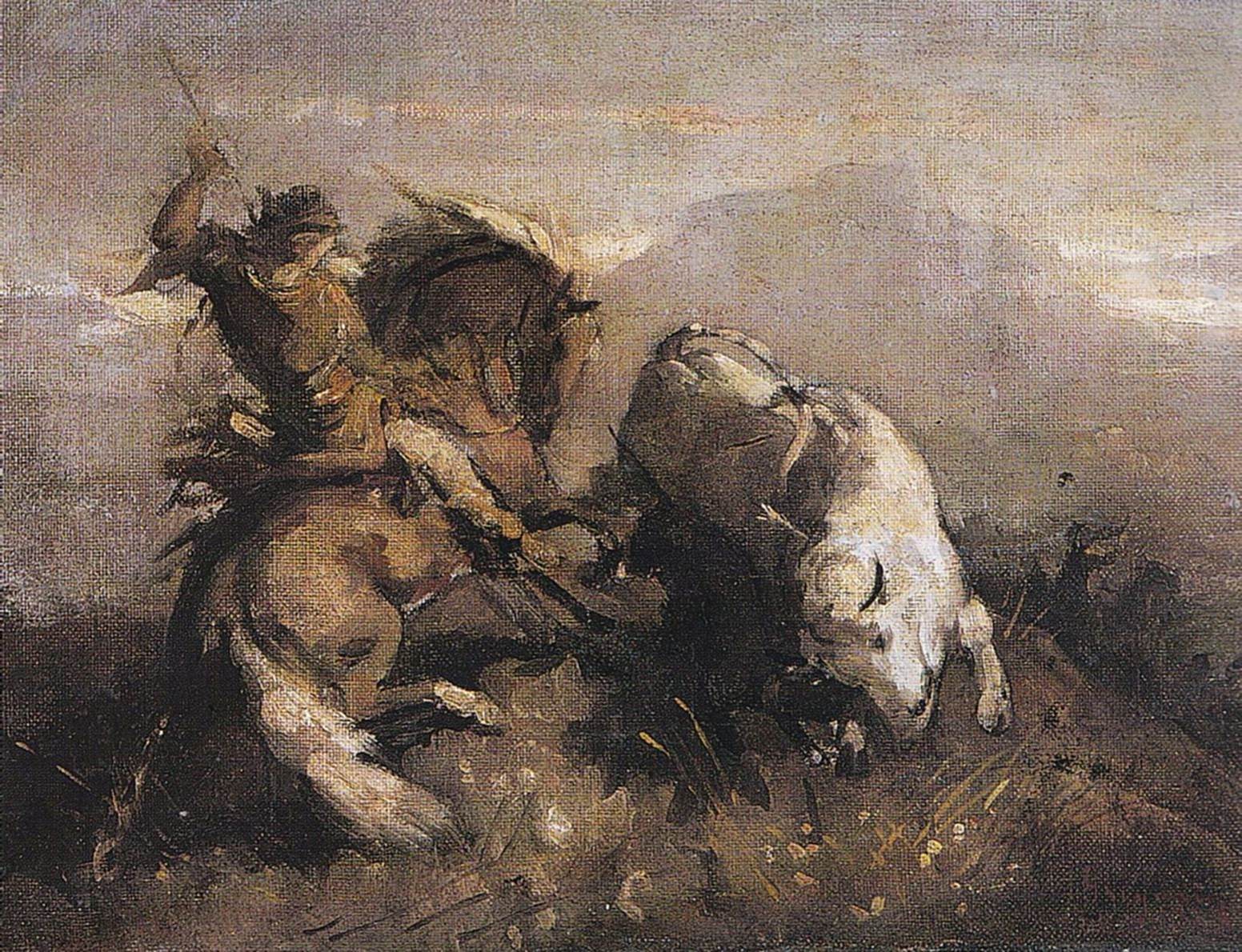
Dragoș și zimbrul - schiță (1863-1864)

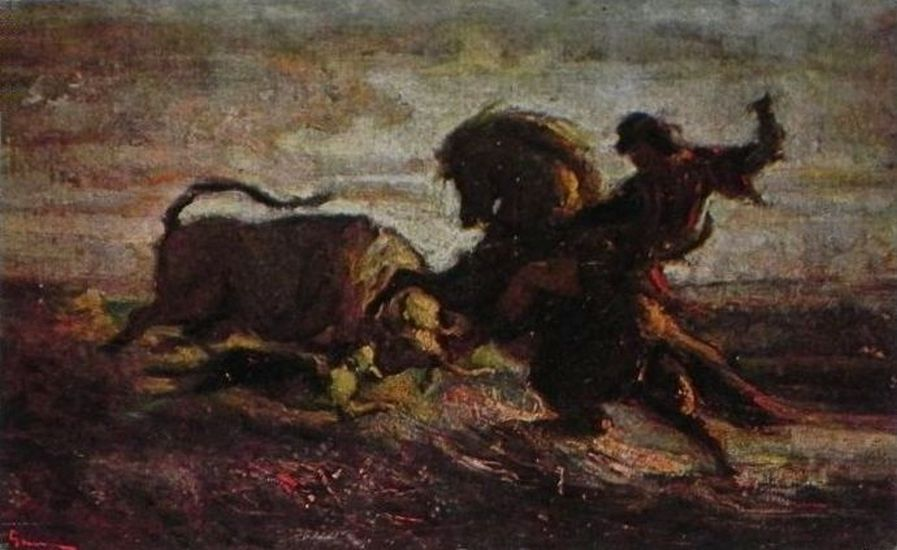
Dragoș și zimbrul - variantă (1863-1864)

#### Motivul național - Unirea Principatelor

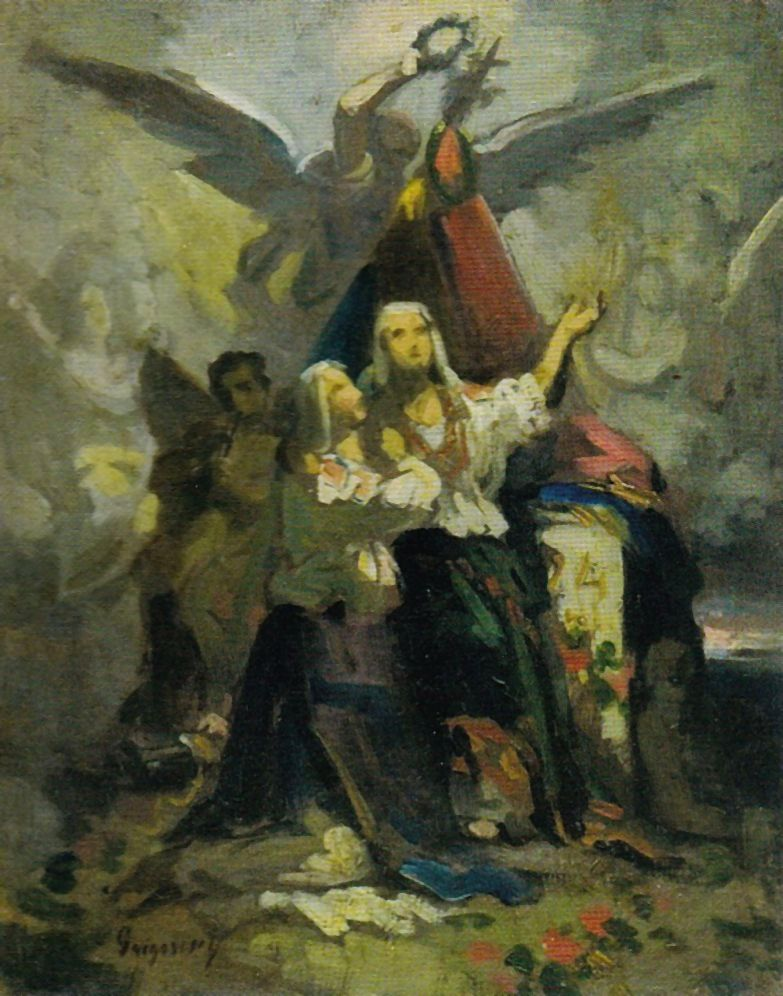
Unirea Principatelor (1863-1864)

#### Motivul rural românesc

Lucrări realizate de Nicolae Grigorescu în perioada 1863-1864
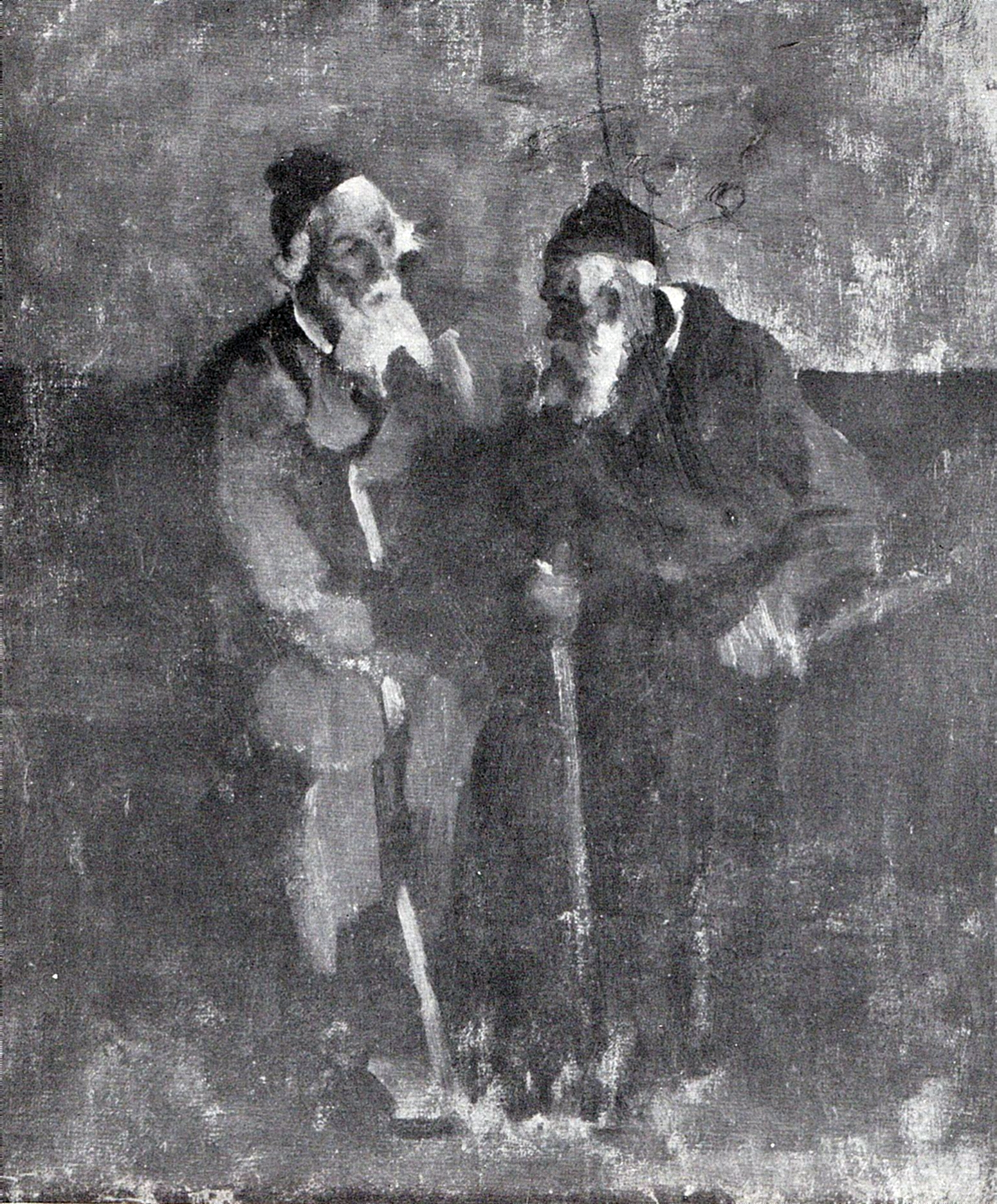
Doi evrei (1864)
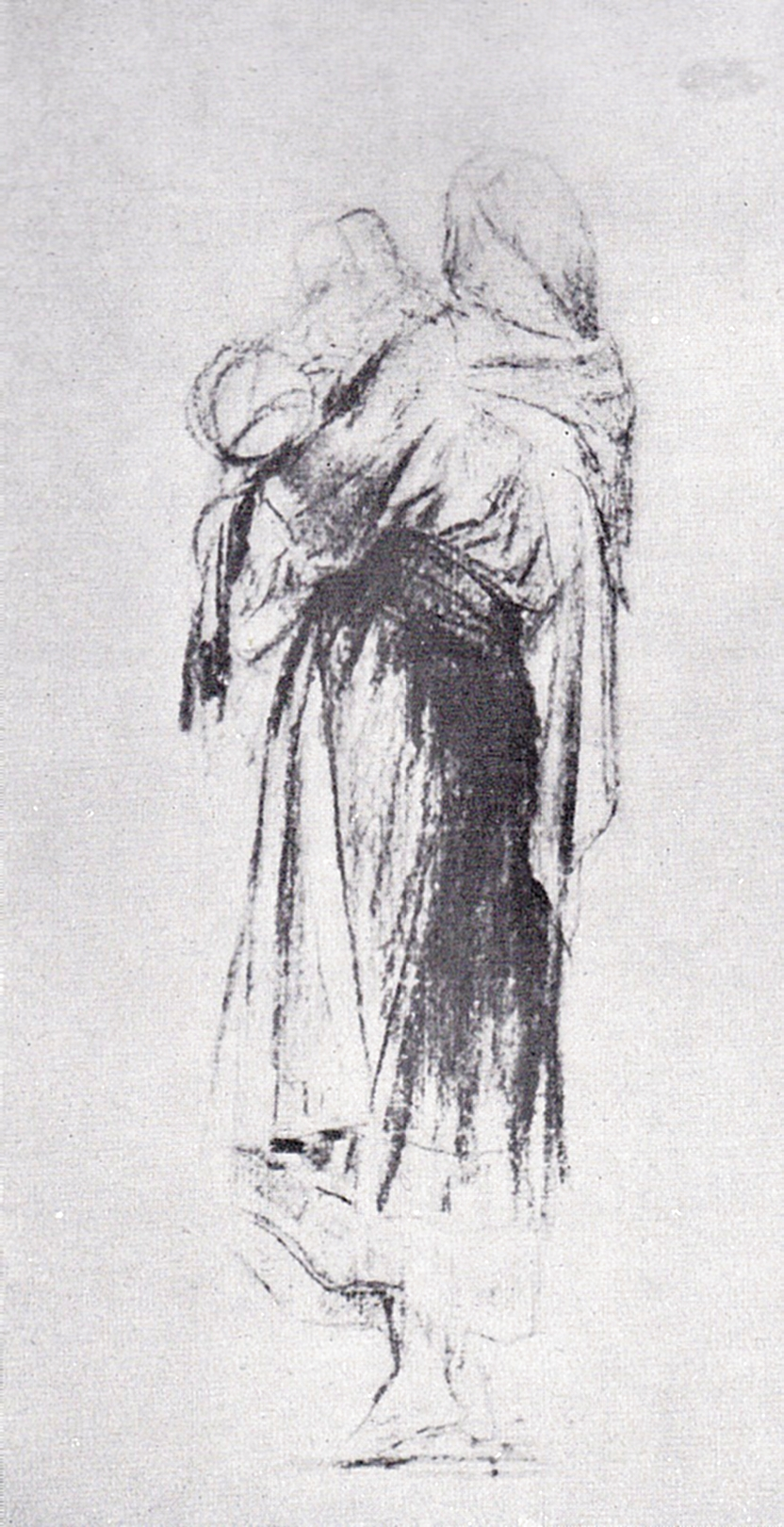
Țărancă
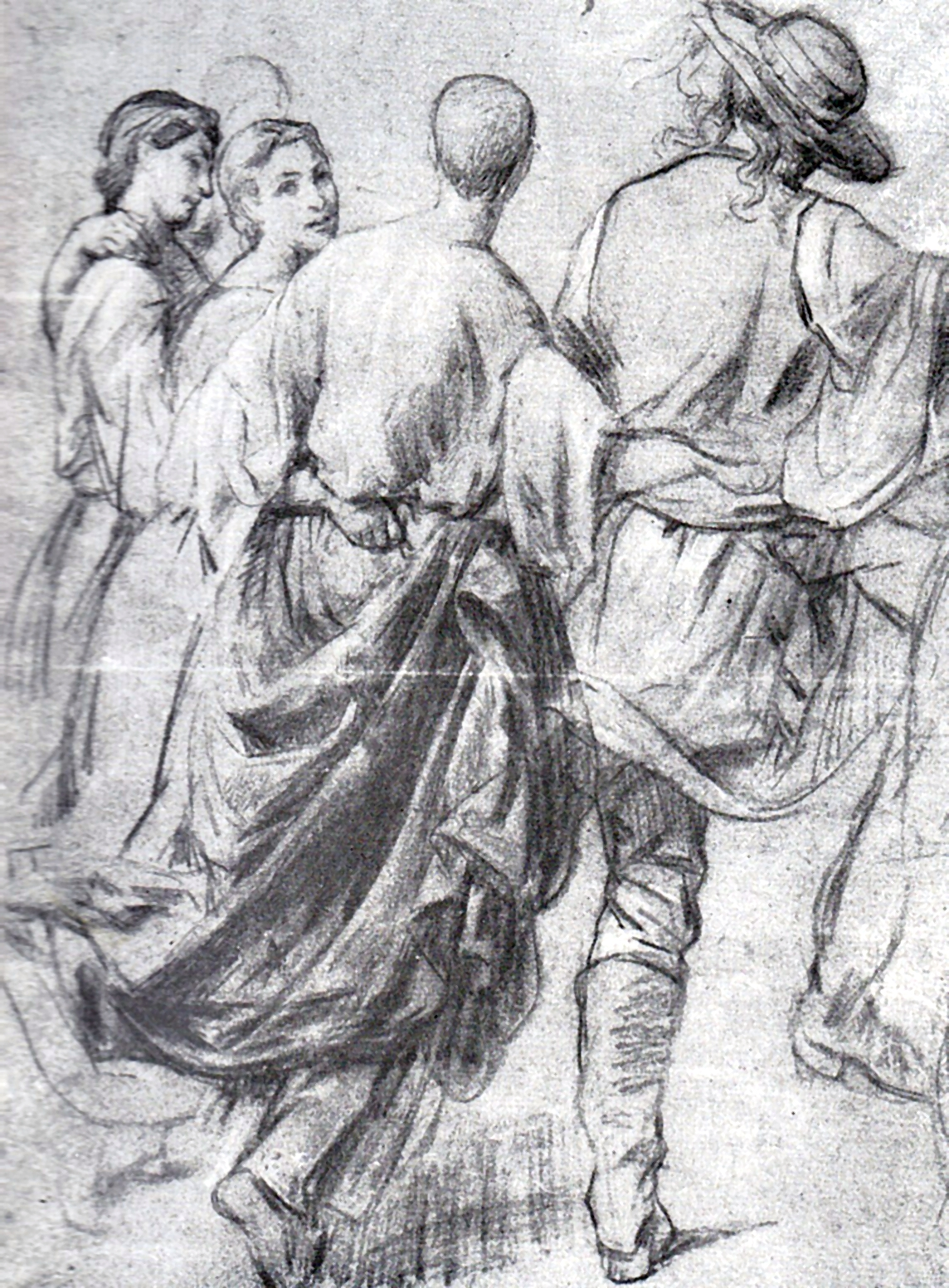
Horă - desen
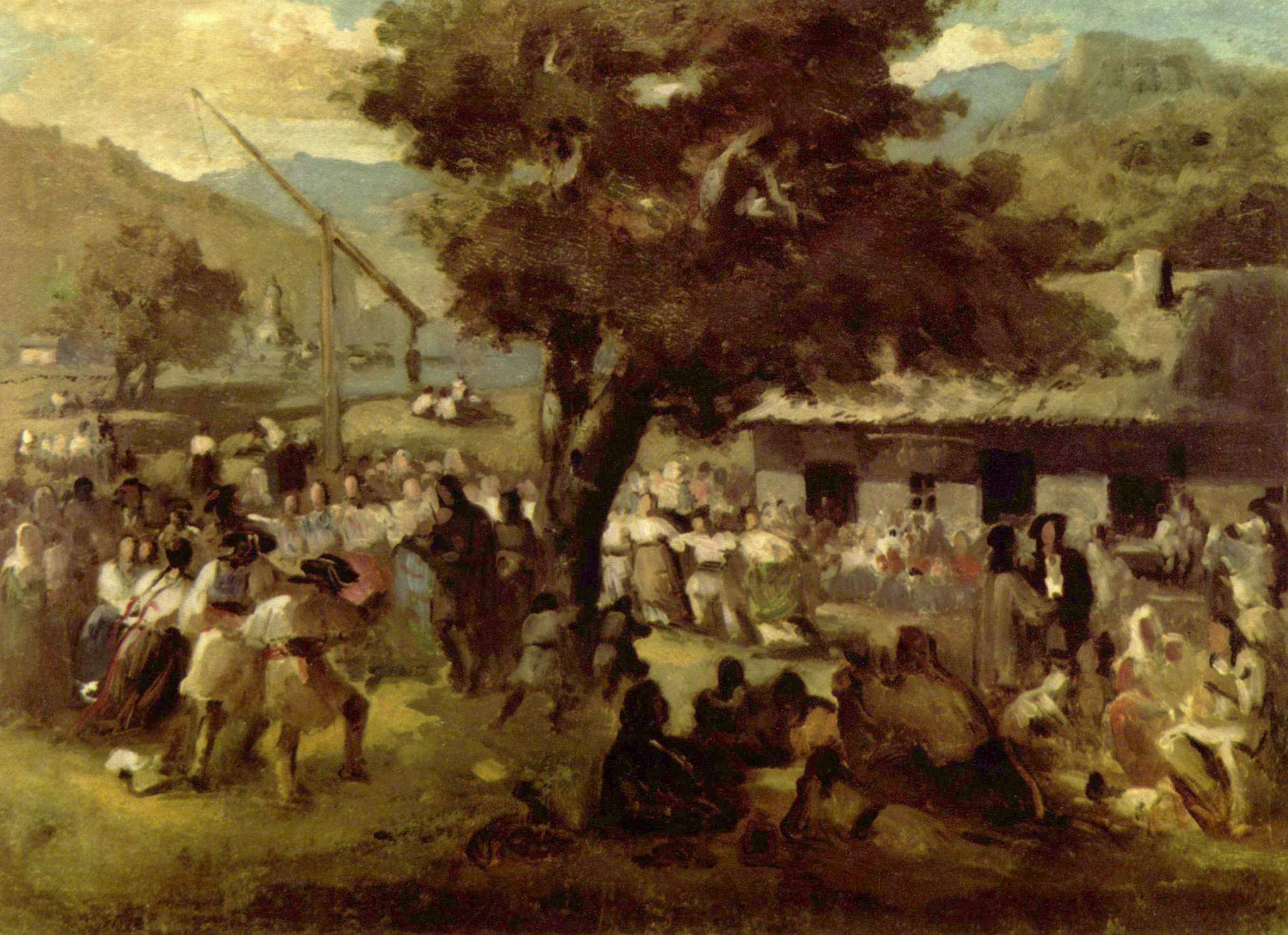
Horă - studiu în ulei
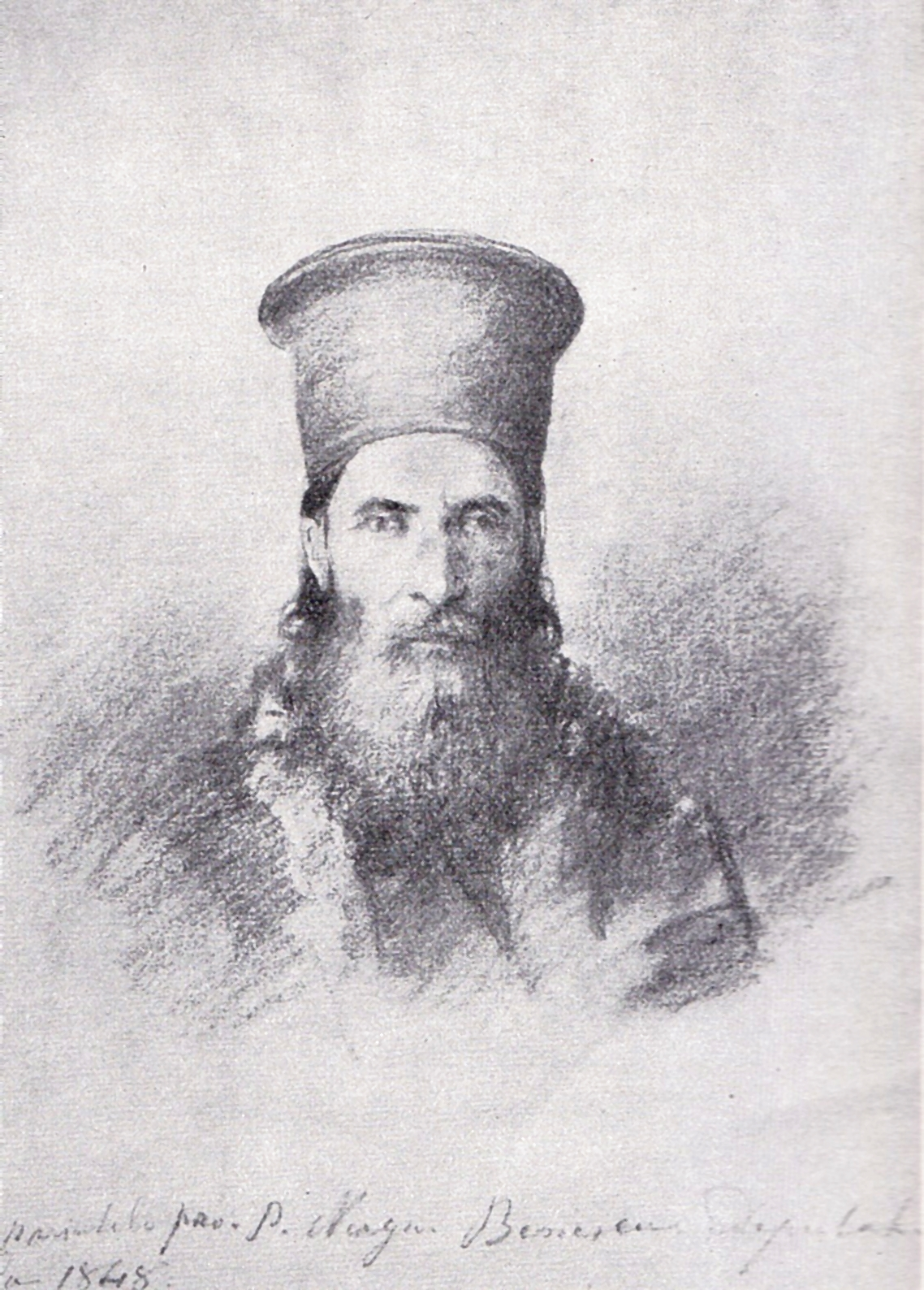
Neagu Benescu (1863-1867)
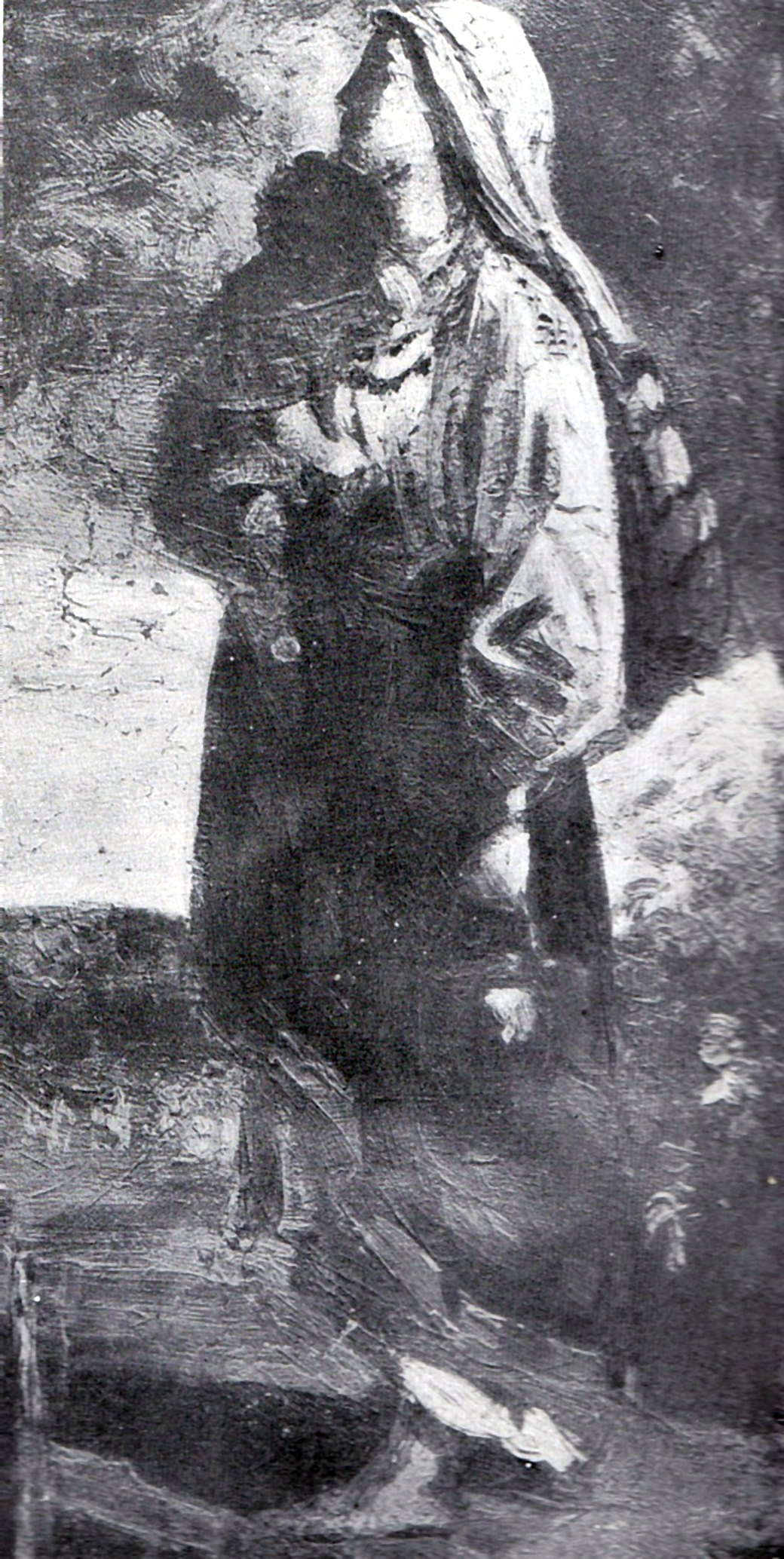
Țărancă tânără cu copilul în brațe

## La Barbizon

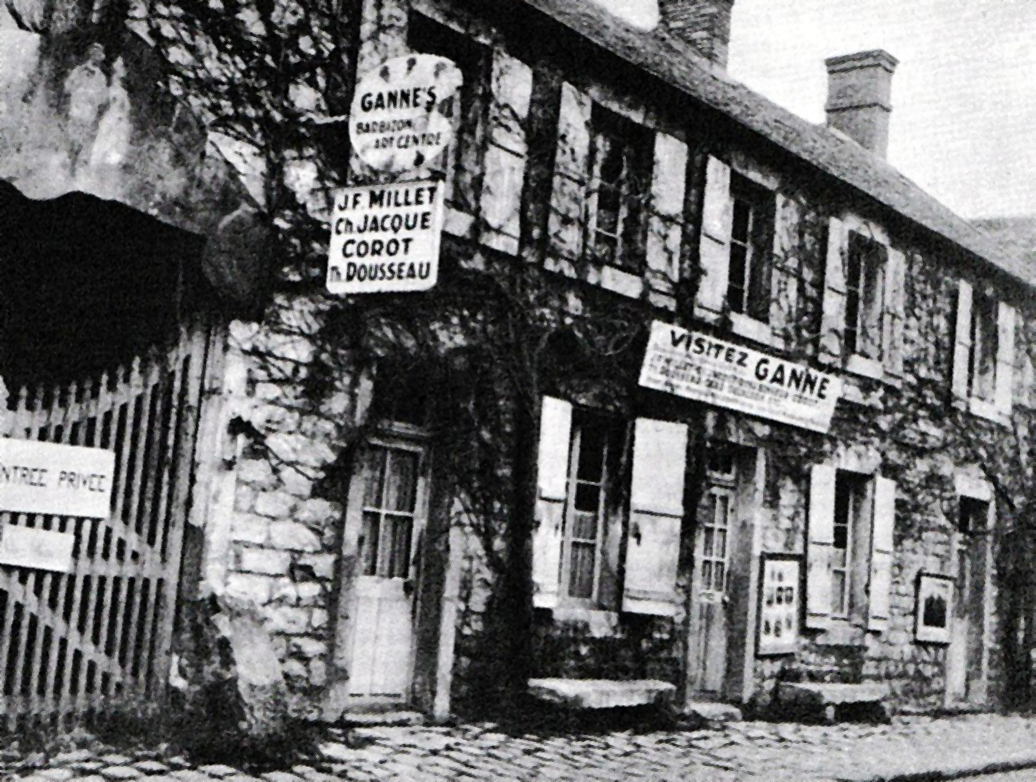
Pensiunea Ganne de la Barbizon - (foto.)

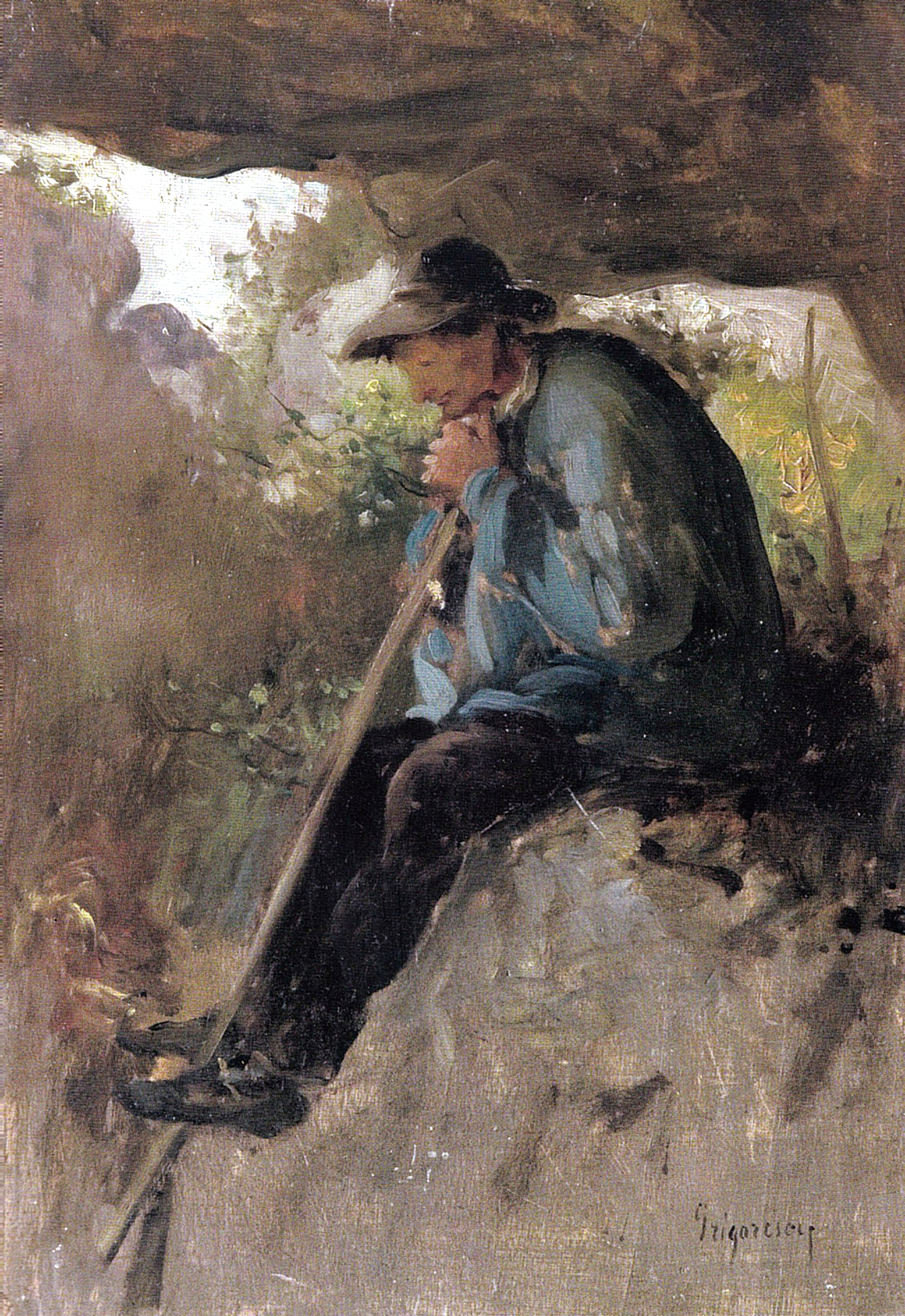
Lucrător la Fontainebleau (1863-1864)

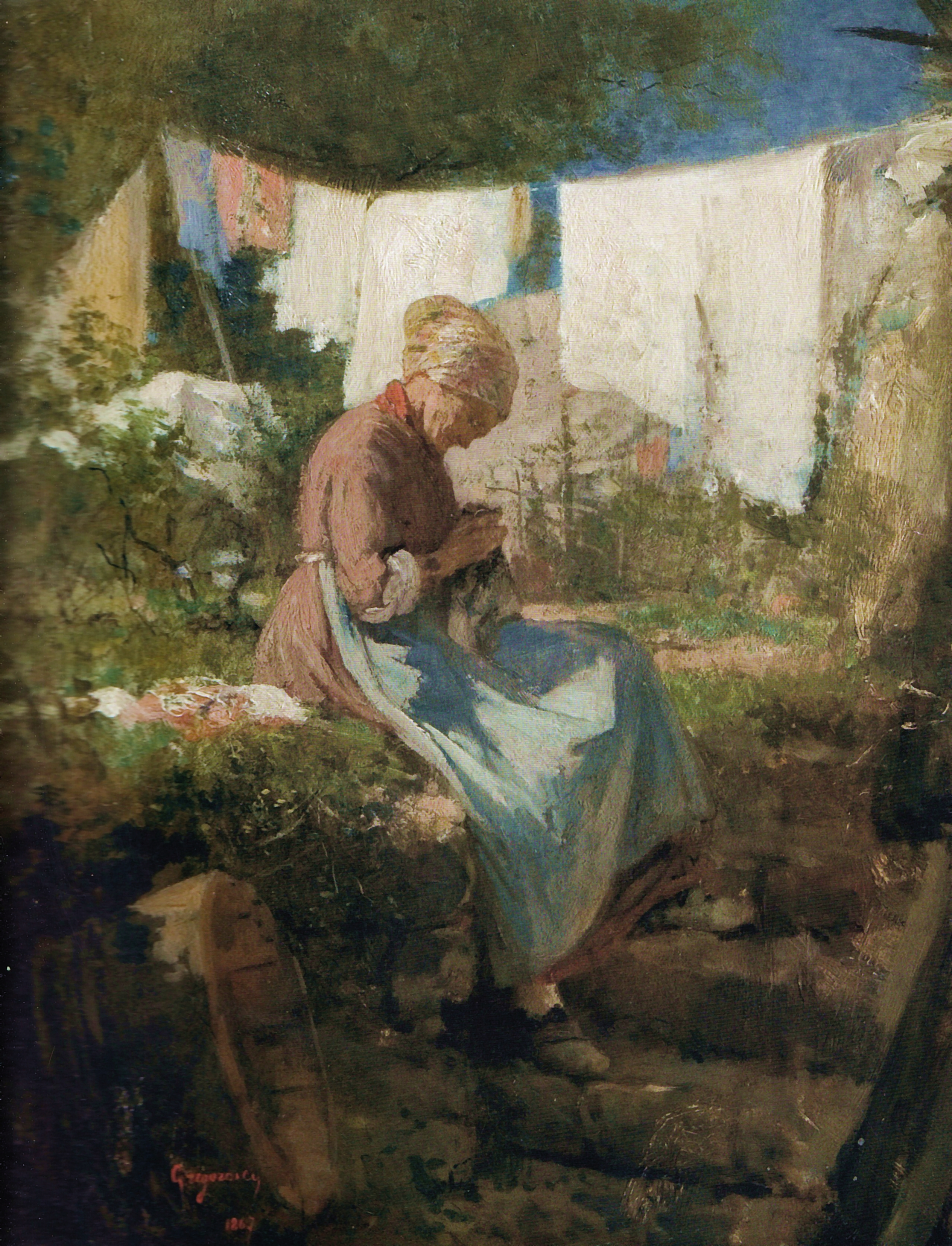
Bătrână cârpind (1867)

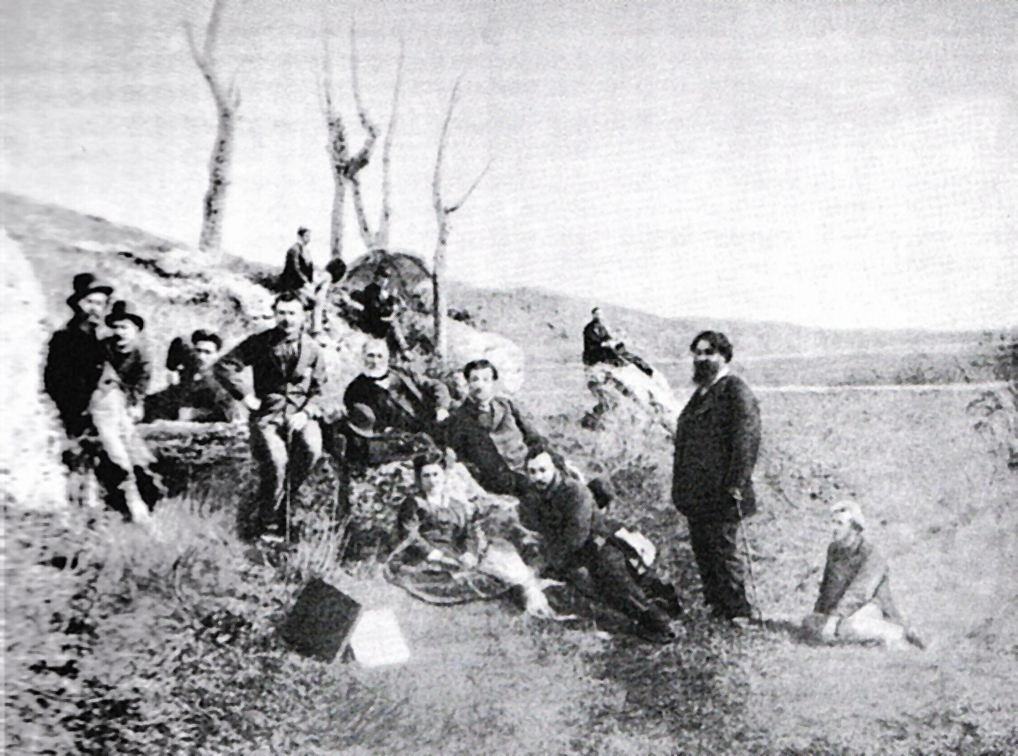
Nicolae Grigorescu alături de Corot, Millet și Courbet la Barbizon - (foto.)

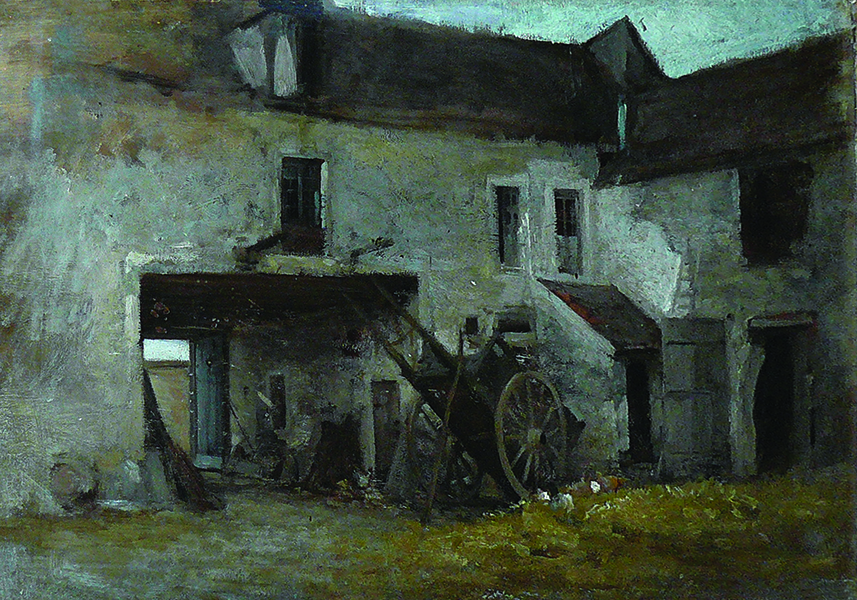
Curtea Hanului Ganne (~1867)

## Opera

Nicolae Grigorescu - Peisaje realizate la Barbizon
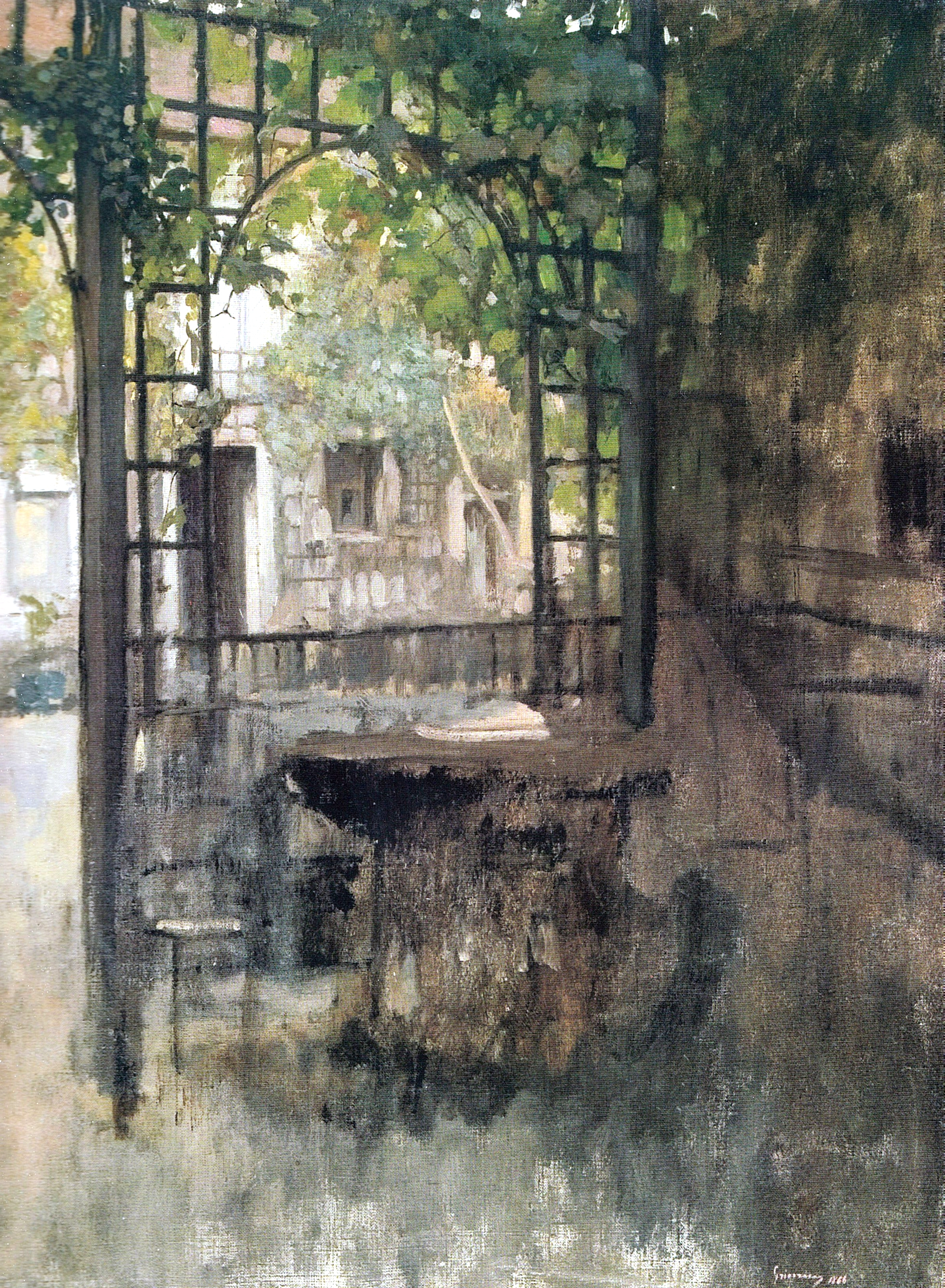
Interior de curte la Barbizon (1866)
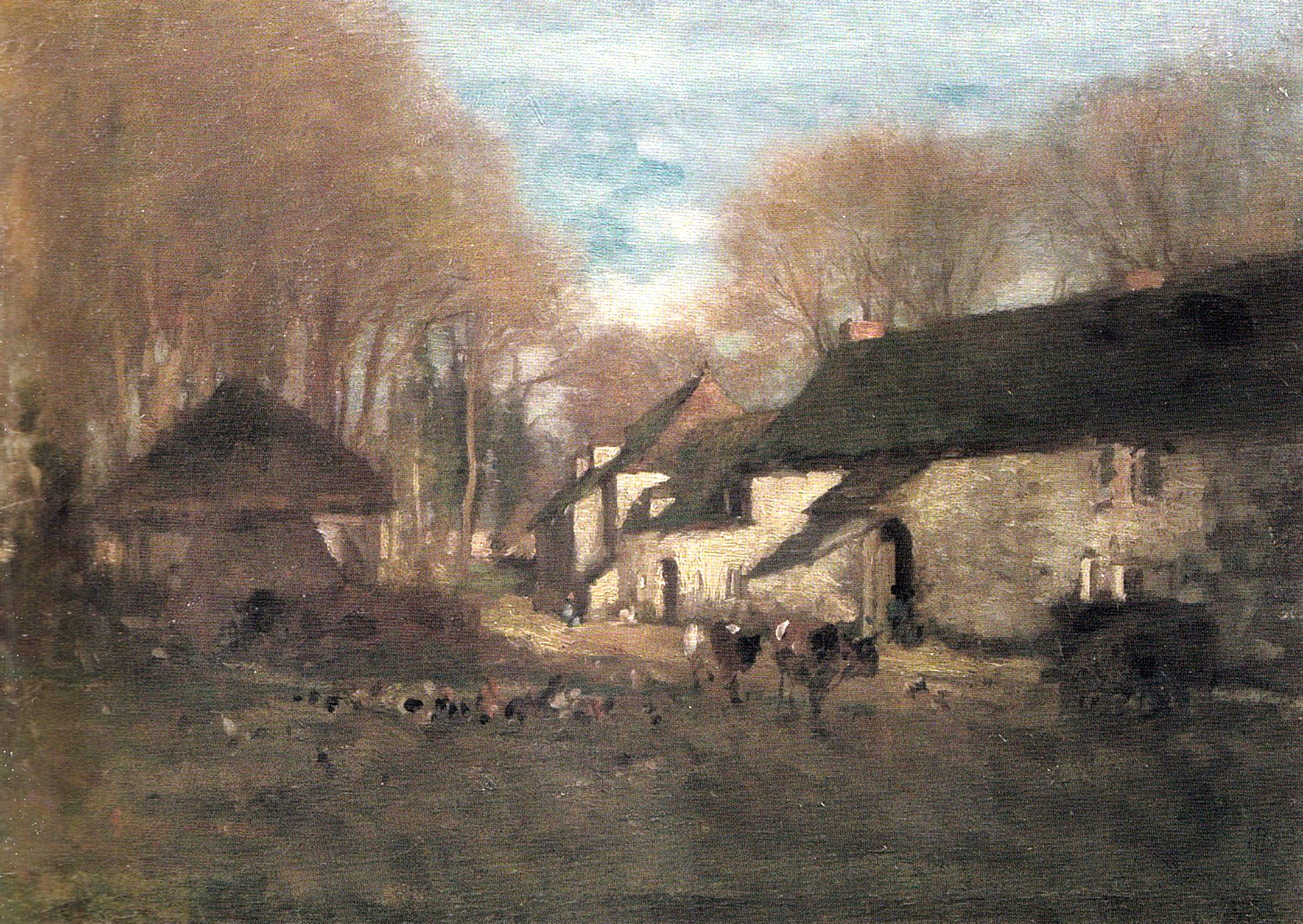
Satul Barbizon (1864-1867) - la Muzeul Zambaccian din București
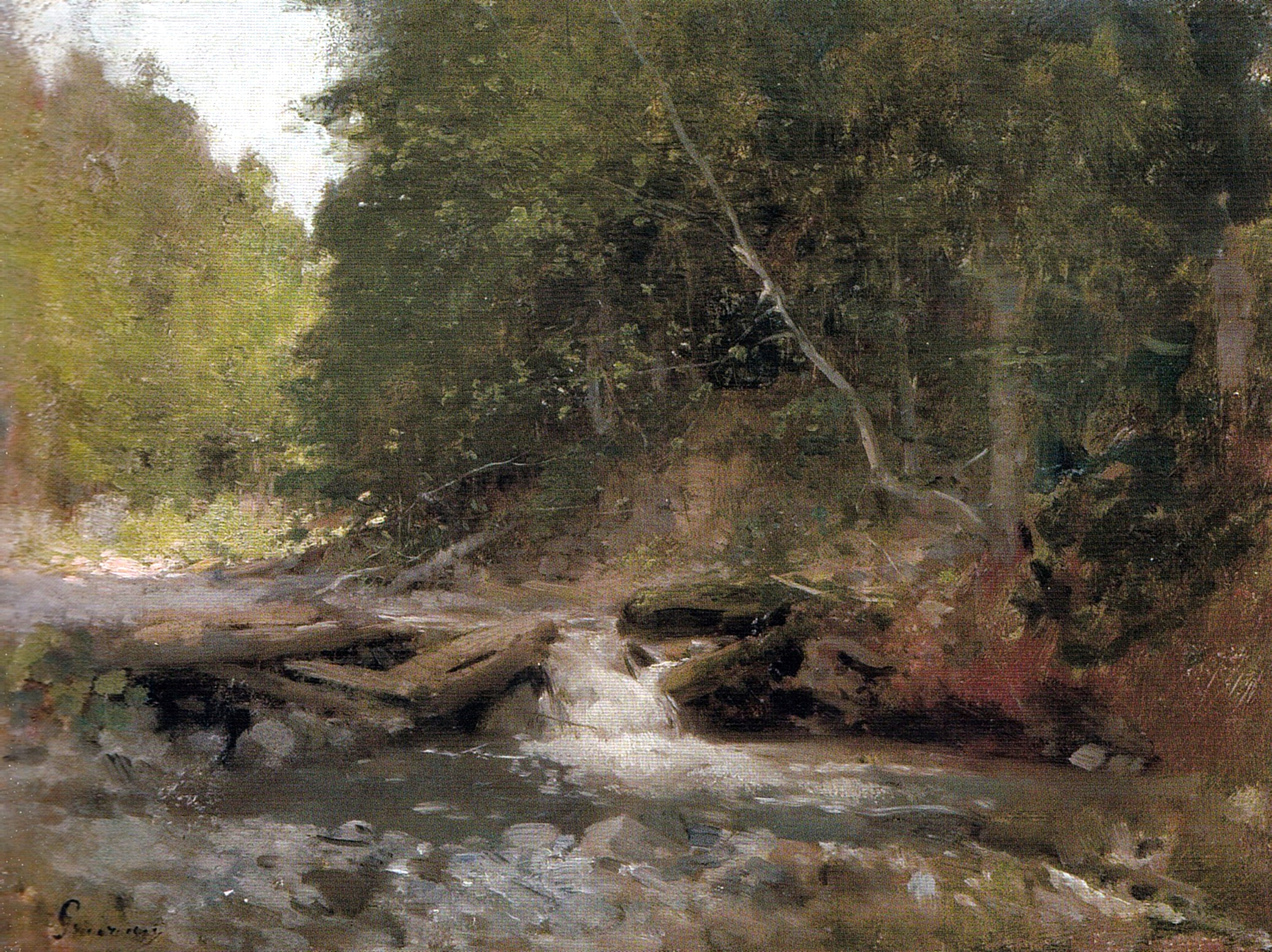
Puntea ruptă - (1866-1869)
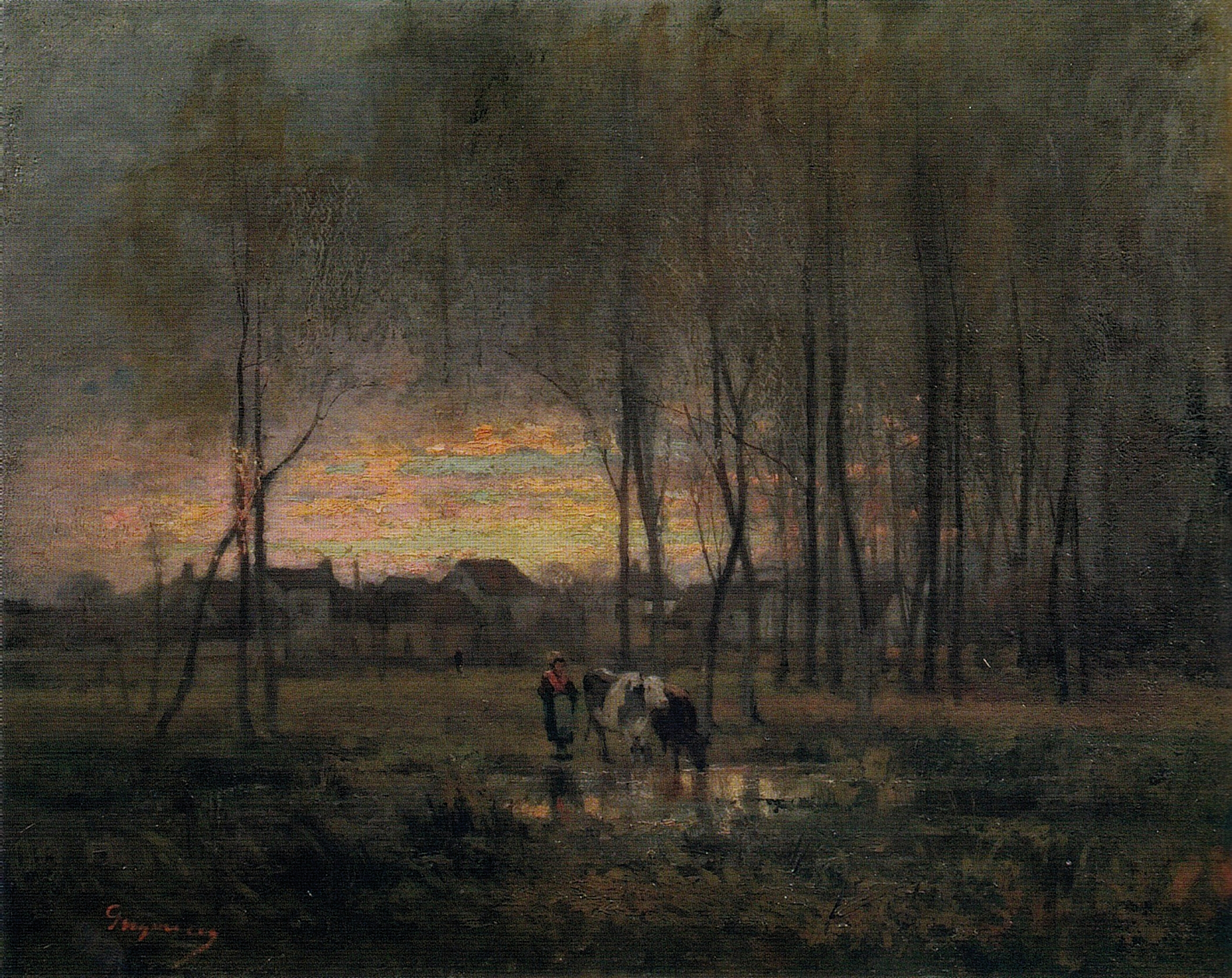
La adăpat din perioada 1866 -1869 - la Galeria de Artă Românească a Muzeului Național de Artă al României
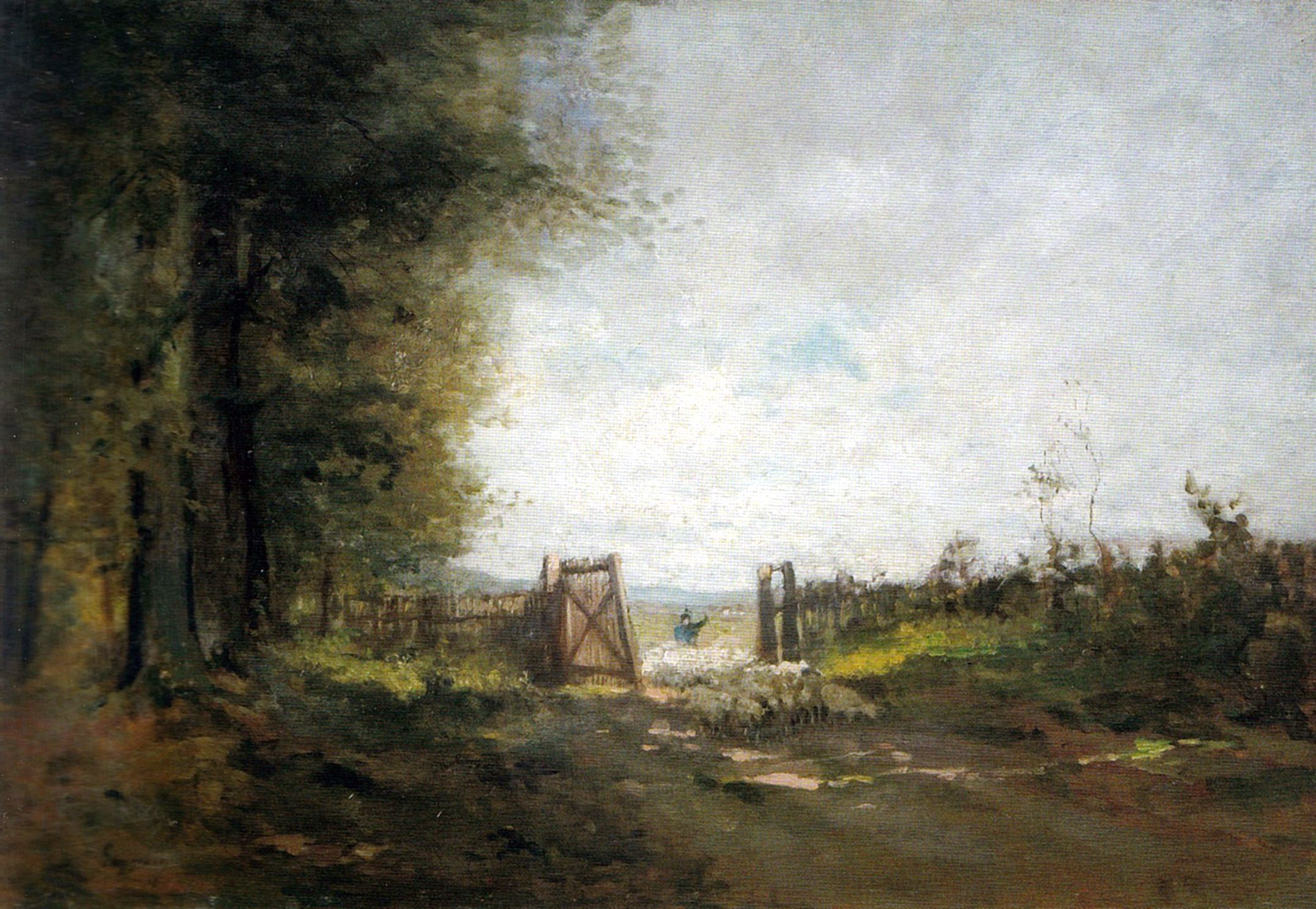
Peisaj cu turmă de oi din perioada 1863 -1866 - la Galeria de Artă Românească a Muzeului Național de Artă al României
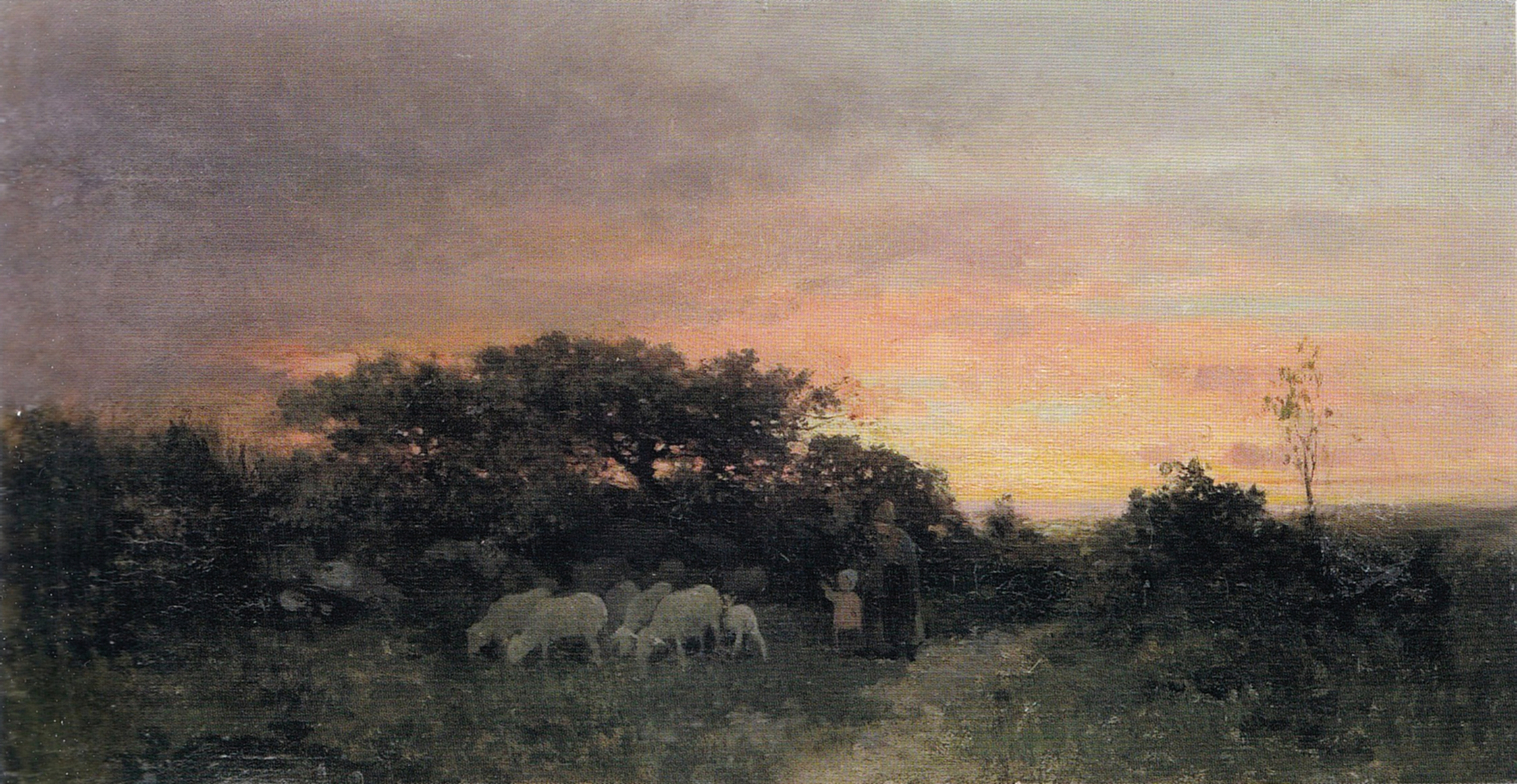
Apus de soare la Barbizon din perioada 1866 -1869 - la Galeria de Artă Românească a Muzeului Național de Artă al României.
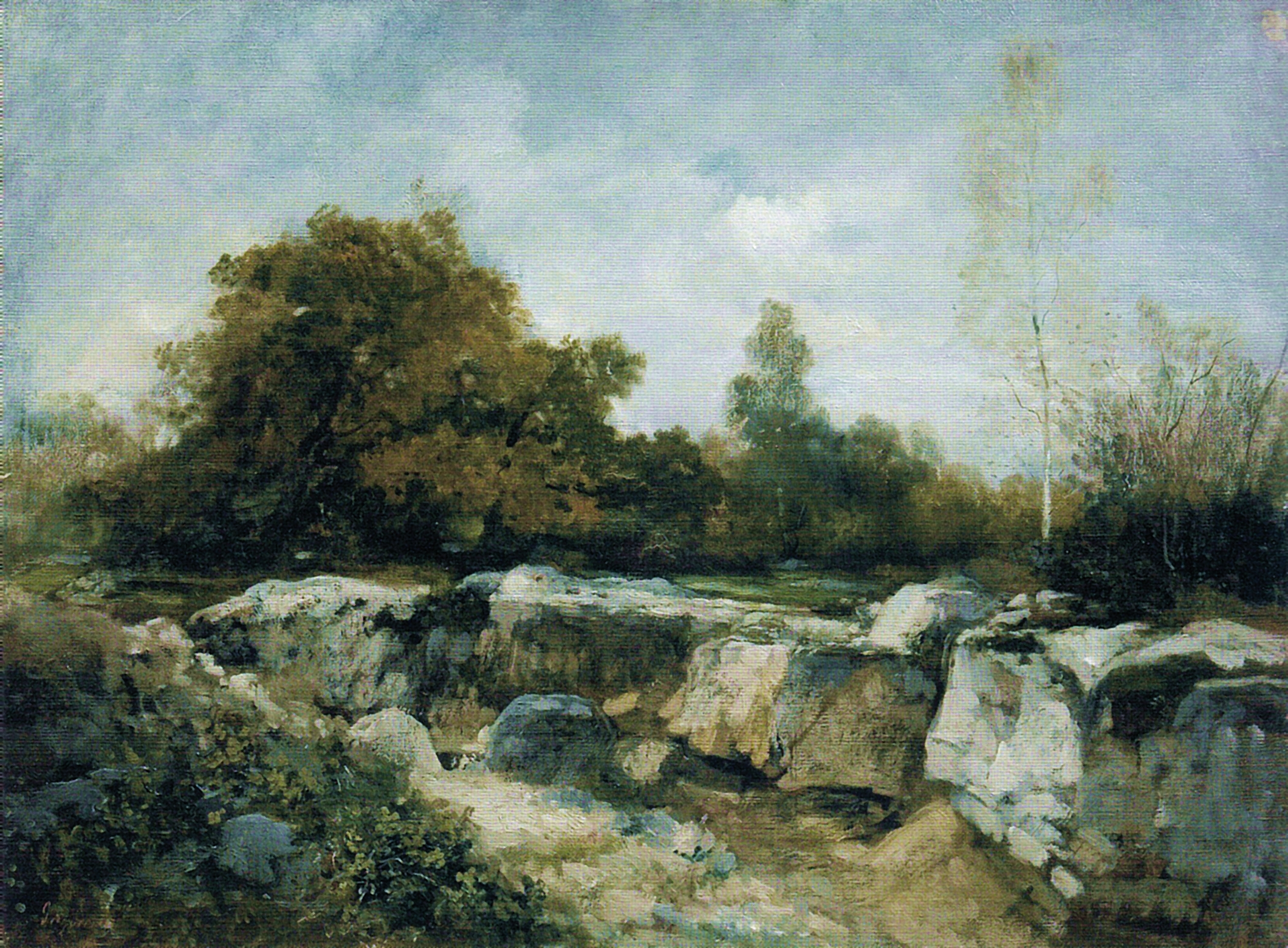
Peisaj cu stânci la Fontainebleau -1867 - la Galeria de Artă Românească a Muzeului Național de Artă al României.
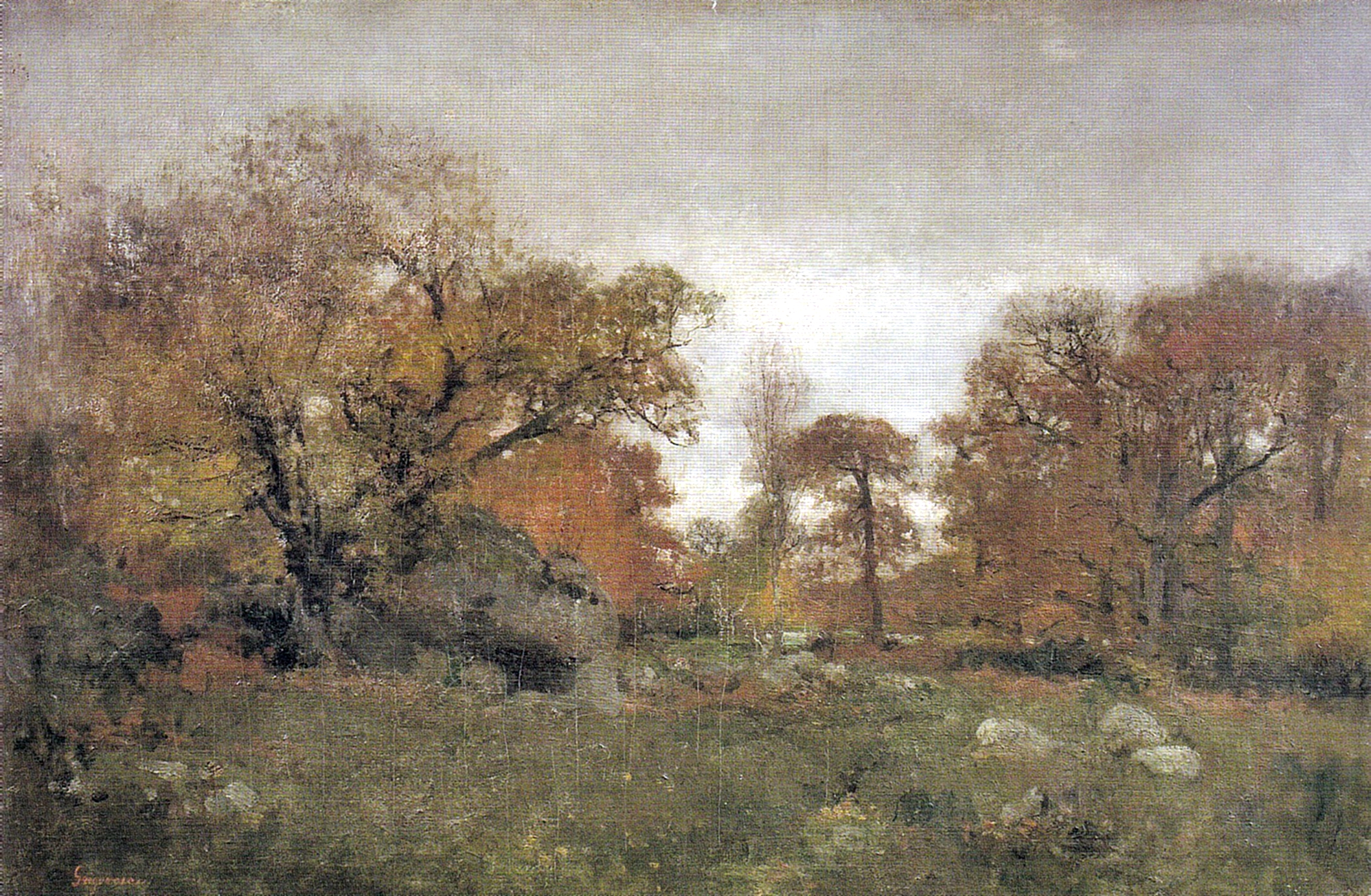
Toamna la Fontainebleau - 1867-1869 - la Galeria de Artă Românească a Muzeului Național de Artă al României.
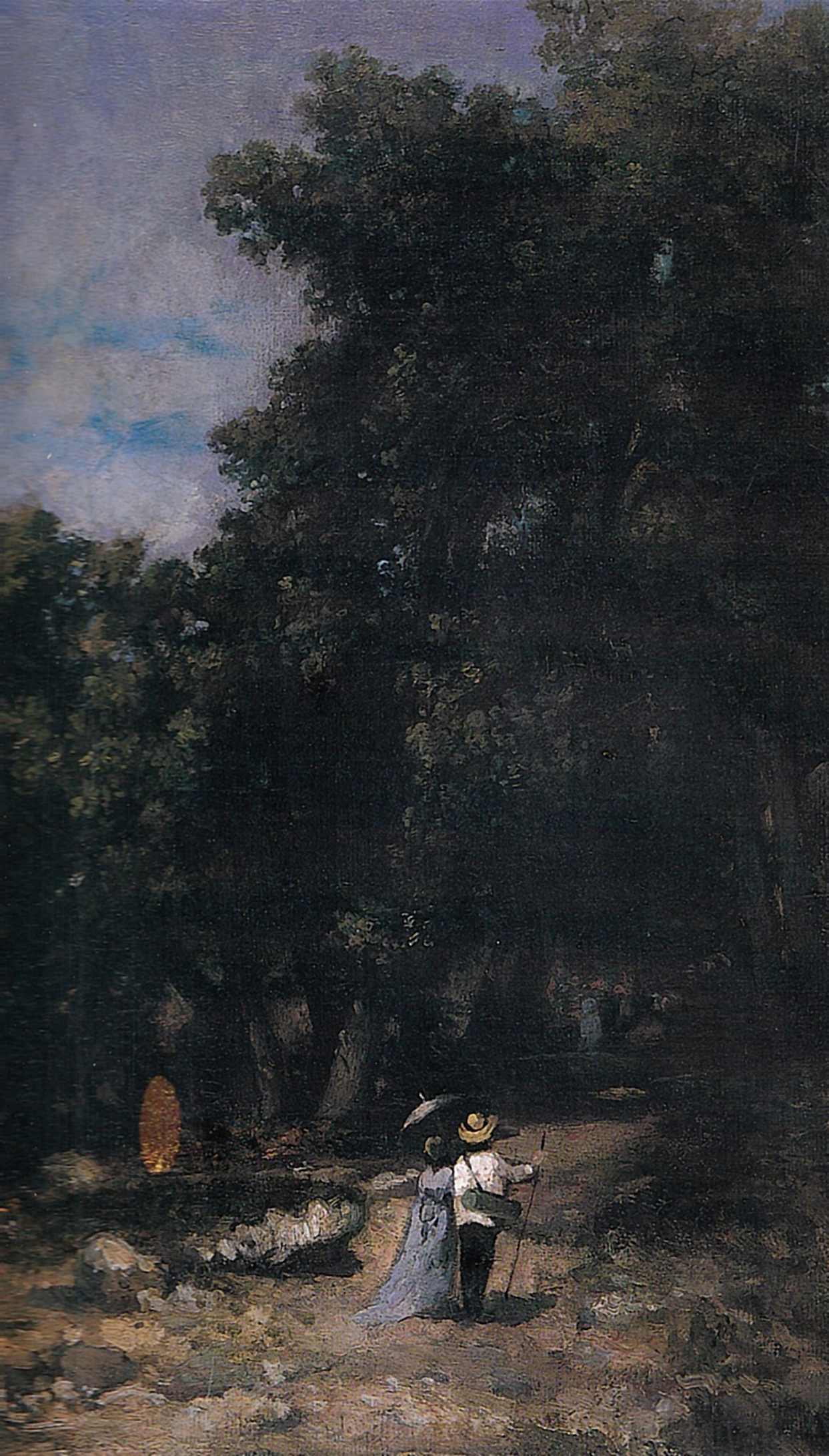
Intrarea în pădurea de la Fontainebleau (1867) - Muzeul Zambaccian

### Drumul de la neoclasicism la impresionism

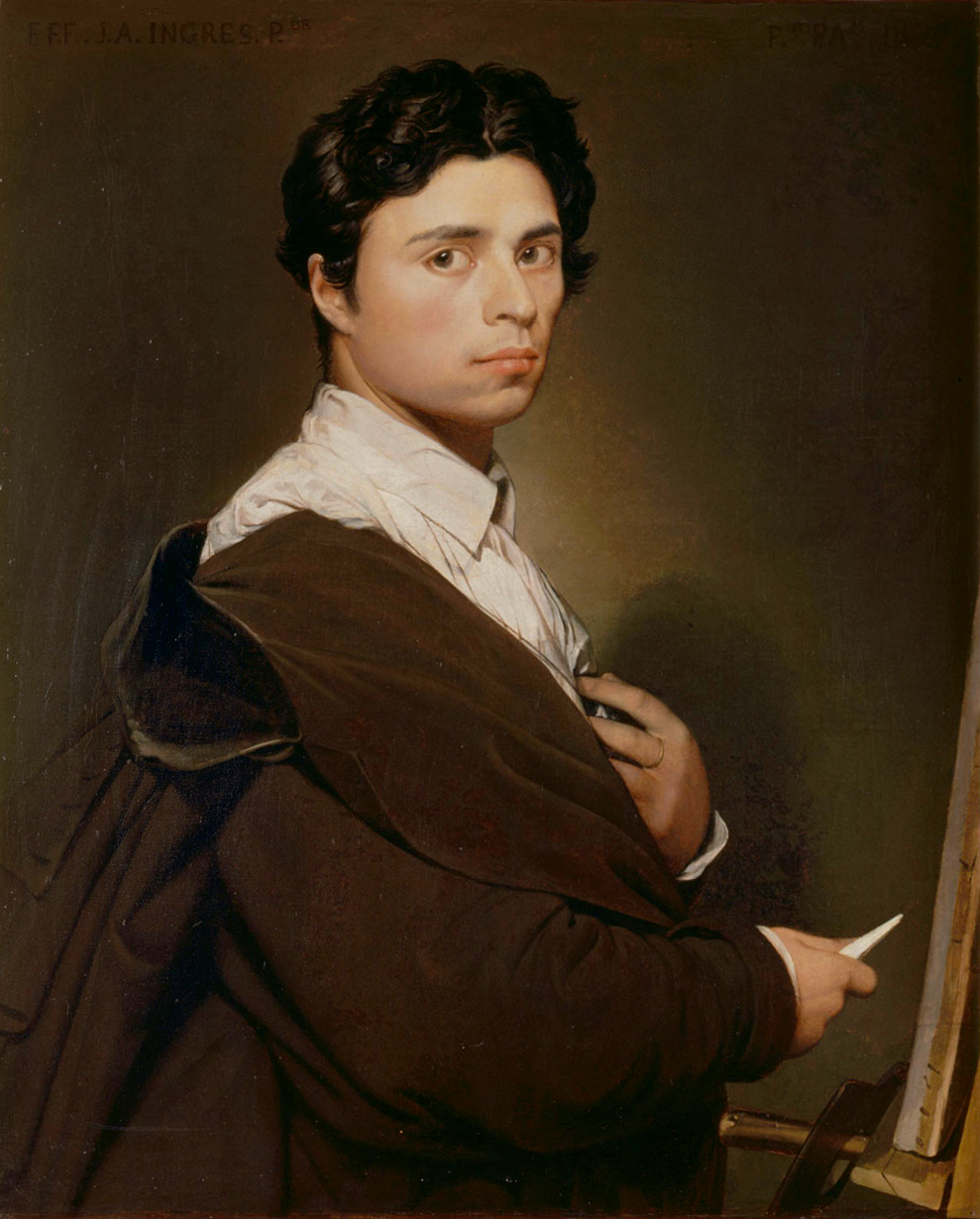
Ingres - exponent al neoclasicismului

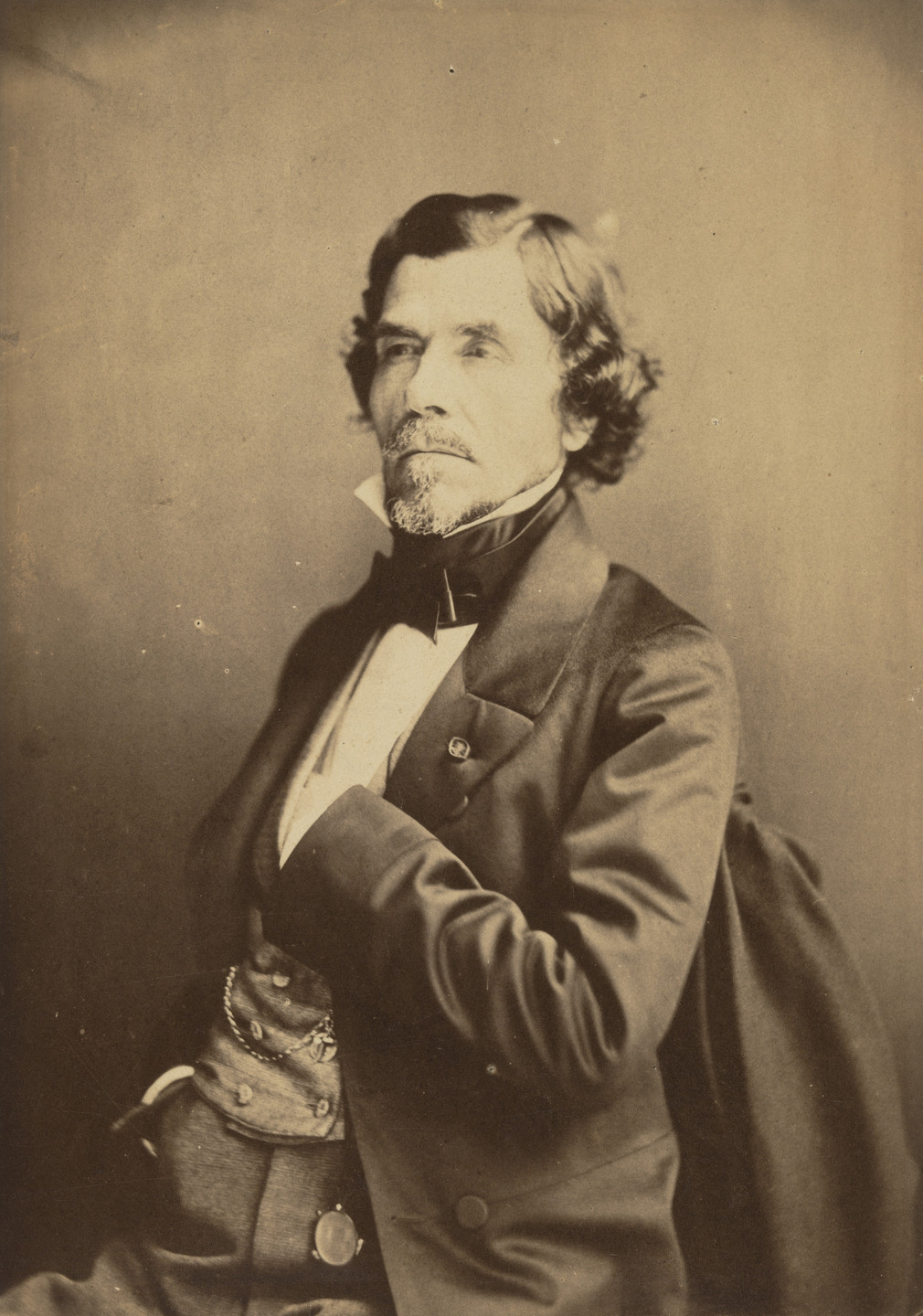
Delacroix - exponent al romantismului

Liderii Școlii de la Barbizon - adepții realismului și precursorii impresionismului
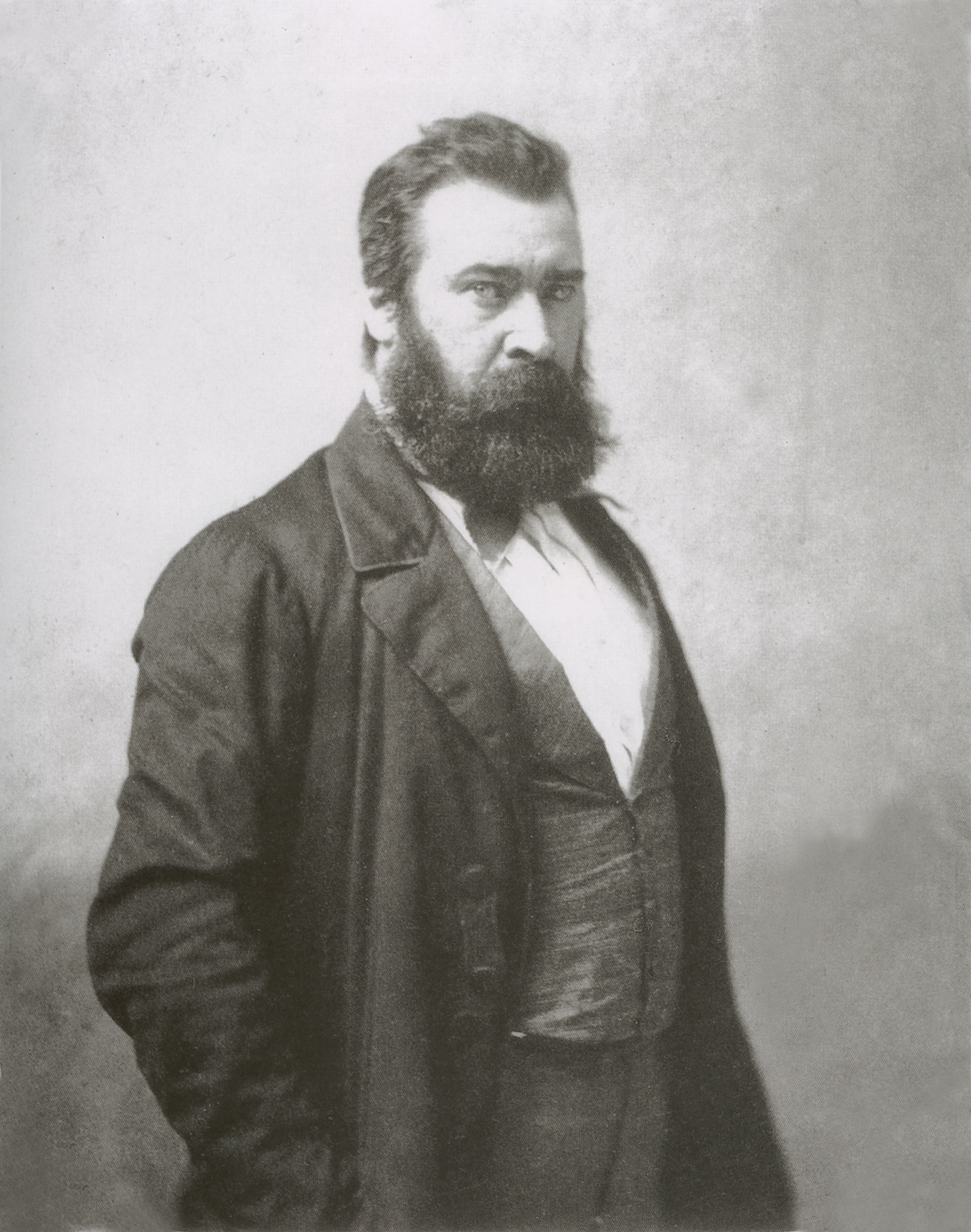
Jean-François Millet
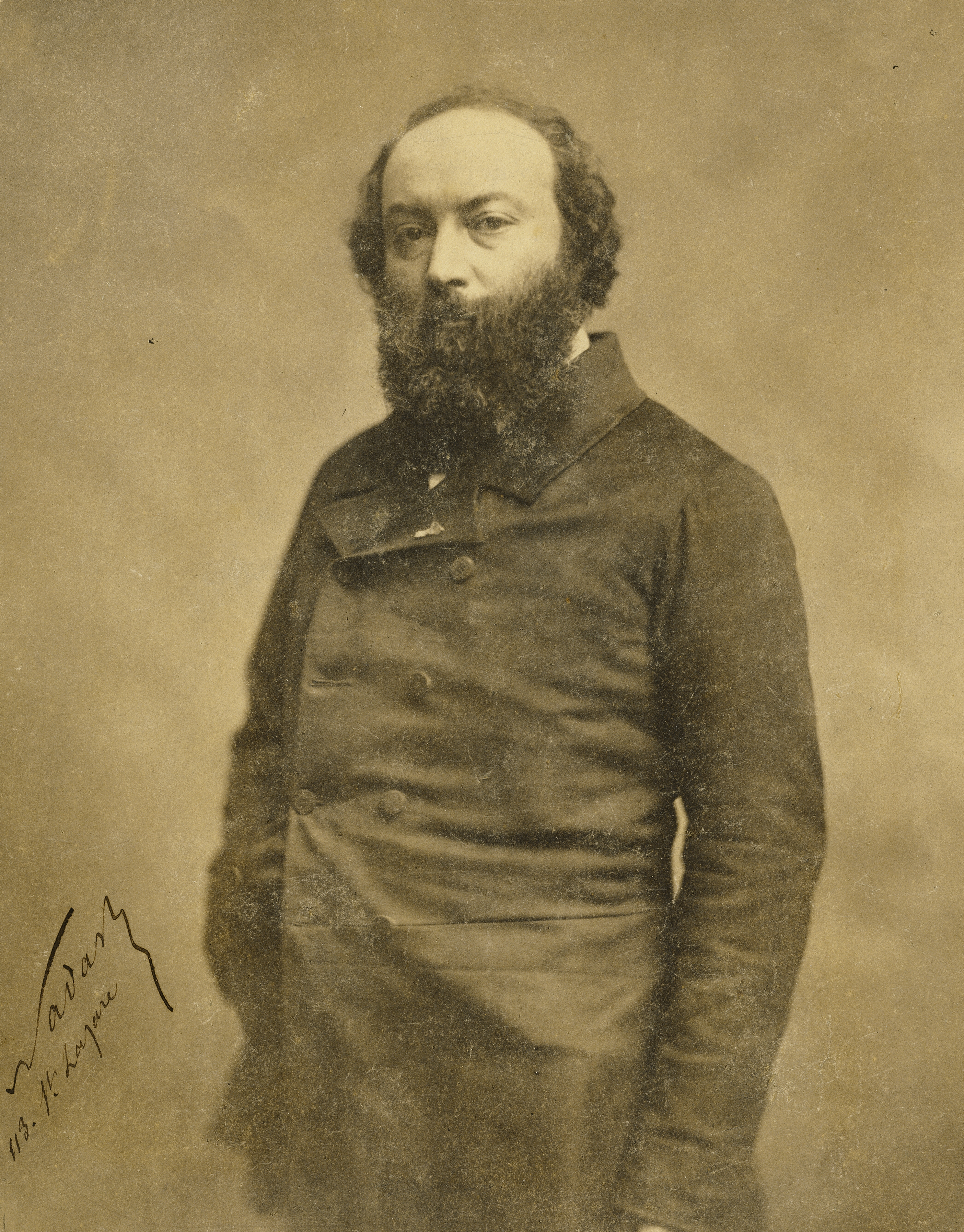
Théodore Rousseau
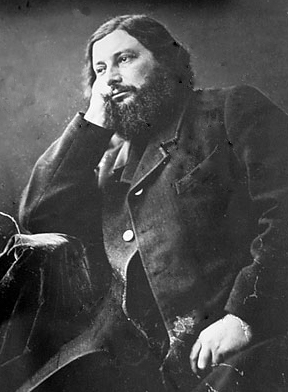
Gustave Courbet
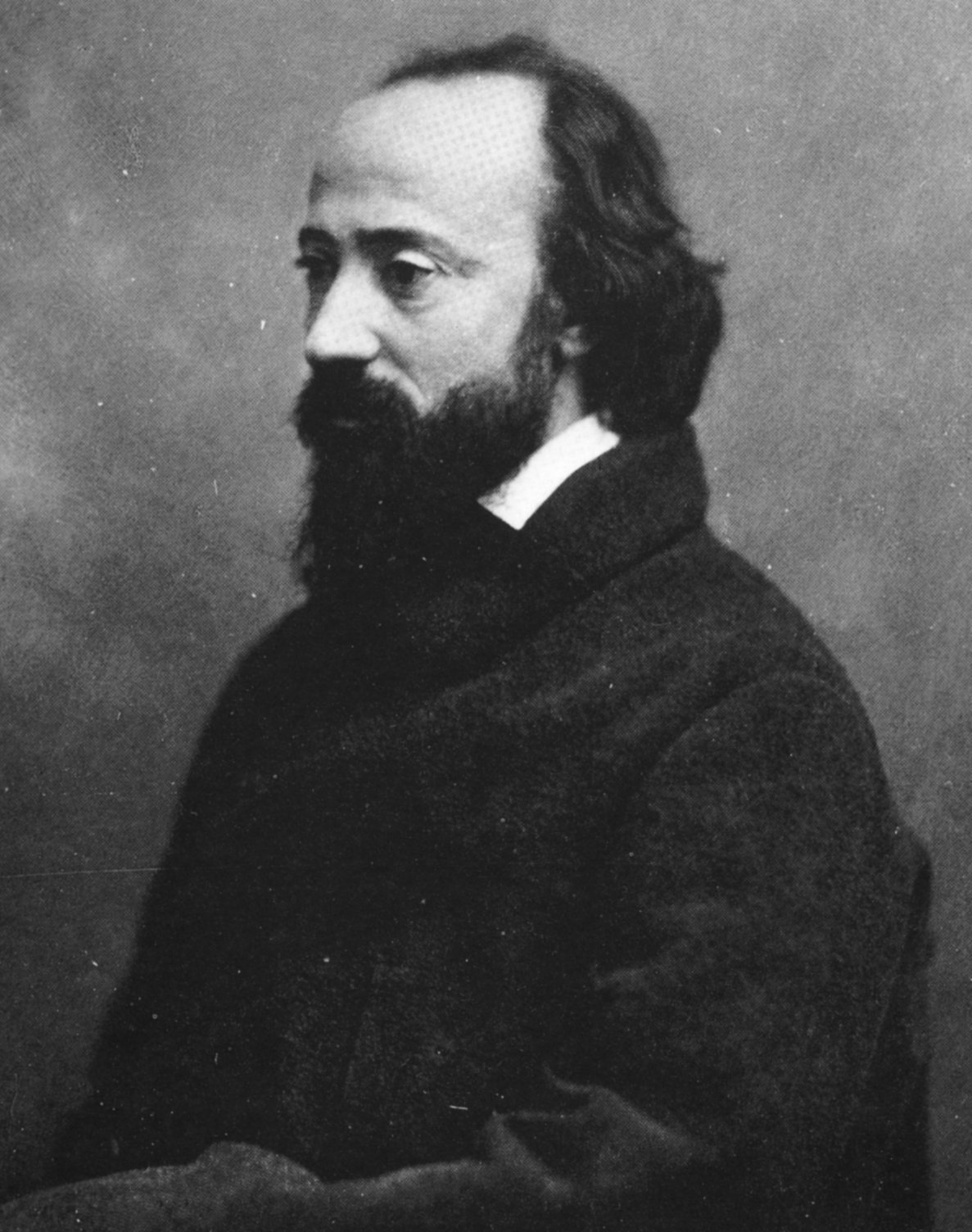
Charles-François Daubigny
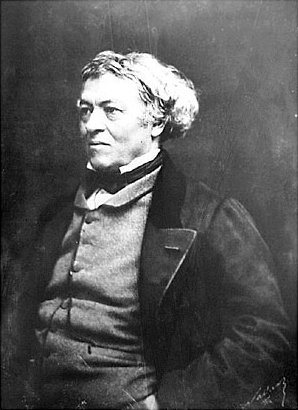
Jean-Baptiste Camille Corot

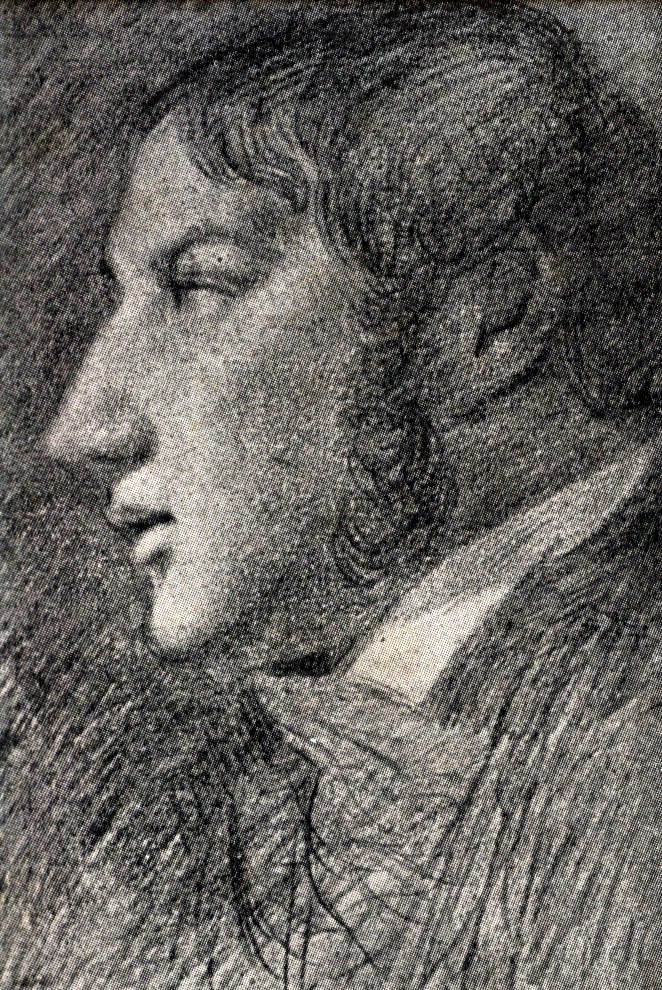
John Constable

Personalități marcante ale Școlii de la Barbizon, fondatori ai impresionismului
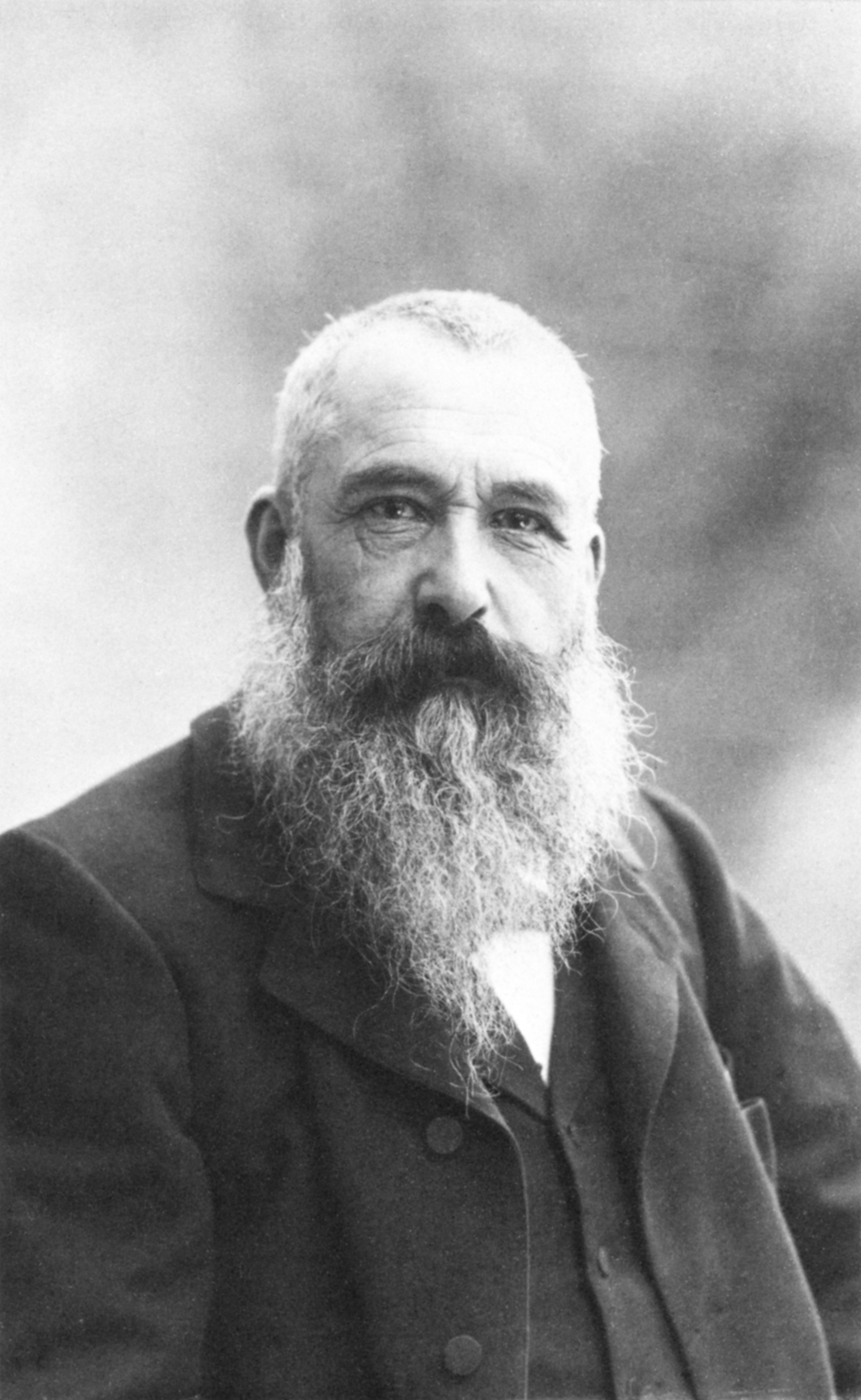
Claude Monet
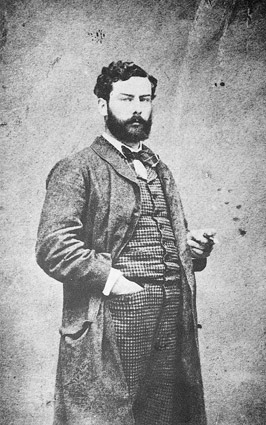
Alfred Sisley
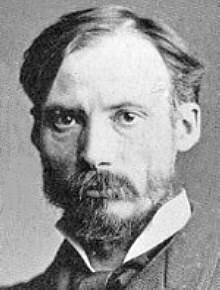
Pierre-Auguste Renoir
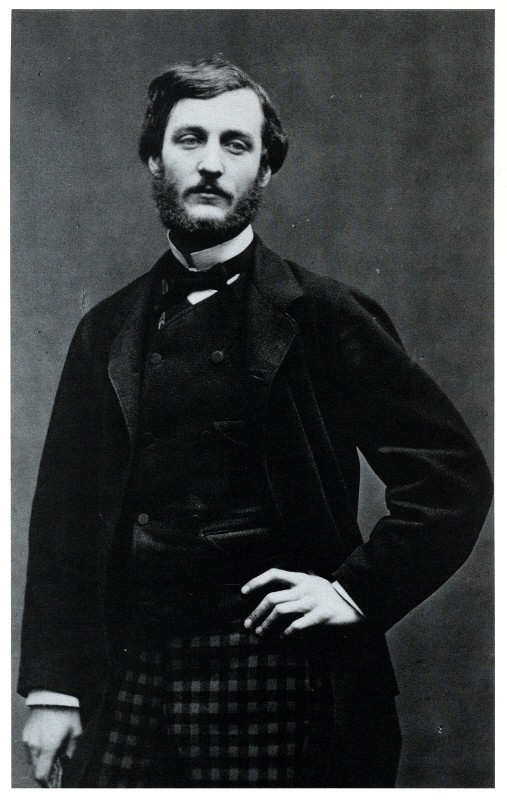
Frédéric Bazille

### Impresionismul

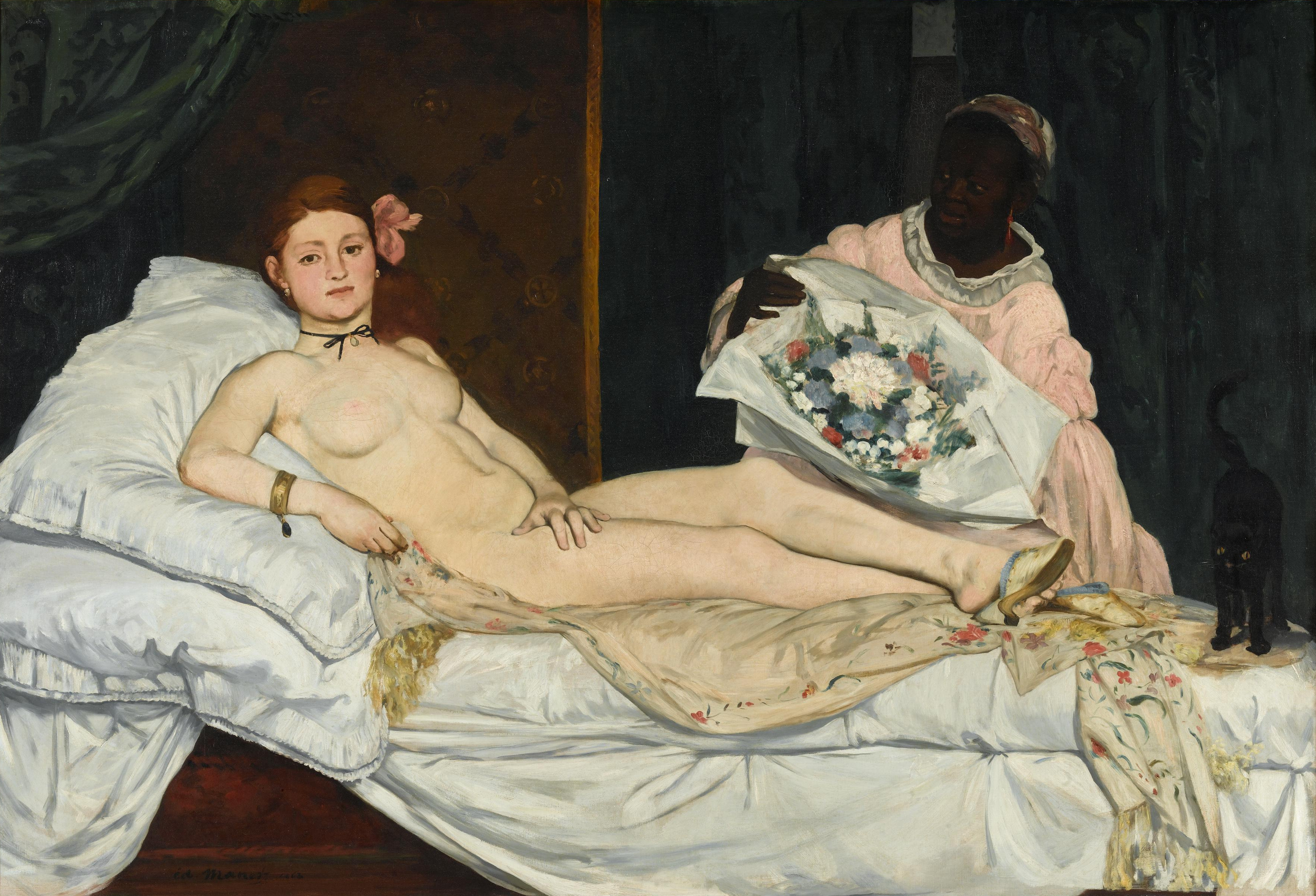
Edouard Manet - Olympia - 1863

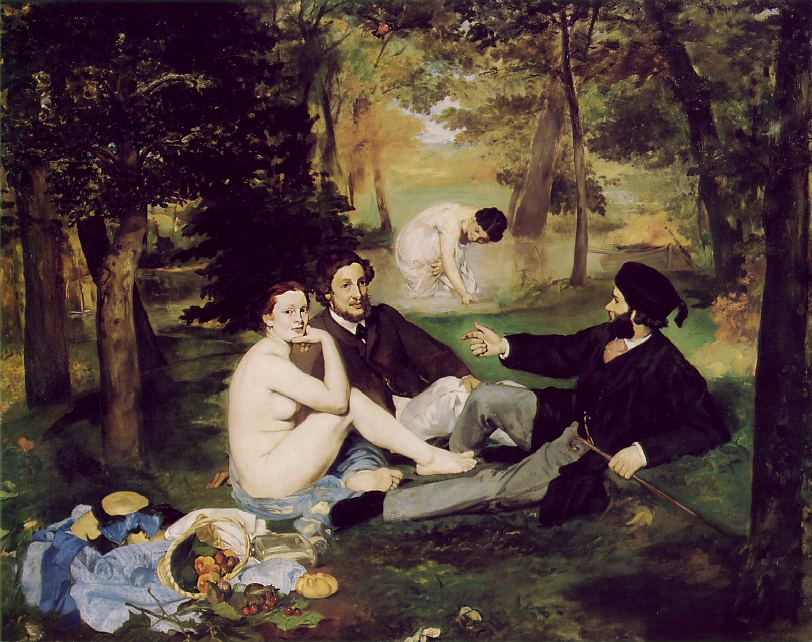
Edouard Manet - Dejunul pe iarbă - 1863

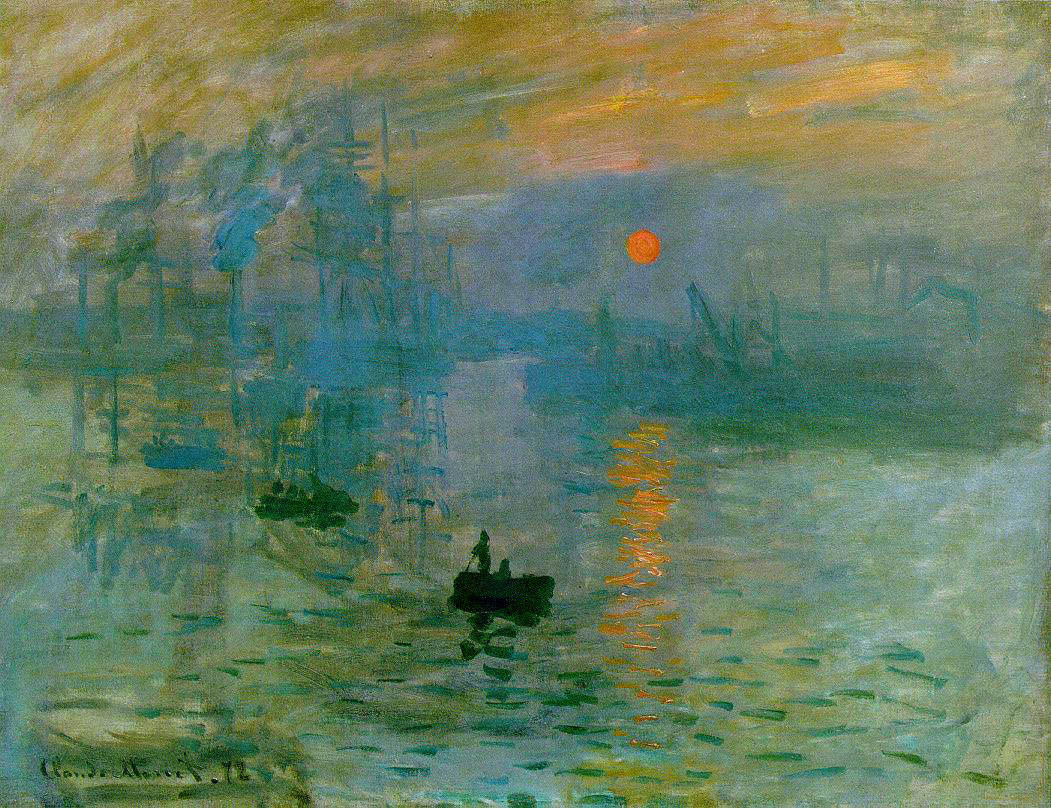
Claude Monet - Impresie: Răsărit de soare - 1872

### Influențe și modele

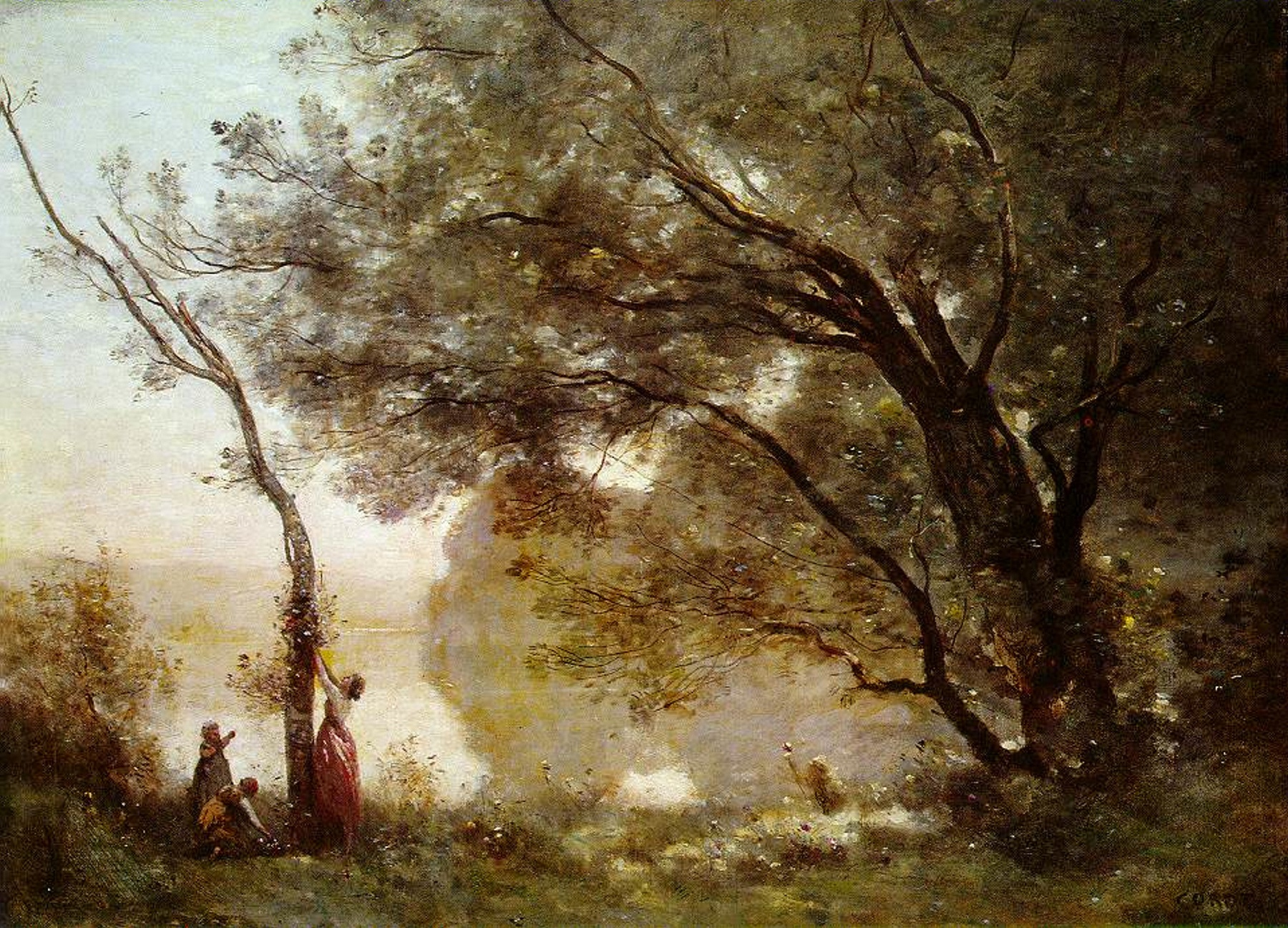
Amintire din Mortefontaine - de Camille Corot (1864)

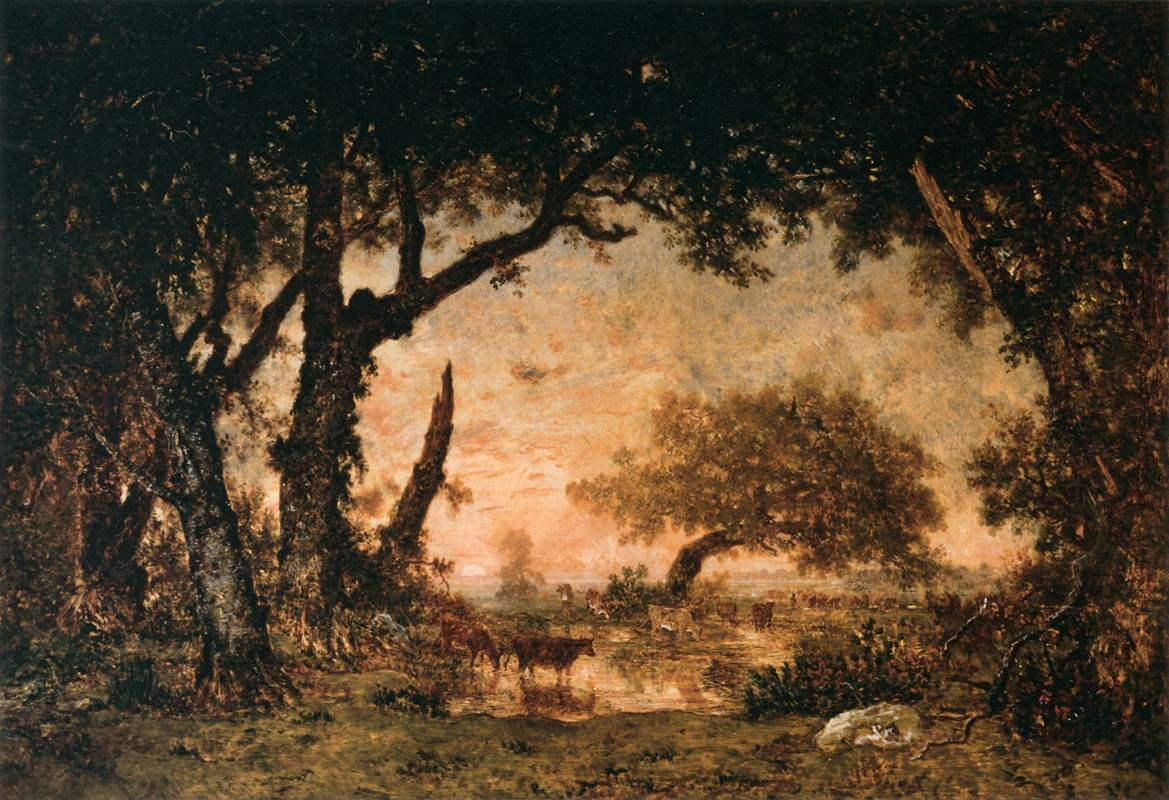
Luminiș în pădurea Fontainebleau - de Théodore Rousseau (~ 1850)

Nicolae Grigorescu - Influențe datorate pictorului Théodore Rousseau
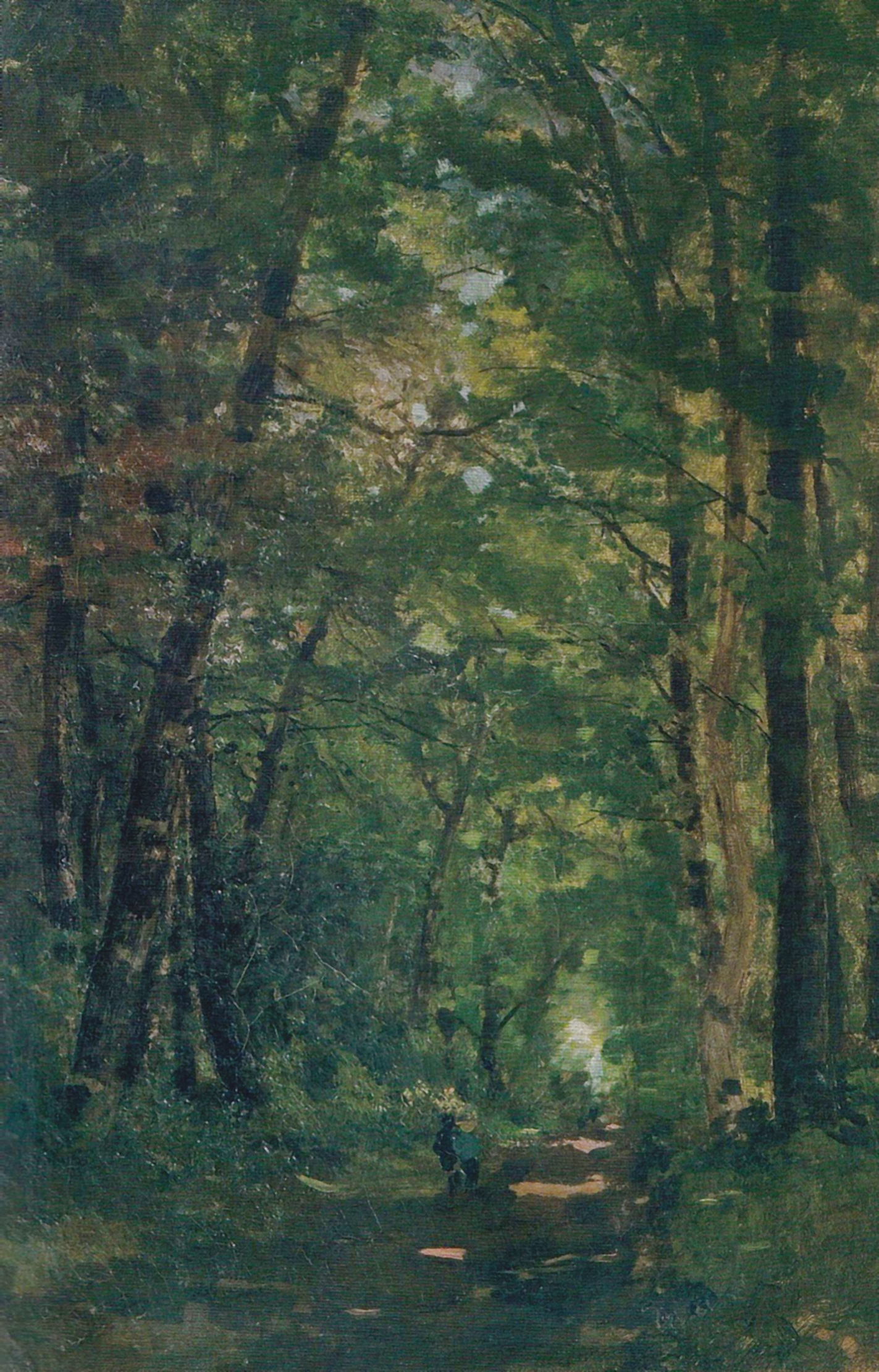
În pădure - (1862-1864)
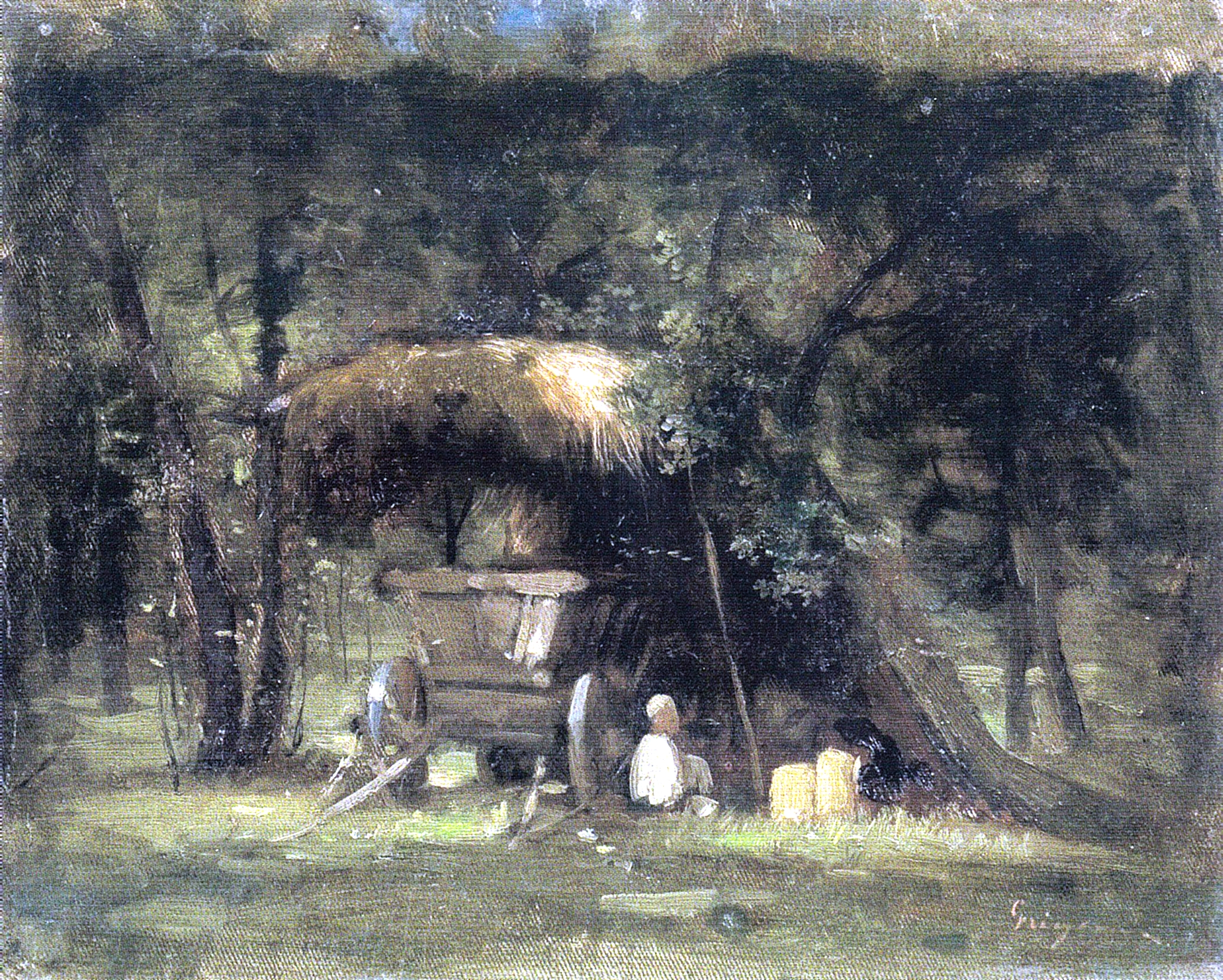
Căruță sub umbrar în pădure - (1863-1866)
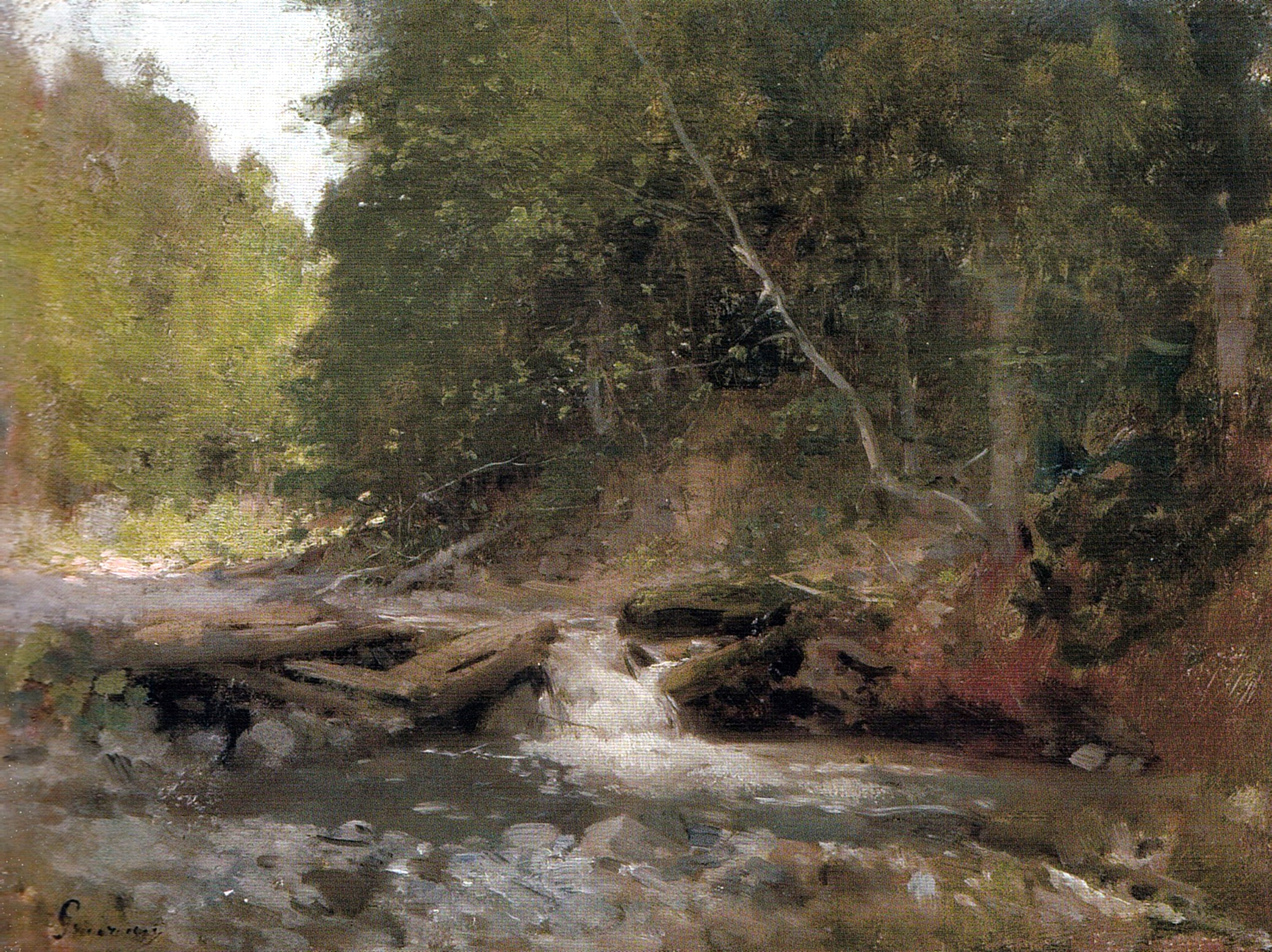
Peisaj - (1866-1869)
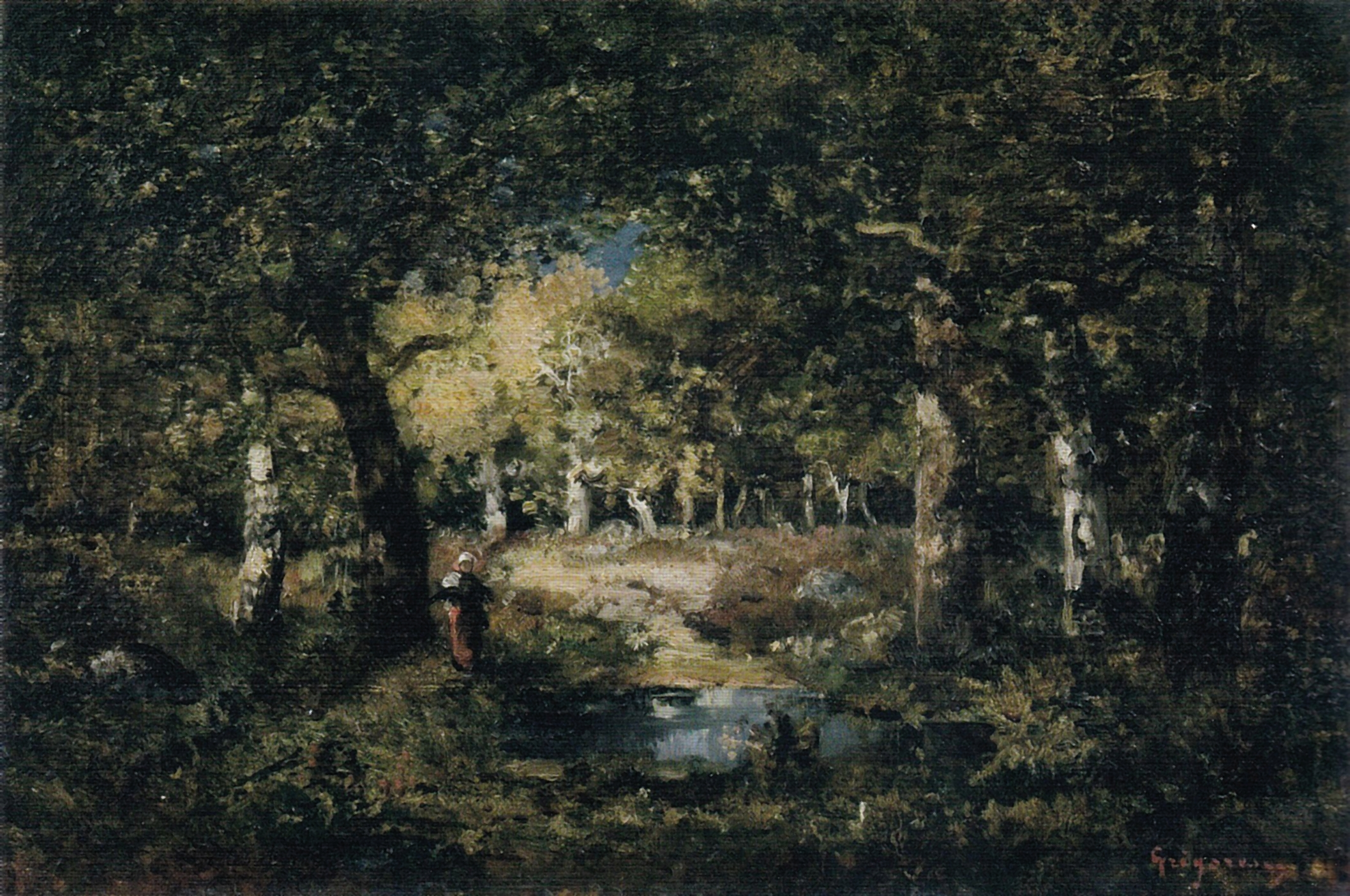
Luminiș - (1862-1864)

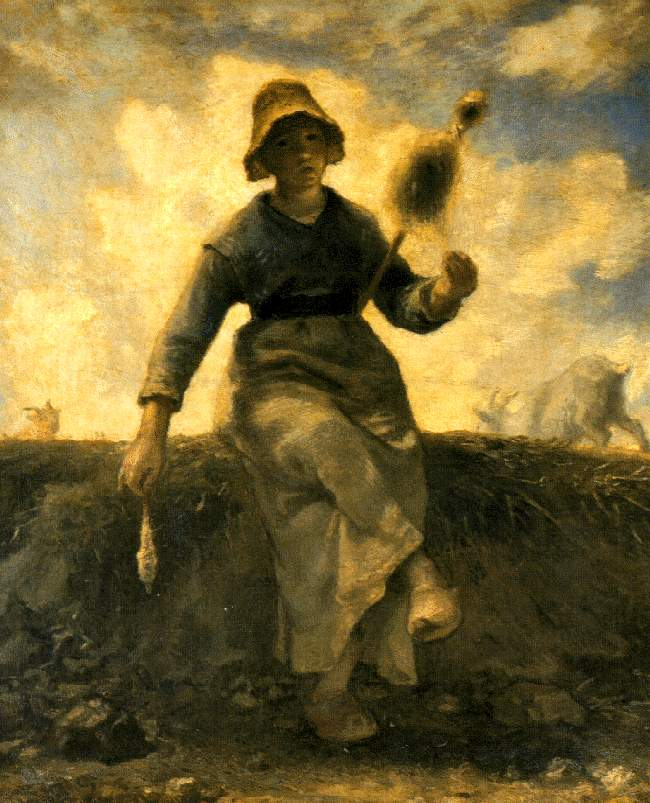
Femeie torcând - de Jean-François Millet

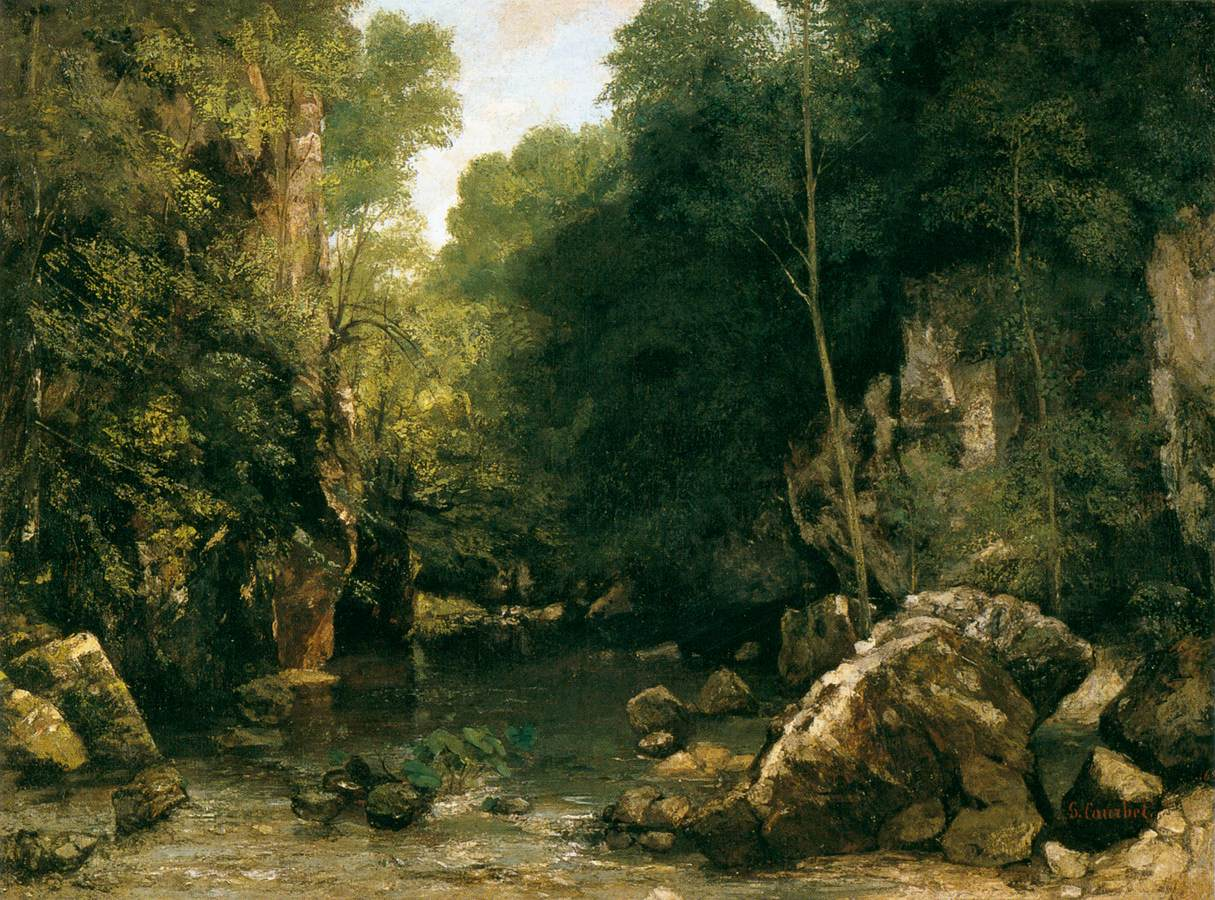
Râu umbrit - de Gustave Courbet (1864)

Nicolae Grigorescu - Influențe datorate pictorilor Jean-François Millet (1) și Gustave Courbet (2)
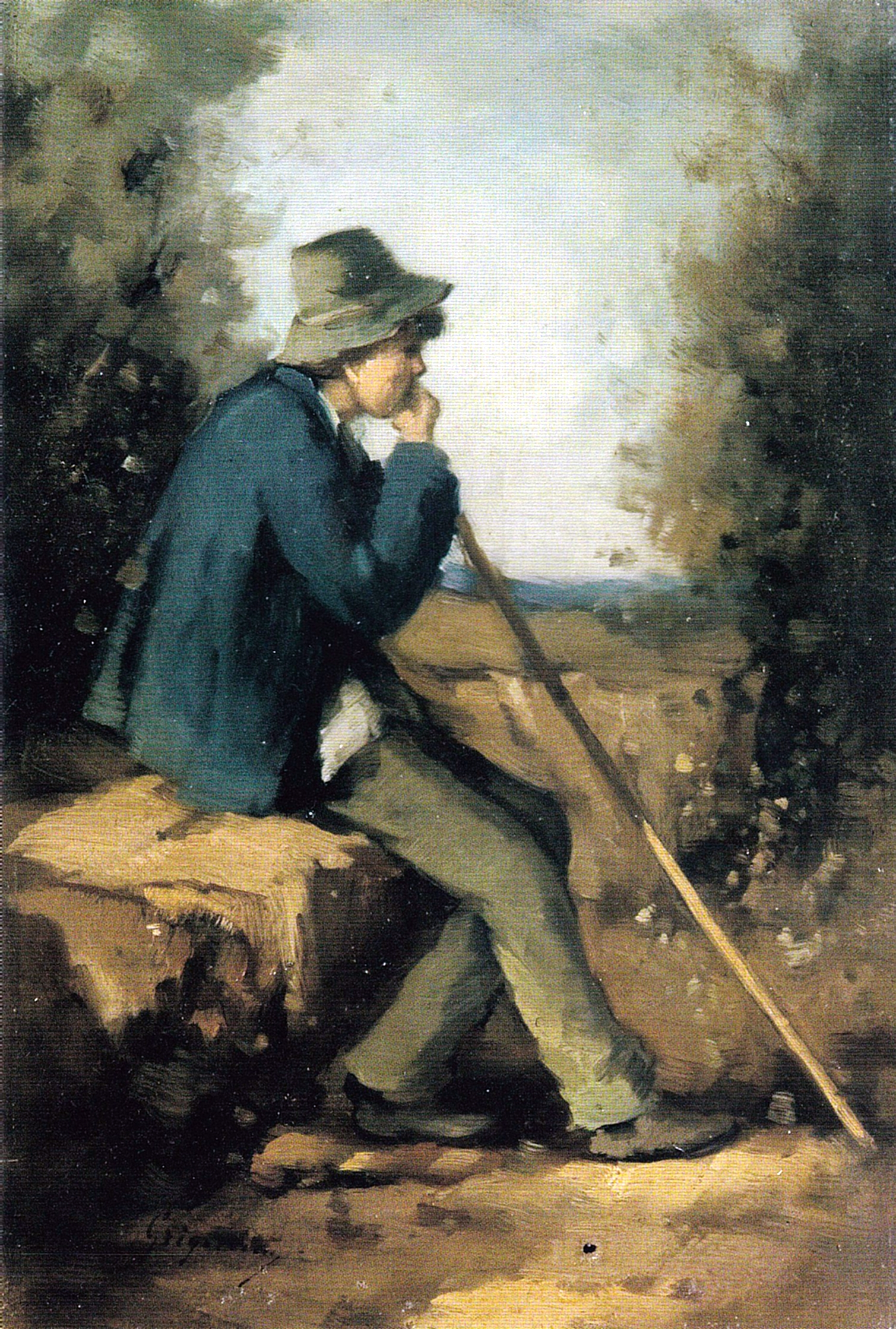
(1) Cioban francez
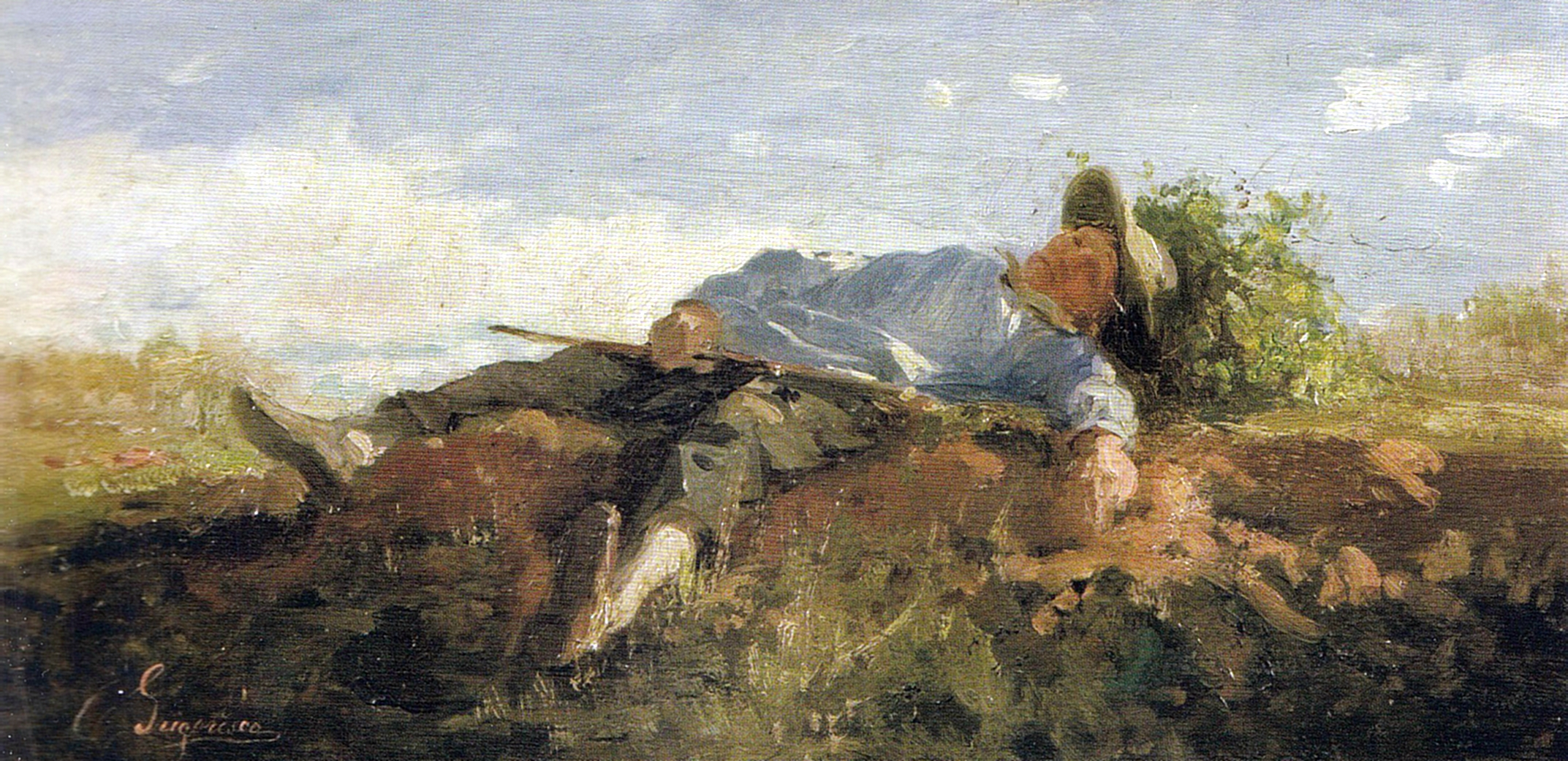
(2) Țăran francez culcat pe câmp
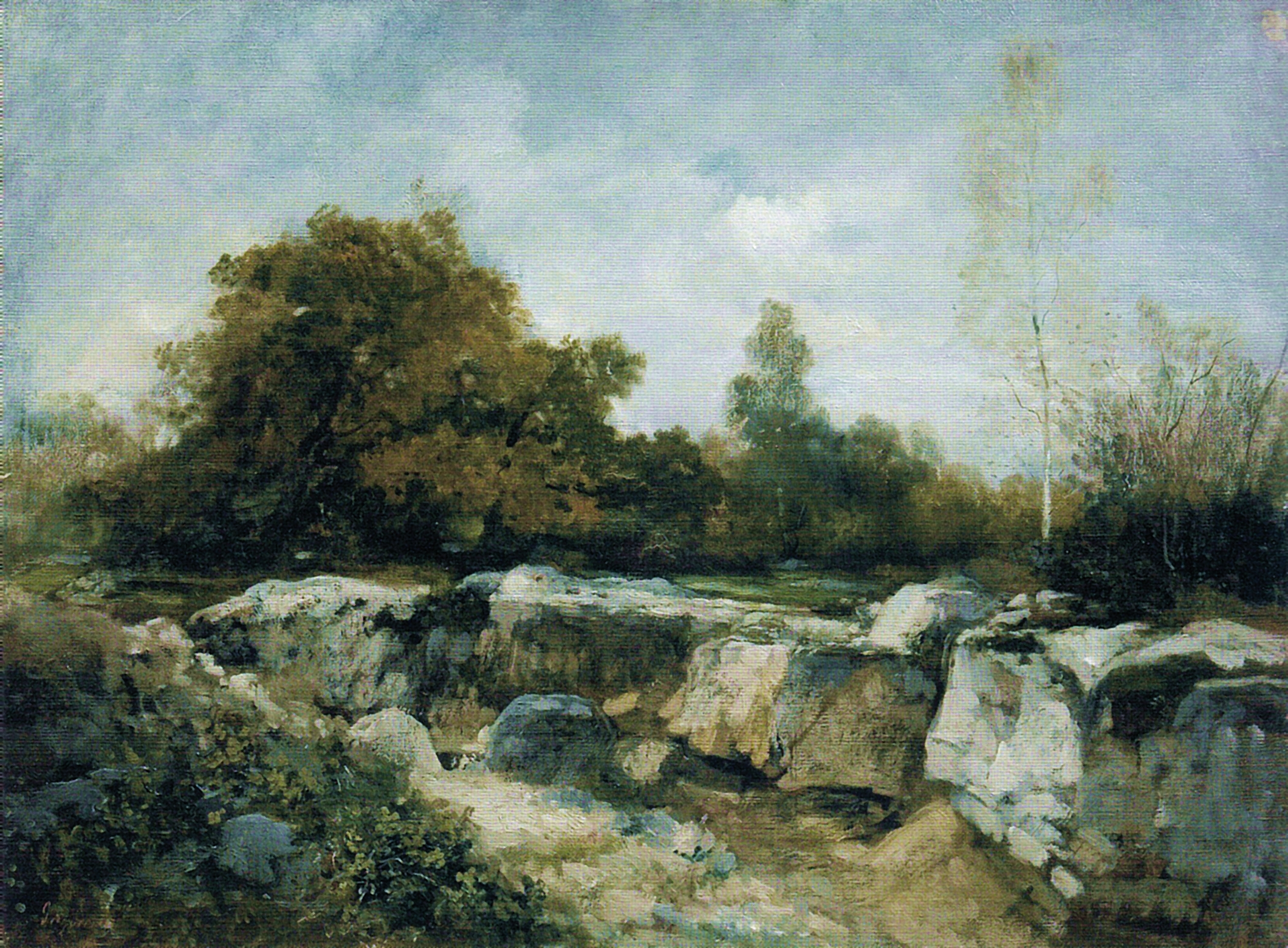
(2) Peisaj cu stânci la Fontainebleau
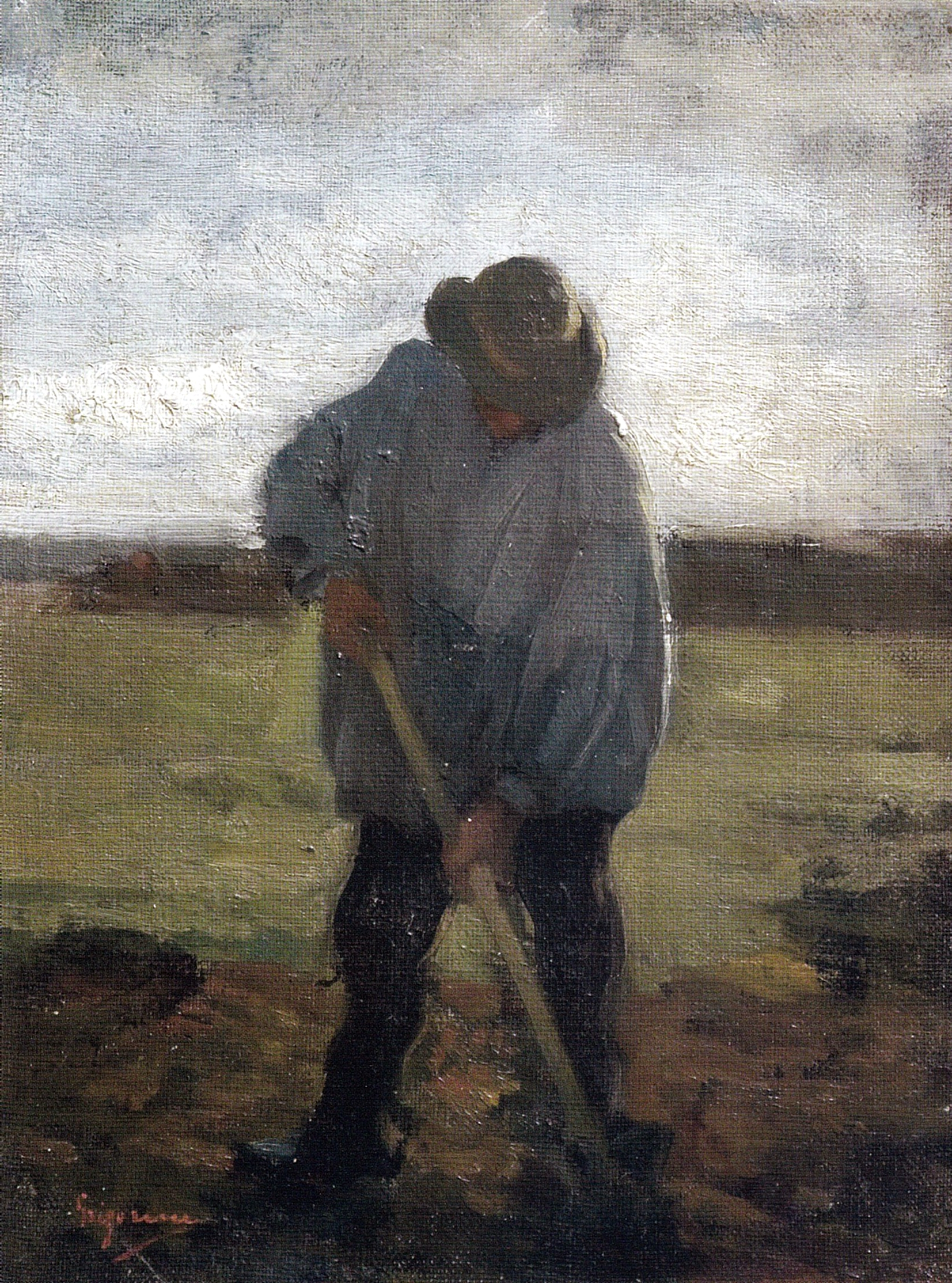
(1) Țăran la câmp

Nicolae Grigorescu - abilități dobândite la Barbizon ca pictor animalier
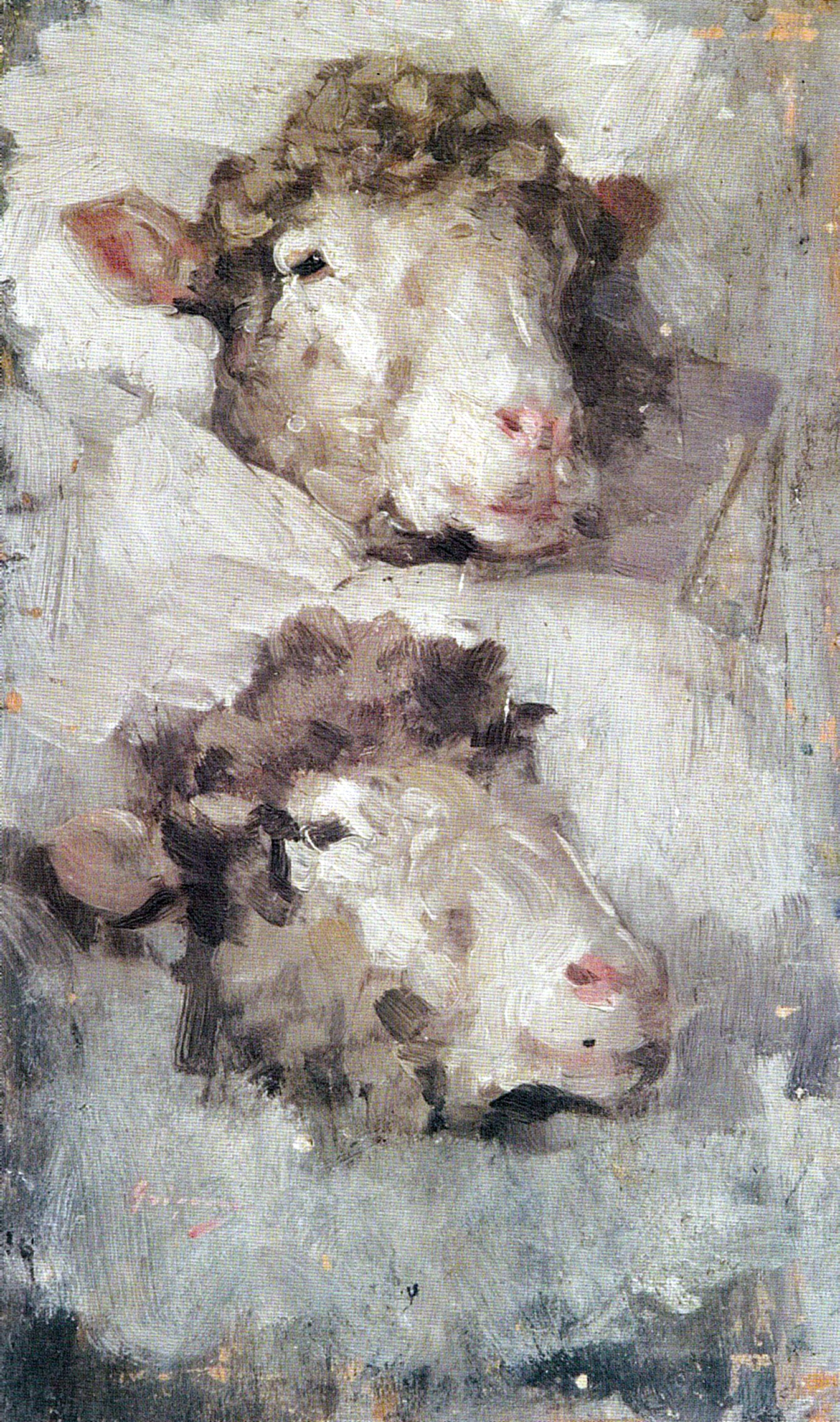
Capete de oi
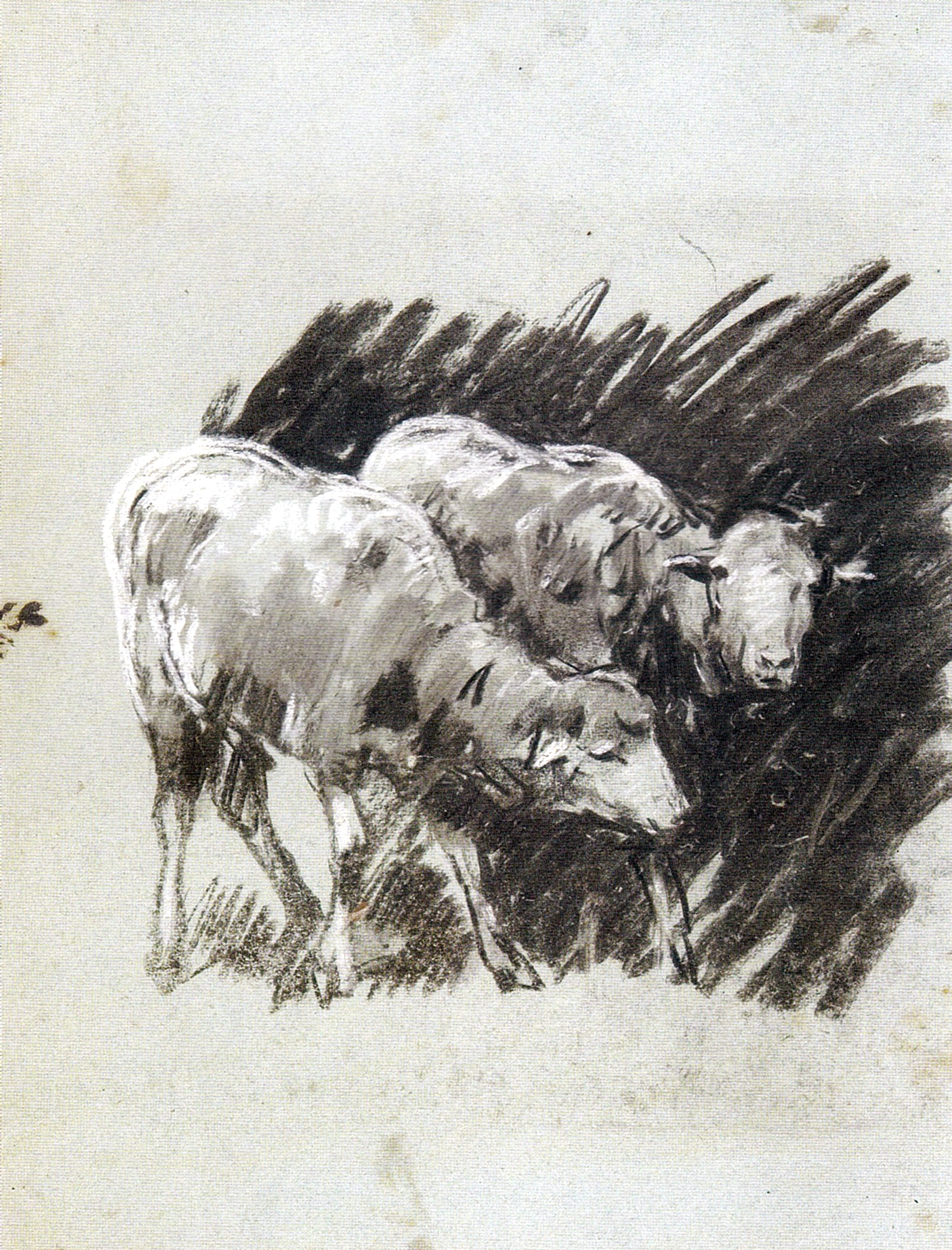
Studiu de oi
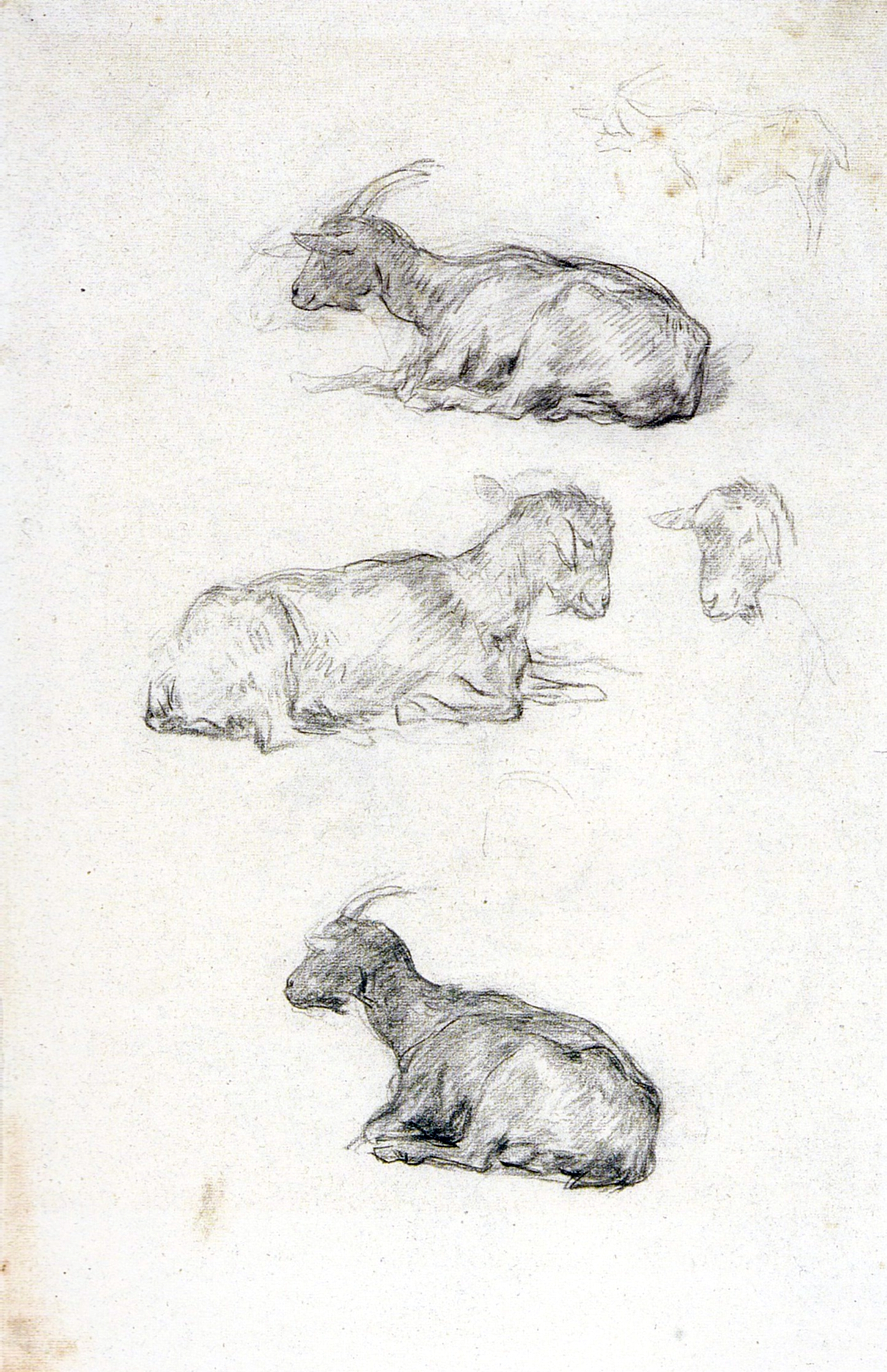
Studiu de capre
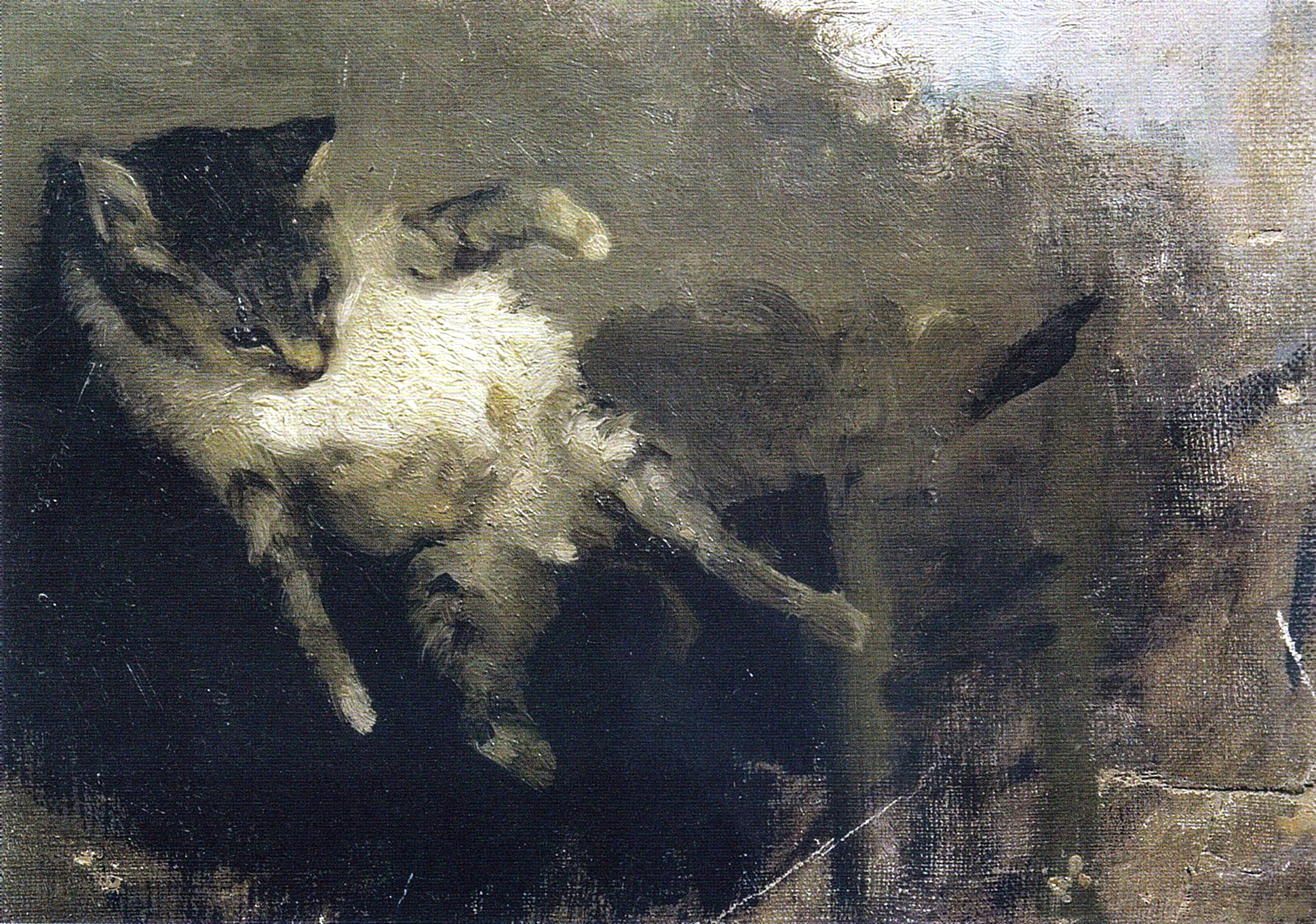
Pisica
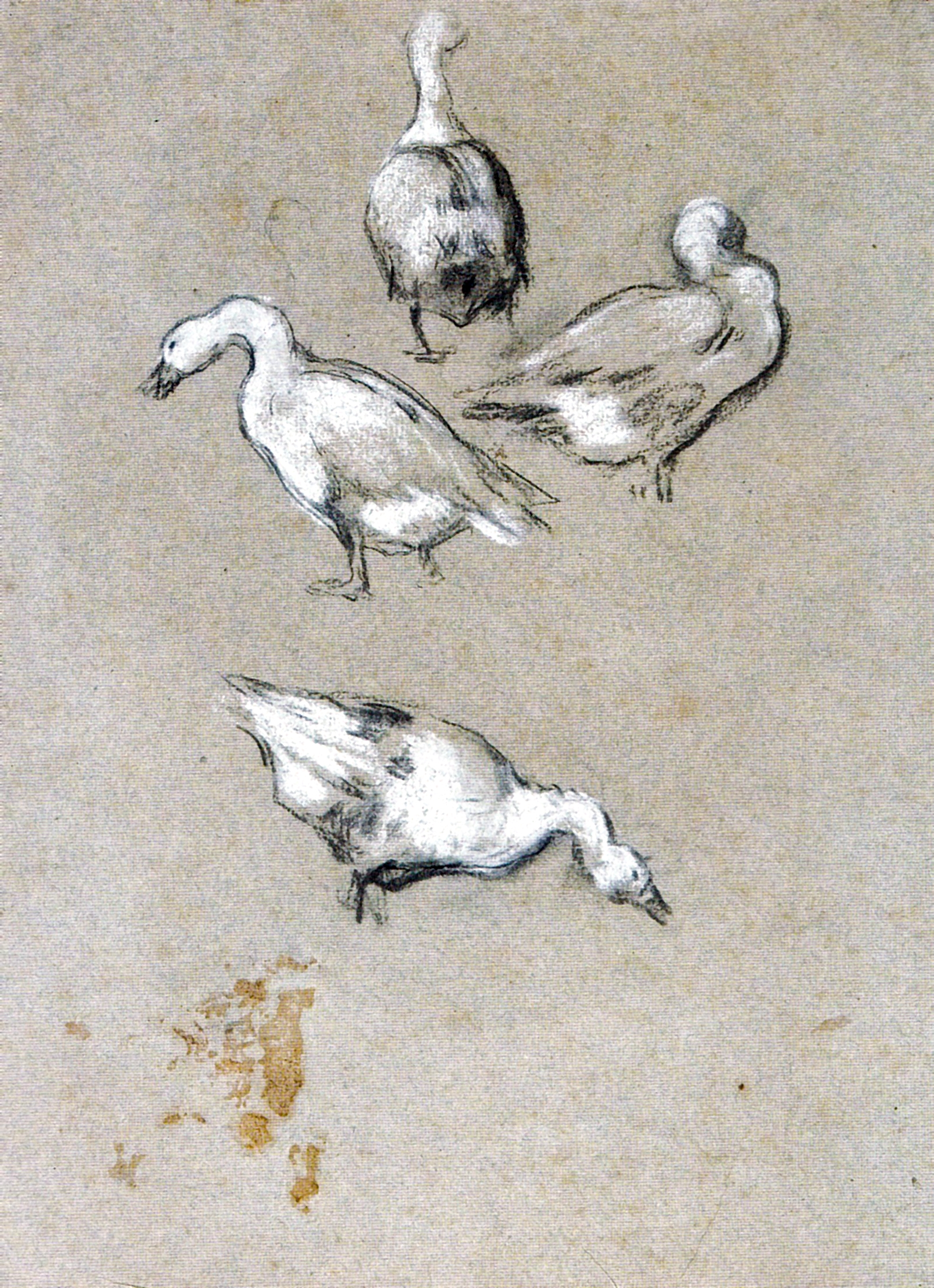
Studiu de gâște
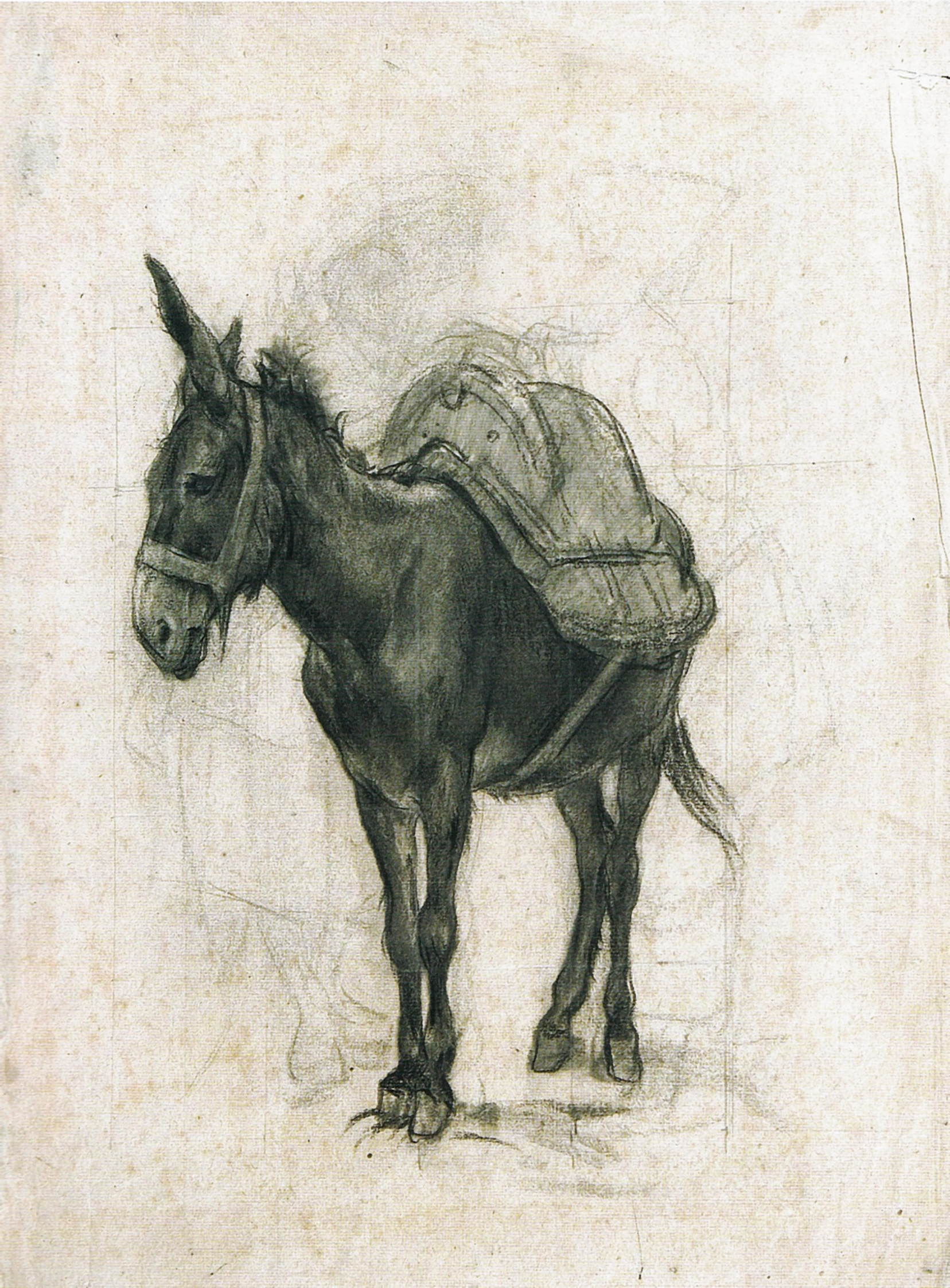
Măgar cu samar

### École Nationale Supérieure des Beaux-Arts

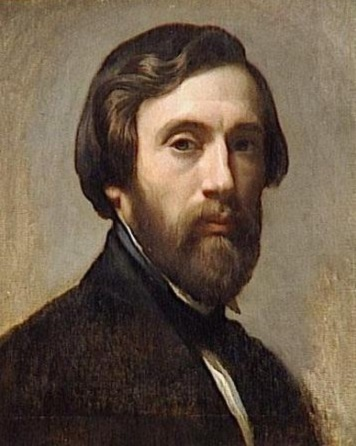
Charles Gleyre - autoportret (anii 1850)

## Demersuri pentru obținerea unei burse de studii
Nicolae Grigorescu nu începuse încă să picteze la Mănăstirea Zamfira, dar făcuse deja icoanele de la biserica din Băicoi sau de la Mănăstirea Căldărușani și a terminat prima lui icoană remarcabilă comandată de corporația băcăuanilor în data de 25 februarie 1856, Sfântul Spiridon. În ziua de 5 ianuarie 1856, Grigorescu s-a adresat domnitorului Barbu Dimitrie Știrbei cu rugămintea de a primi un sprijin pentru a face studii în străinătate. Petiția sa, așa numita jalbă, a fost însoțită de o pictură, intitulată Mihai scăpând stindardul (vezi Nota H - Mihai scăpând stindardul), cu tematică istorică inspirată din cunoscuta baladă a lui Dimitrie Bolintineanu. Este de amintit că versurile poetului Bolintineanu au fost o sursă de inspirație în acea epocă pentru mai multe compoziții pe care artiștii români le-au realizat în acele vremuri. Tabloul trimis de Grigorescu domnitorului este astăzi dispărut și critica de artă a considerat că el nu era cu mult mai diferit în concepție și stil decât operele similare ale altor artiști contemporani lui, cum ar fi de exemplu Constantin Lecca.
Din petiția pe care a semnat-o nu se înțelege foarte clar ce anume dorea artistul de la domnitor. Acesta din urmă a plecat în decizia pe care a luat-o de la afirmația lui Grigorescu că nu a urmat o școală secundară în domeniu. Domnitorul a trimis tabloul la Eforia Școalelor și a precizat că petentul trebuie ajutat să învețe o limbă străină și să-și completeze „învățăturile regulate ale picturii” și de abia după aceea să fie trimis la cursuri în străinătate. Eforia a trimis în data de 24 ianuarie 1856 o adresă la Colegiul Sfântul Sava, profesorilor Antonin Roques, Constantin Lecca și Limburg prin care cerea acestora să se conformeze dispozițiilor domnitorului și să-l primească pe Nicolae Grigorescu la cursuri: „... având în vighere îngrijitoare asupră-i spre a face progresul cel mai posibil, atât pentru învățătura limbei franceze și germane, cât și în studiul de arta picturii, pentru care se zice a avea predilecție”. Se pare că artistul ar fi primit pentru tablou suma de 100 de galbeni de la prințul Știrbei.

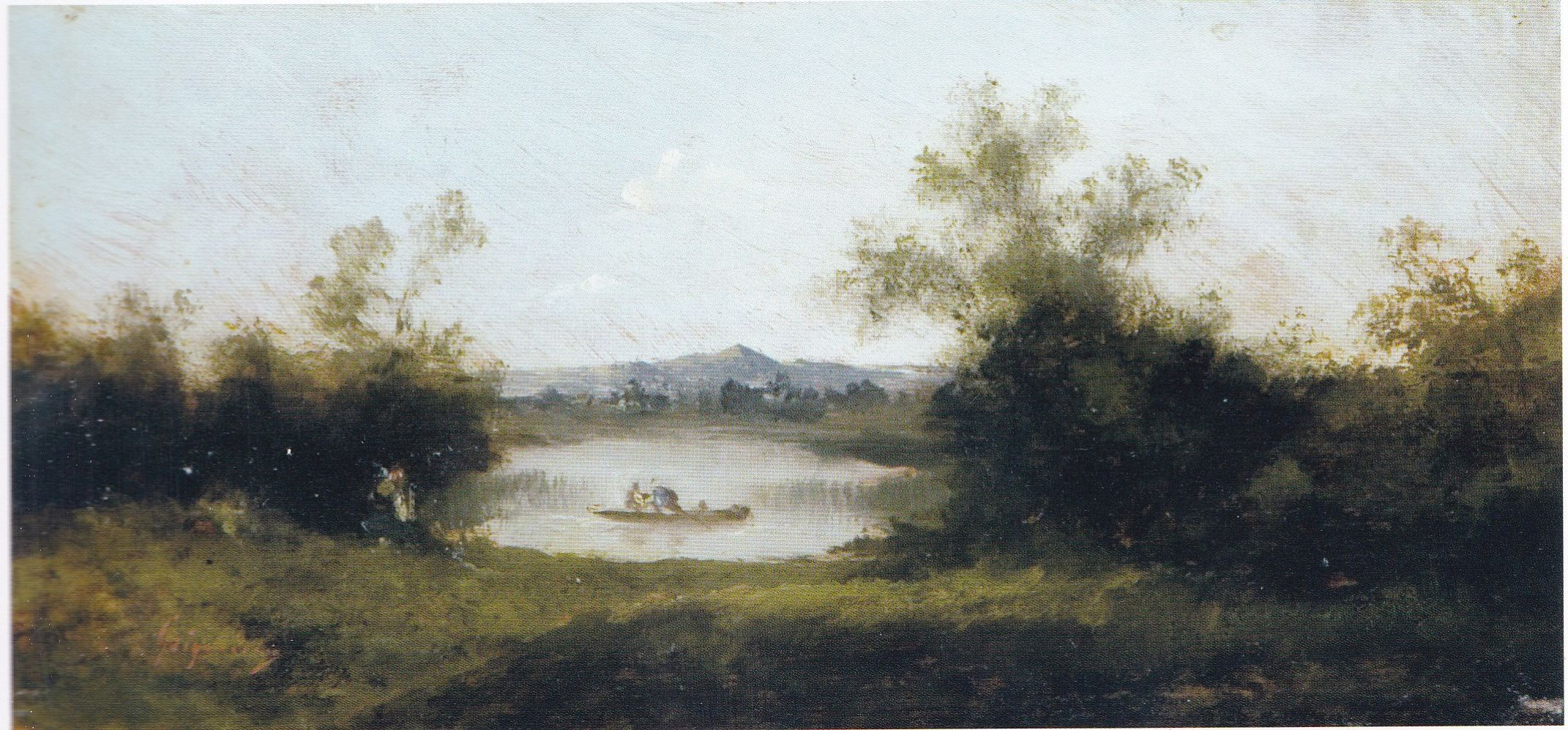
Peisaj cu lac - (1858-1861)

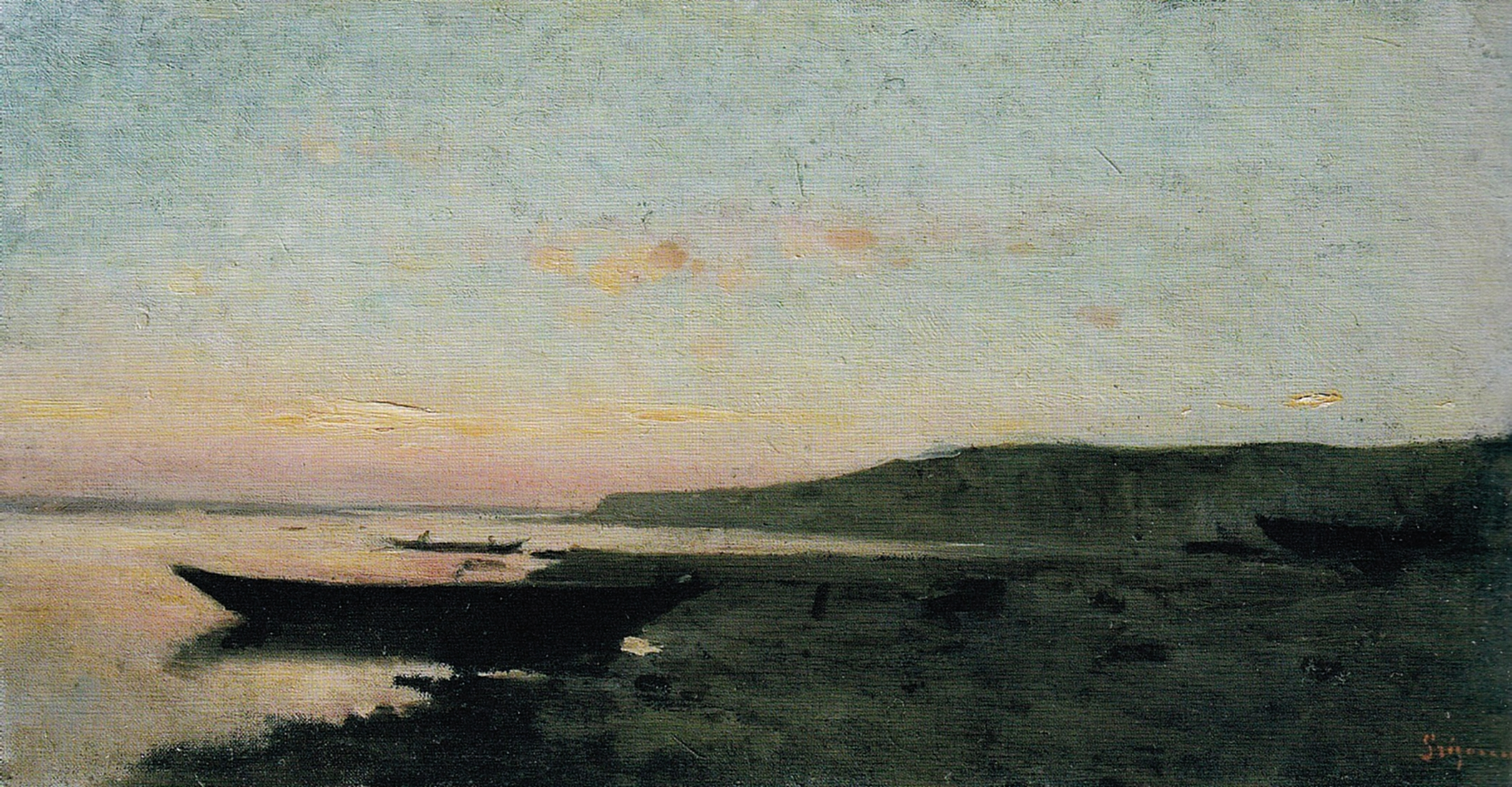
Apus de soare (la Dunăre) - (1858-1861)

Fiind ocupat cu lucrările de la Căldărușani și mai apoi cu cele de la Zamfira, se pare că Grigorescu nu ar fi beneficiat de cursurile de la Sfântul Sava. În data de 7 septembrie 1856 a înmânat caimacanului Alexandru Dimitrie Ghica, aflat în trecere prin Ploiești, aproape de Zamfira unde artistul zugrăvea biserica mănăstirii, o nouă petiție mult mai clară. Rezultatul a fost același, o apostilă adresată Eforiei Școalelor.
Pe vremea Nicolae Grigorescu picta la Agapia, unul dintre vizitatorii mănăstirii a fost politicianul Mihail Kogălniceanu. Văzând calitatea picturilor care se realizau sub ochii săi, Kogălniceanu a hotărât ca Grigorescu să primească o bursă pentru studii în străinătate, fără să se mai organizeze vreun concurs sau să pretindă vreo diplomă de studii secundare. Ca urmare a referatului întocmit de specialistul delegat să examineze realizările de la Agapia din anul 1860, semnat de G. Schiller, prin care se menționa că „... D. Grigorescu a lucrat pentru înalte arte, lăsând în Moldova un monument unic în arta picturii”, pictorul  a primit o adresă publicată în Monitorul Oficial, prin care i se aduceau elogii pentru opera de la Agapia precum și felicitări pentru școala de pictură destinată călugărițelor mănăstirii pe care a înființat-o acolo.
Începând din data de 20 septembrie 1861, Nicolae Grigorescu putea cere o subvenție anuală pentru a urma cursuri de pictură la Paris. La intervenția lui Mihail Kogălniceanu, cuantumul bursei era de 260 de galbeni și era prevăzut în bugetul Moldovei pentru anul 1862.

## Studii la Paris
În toamna anului 1861, Nicolae Grigorescu a plecat la Paris. S-a îmbarcat pe un vapor în portul Galați și urmând cursul Dunării a ajuns la Viena. În acea toamnă nu a ridicat nicio sumă aferentă bursei acordată de către stat prin influența lui Mihail Kogălniceanu, dar i s-a dat totuși un avans din fondul economiilor și un pașaport gratuit. Din ce a câștigat la Mănăstirea Agapia[A] nu mai rămăsese o sumă importantă deoarece fratele său, Gheorghe Grigorescu, își însușise o parte din bani.  Istoricii de artă au considerat că Grigorescu ar fi avut o sumă confortabilă, ținând cont că după Agapia a mai pictat și la biserica din Puchenii Mari. De la Viena a plecat spre Paris, dar nu se știe cu certitudine dacă prin Berlin sau prin München. La Paris, Grigorescu a tras la hotelul Corneille din Piața Corneille, clădire care are și astăzi aceeași destinație. Spre sfârșitul anului 1862, el a locuit în Cartierul Latin, în rue du Cherche-Midi, nr. 102. Există dovada pentru această afirmație, deoarece în registrul Cabinetului de Stampe al Bibliotecii Naționale din București se găsește o adresă datată și semnată de el în acel an.

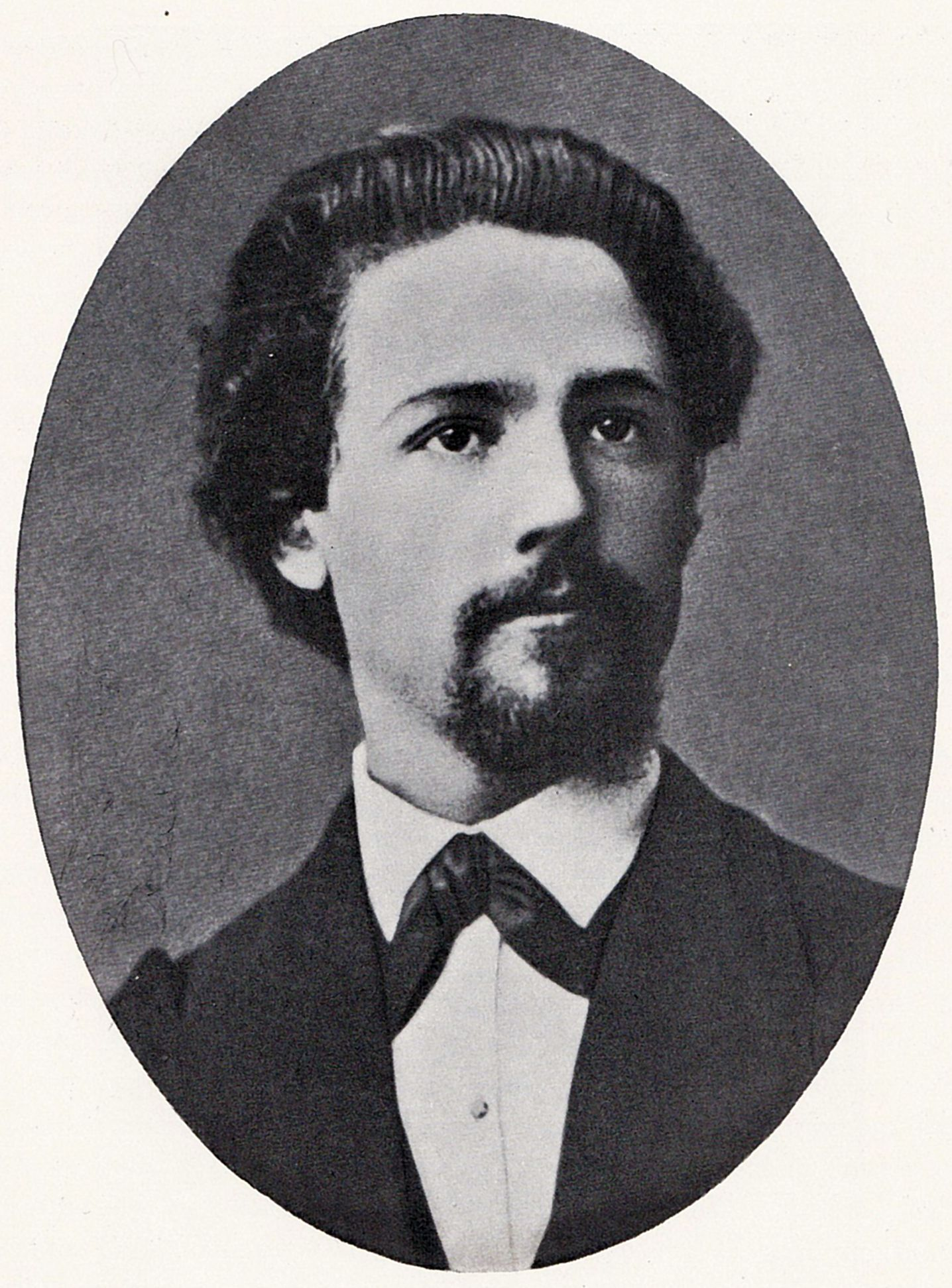
Nicolae Grigorescu
(1863 - 1864)

Ajuns la Paris, nu era chiar un necunoscător al orașului, deoarece aprofundase cu Isaiia Piersiceanu, călugărul de la Mănăstirea Neamț, și cu Iosif Gheorghian, viitor mitropolit al Bisericii Ortodoxe Române, o mulțime de informații referitoare la capitala Franței. Din primele zile de când ajunsese acolo, a luat legătură cu Constantin I. Stăncescu, fericitul câștigător al bursei din anii trecuți, care era și el la studii. Grigorescu pare că s-a complăcut a avea o relație cu Stăncescu și din cauza schimbării mediului, de la o viață monahală de tip Agapia într-un vacarm urban necunoscut care pulsa de viața celui de Al Doilea Imperiu Francez, aflat în prima sa perioadă de strălucire. Critica de artă, alături de istoricii de artă s-au arătat deosebit de surprinși de prietenia celor doi. Toată lumea cunoștea prea bine opera artistică a lui Stăncescu de la finele secolului al XIX-lea și rolul pe care acesta l-a jucat la Școala de Belle Arte de la București. Se cunosc mediocrele studii în cărbune și mediocrele naturi moarte executate în tehnica pastelului. De asemenea se știe atitudinea pe care a afișat-o oficial față de artiști anvagardiști și originali cum a fost Luchian, nemaivorbind de intrigile țesute în organizațiile artistice din România. Astăzi, se știe că în prietenia dintre cei doi, Stăncescu nu a acționat răufăcător, ci a fost adesea favorabil față de Nicolae și asta nu numai în Franța ci chiar și în România. Există chiar și documente doveditoare ale prieteniei lor. Astfel, există un desen[B] realizat într-o excursie la Saint-Denis, pe care Grigorescu l-a datat la finele anului 1861, adică aproape imediat după sosirea lui la Paris, care are o dedicație adresată prietenului său Stăncescu: „Grigorescu à son ami Stăncescu”.[C]

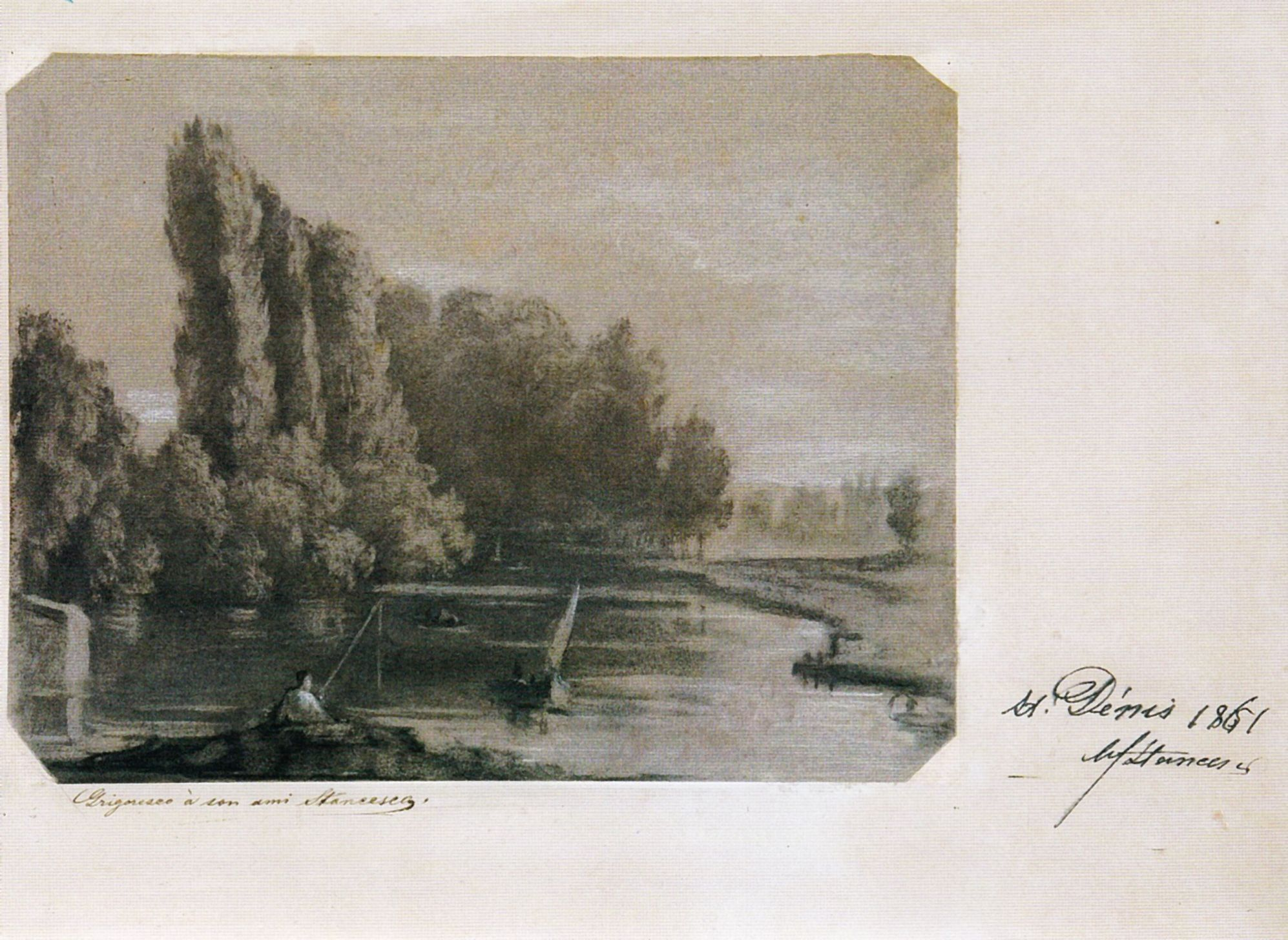
Peisaj din Saint-Denis - (1861)

Informațiile despre studiile pe care Nicolae Grigorescu le-a făcut la Paris sunt lapidare și pline de incertitudini. După unii biografi ai artistului, Grigorescu a lucrat câteva luni de zile în atelierul lui Sébastien Cornu, după a alții și în atelierul lui Charles Gleyre. Părerile au fost împărțite și vis-a-vis de studiile pe care pictorul român le-ar fi făcut la École Nationale Supérieure des Beaux-Arts din Paris. Astfel, biograful Virgil Cioflec a opinat în anul 1925, că Nicolae Grigorescu nu ar fi urmat niciodată cursurile Academiei pariziene, deoarece din cercetările pe care le-a făcut, acesta nu apare înscris în registrele școlii franceze. Alexandru Vlahuță a pomenit doar de un concurs la care acesta ar fi participat, fără să precizeze și anul în care acesta s-a organizat. Începând din anul 1959, odată cu apariția biografiei scrisă de către Barbu Brezianu în care acesta a adus o serie de informații privind activitatea lui Grigorescu la Paris, s-a propagat în toată literatura de specialitate certitudinea că artistul ar fi urmat cursurile Academiei din Paris pe o perioadă de circa un an și jumătate, adică din toamna anului 1861, sau primăvara lui 1862, până la jumătatea anului 1863. Brezianu a adus ca surse o bogată bibliografie de autori (vezi Sursele lui Barbu Brezianu). George Oprescu în anul 1961 a menționat în monografia lui Nicolae Grigorescu aceleași informații care apar în lucrarea lui Barbu Brezianu, fără a specifica vreo sursă de documentare. (Vezi capitolul Incertitudini și controverse)
Cu certitudine, Grigorescu a ținut însă, la ascedența pe care Academia de Arte de la Paris era capabilă să i-o dea și ca urmare, în catalogul expoziției Salonului Oficial din anul 1868 de la Paris, apărea ca fiind elev al lui Sébastien Cornu. În luna noiembrie 1862, artistul a frecventat Cabinetul de stampe al Bibliotecii Naționale de la Paris, unde a făcut cercetări cu privire la stampe și reconstituiri istorice, așa cum au făcut tot în acel secol și Nicolae Bălcescu sau Theodor Aman.
Ca urmare a contactului pe care l-a avut cu atelierele pariziene, Nicolae Grigorescu a realizat în prima sa perioadă de ședere la Paris câteva lucrări originale care s-au păstrat până astăzi. Remarcabile în acest sens sunt cele două autoportrete, unul aflat într-o colecție particulară (1) și cel de al doilea este și acum expus de către Galeria Muzeului Național de Artă al României (2).[G] Impresionant ca realizare este cel de al doilea în care artistul a reușit să transmită sentimentul mai presus de orice. Execuția prezintă o savoare și o virtuozitate de excepție, fapt care duce privitorul la opera Meduza a lui Géricault. Lipsa mai multor lucrări care să fi dăinuit timpului din perioada în care Grigorescu a lucrat în atelierele din Paris, face ca cele prea puține rămase să devină elemente prețioase a evoluției sale ca artist. Tabloul intitulat Cap de bătrân, aflat în colecția lui Henri Daniel, face legătura dintre perioada de început și cea a consacrării. De o calitate mai înaltă este Studiul de femeie de la Galeria Națională, datat în anul 1864. Ea amintește de capetele de Sibilă reprezentate de pictorii barocului, cu predilecție Guercino care avea multe exponate la Luvru în acea perioadă.

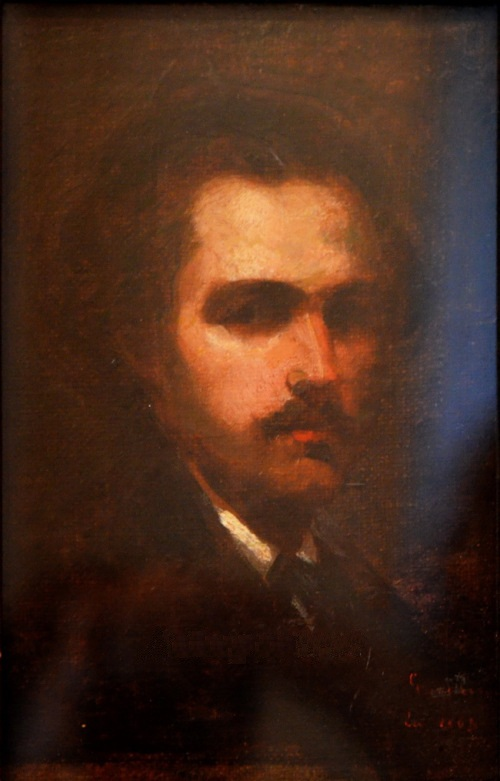
Autoportret (1) - (1863)

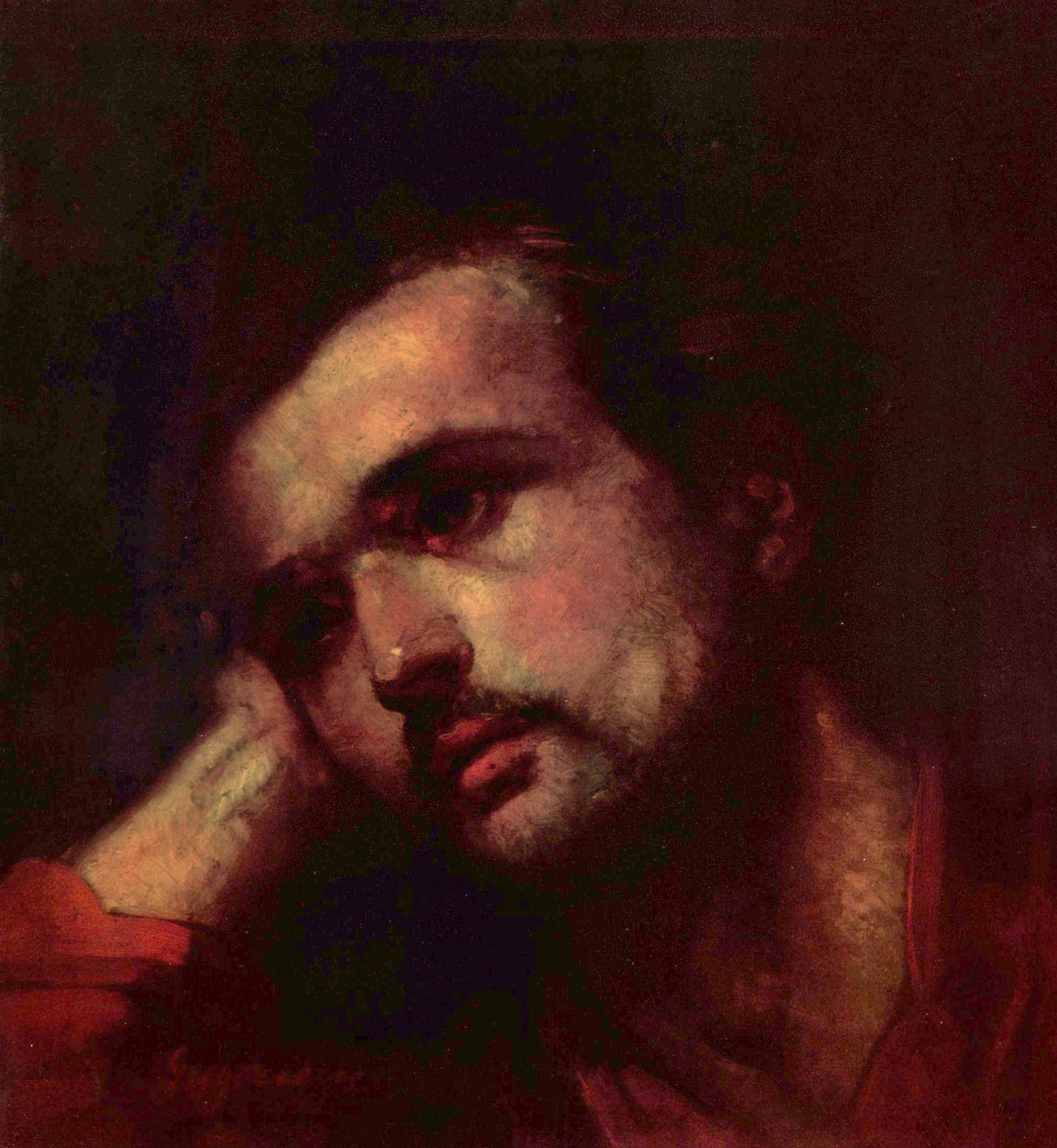
Autoportret (2) - (1863 - 1864)

În acei ani, la Paris se afla la studii și doctorul Măldărăscu împreună cu Dimitrie Grecescu, amândoi fiind bursieri ai statului român. Cu amândoi, Nicolae a legat o strânsă prietenie. Celor doi li s-a alăturat și doctorul Bernath și împreună au format așa numita trinitate la care se raporta Grigorescu în mai multe scrisori precum, elocvente fiind naivele caricaturi pe care le-a făcut pe atunci. Grecescu a fost un camarad fidel de toată ziua în Paris și i-a pozat adesea pictorului ca model. Portretul lui Dimitrie Grecescu se constituie ca document excepțional, chiar dacă prin coloritul său cam monoton nu-l ridică la categoria de operă. Imaginea nu are nimic din elementele caracteristice de atelier și nu amintește cu nimic de vreo operă a vreunui mare maestru. Este o lucrare originală, absolut sinceră și veritabilă. Aceasta va fi linia pe care va merge artistul în mai toate portretele pe care le va realiza mai târziu, așa cum este Portretul paznicului de la Chailly aflat la astăzi la Muzeul Zambaccian, portret care este unul din cele mai frumoase lucrări de acest gen din pictura românească. Ca desen, portretul lui Grecescu este însă, mai prejos de portretul unui muncitor din Barbizon ce se află la Cabinetul de stampe al Muzeului de Artă al României.
Printre primele picturi de interior ale lui Grigorescu, este cea intitulată Primul atelier al artistului de la Paris, datată în anul 1863. Prin această lucrare transpare faptul că artistul s-a apropiat destul de mult de pictura de gen care era omniprezentă la Luvru sau pe la Saloanele pariziene. Dispunerea luminii și tehnica clarobscurului par a fi preluate din arta pitorească a olandezilor. Pânza a fost ținută într-o tonalitate sumbră care duce în final la o natură moartă complexă, în care elementele constitutive trăiesc, practic, din farmecul luminii. Asemănătoare acestui tablou, este lucrarea cunoscută sub titlul În atelier, lucrare care a fost trimisă la Moscova cu Tezaurul României și care a revenit în țară în anul 1956. Au mai fost identificate din acestă perioadă naturile moarte: Natură moartă cu lămâi (Colecție particulară) și Natură moartă cu fructe (la Academia Română).

Lucrări realizate în perioada 1863 - 1864
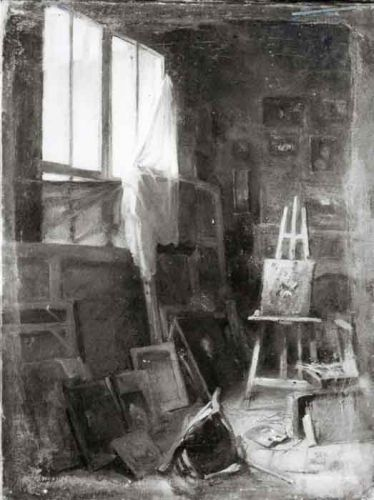
Primul atelier de la Paris
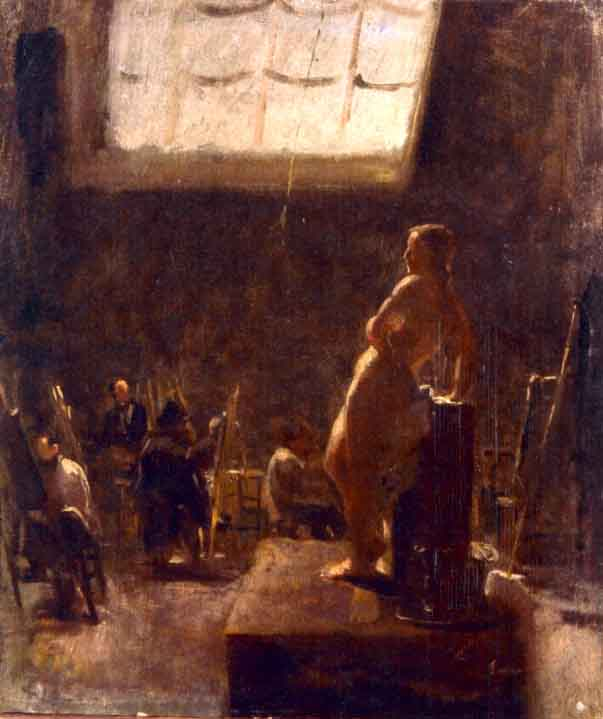
În atelier
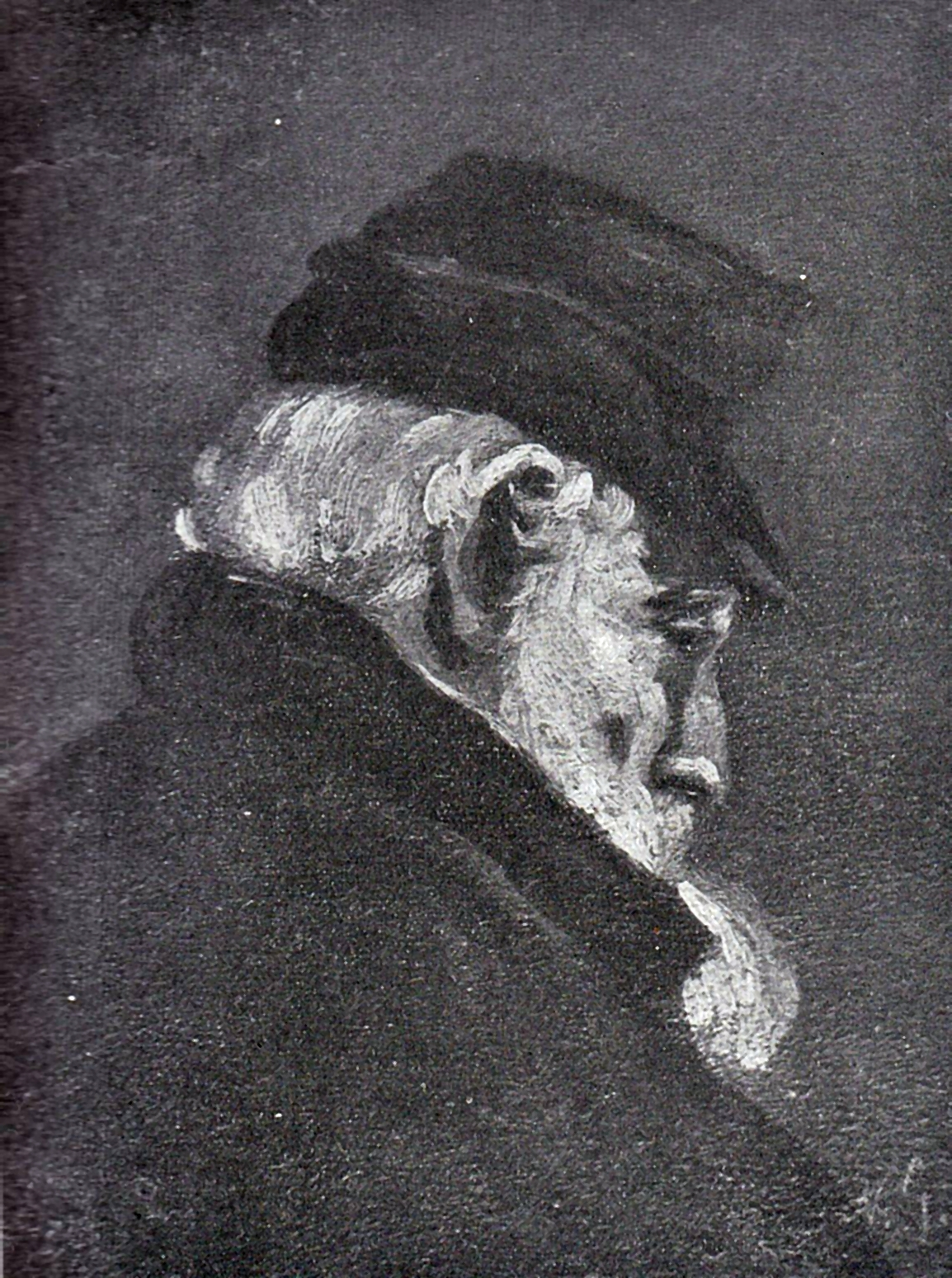
Cap de bătrân
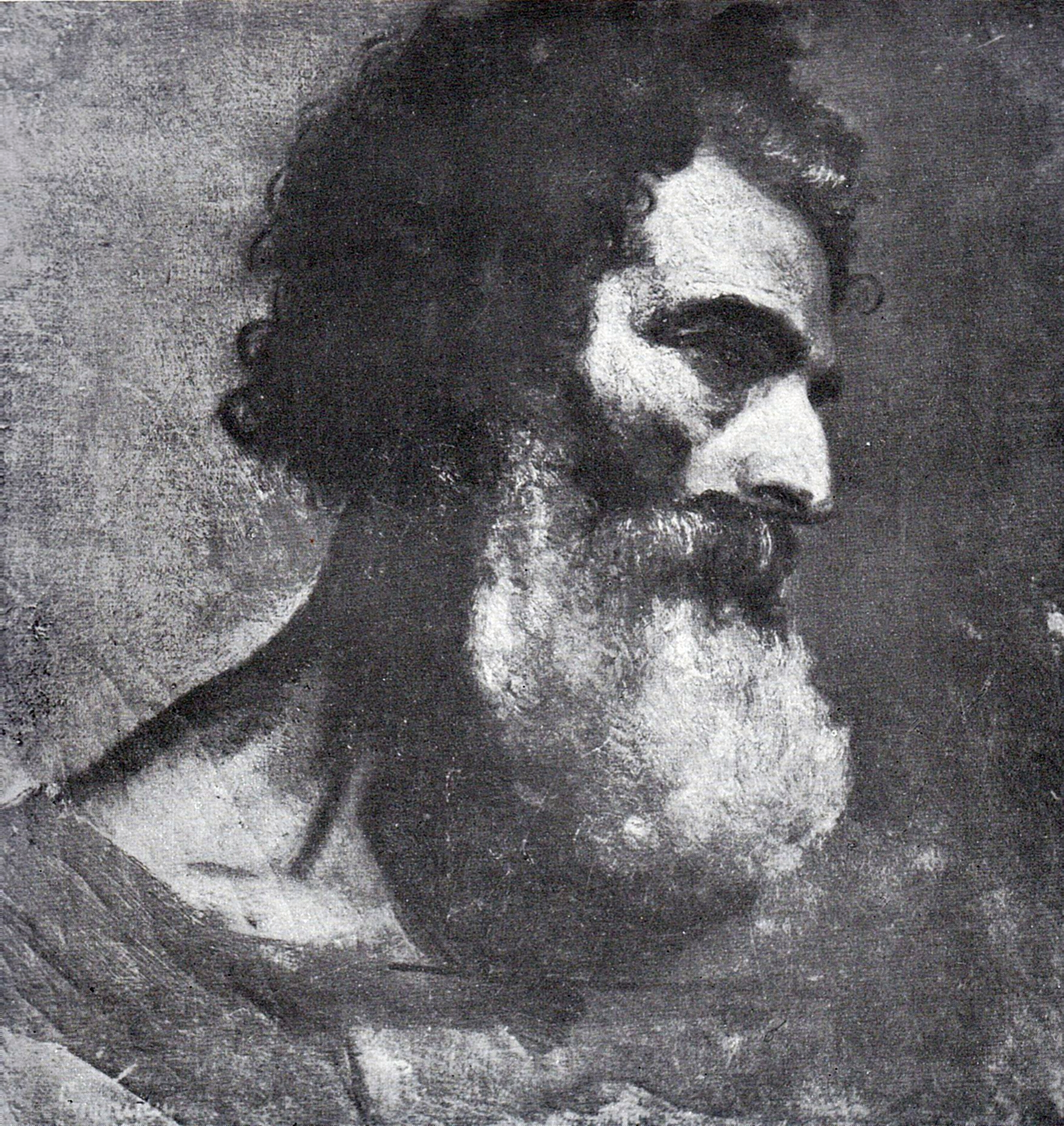
Cap de bătrân
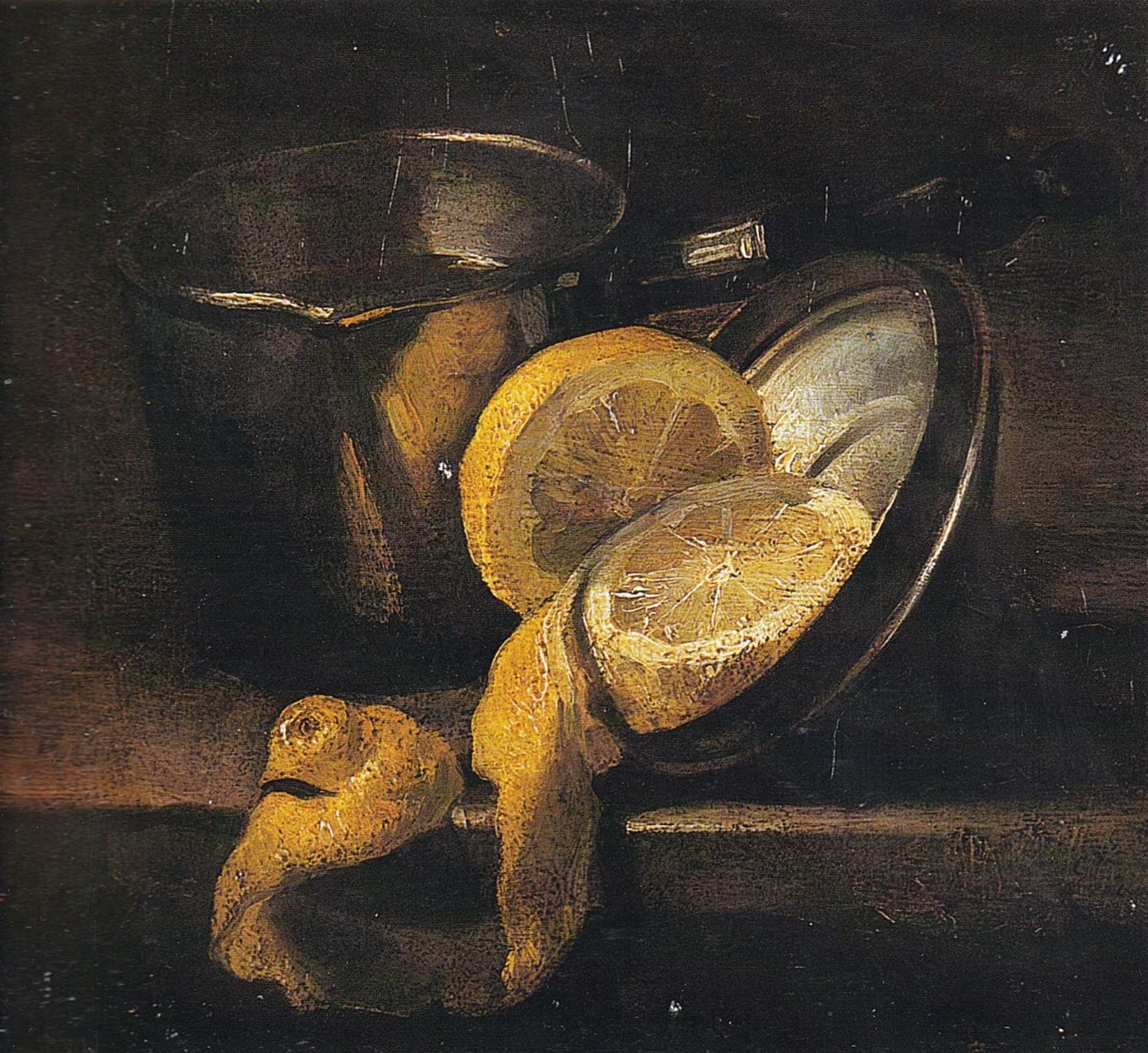
Natură moartă cu lămâi
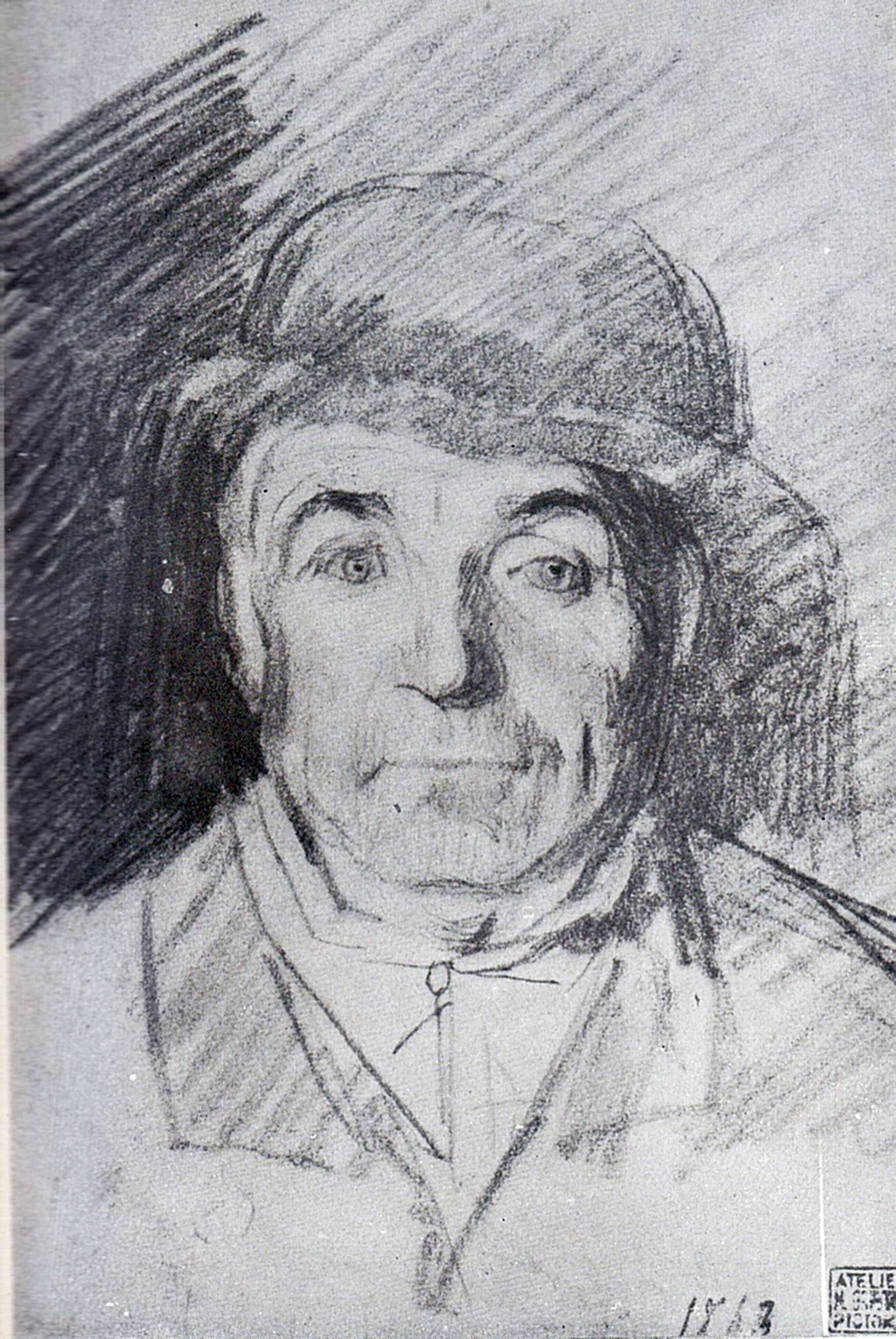
Portret de bărbat
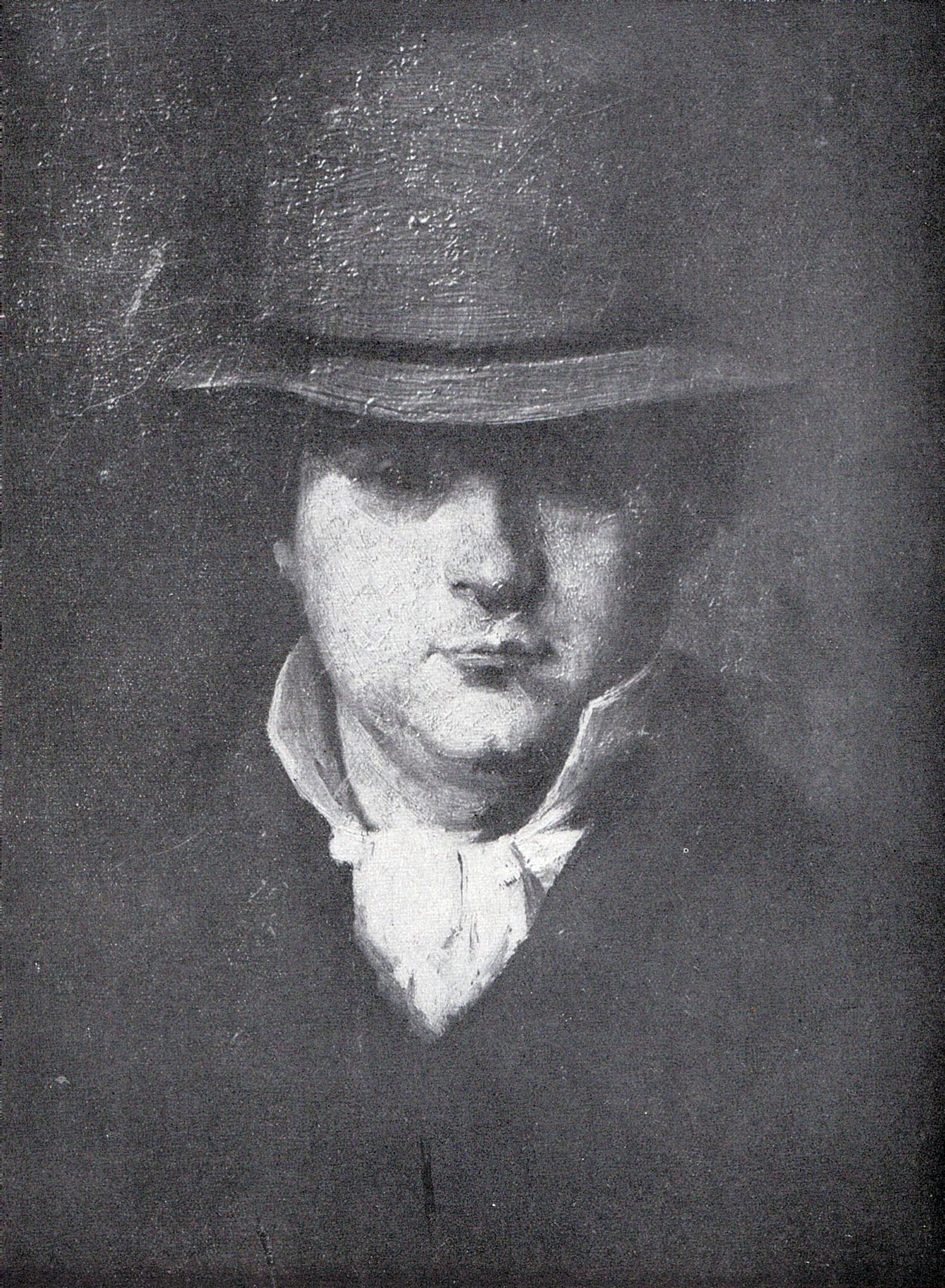
Dimitrie Grecescu

Din perioada cât a stat la Paris, înainte să se mute la Barbizon, se cunosc foarte puține date. Există doar presupuneri vis-a-vis de situația financiară pe care o avea, făcându-se comparație cu situația altor bursieri români aflați în capitala Franței. Astfel, în anul 1864, din cauza neglijenței ministerului de la București, bursierii rămăseseră fără bani și au fost nevoiți să se împrumute. Ei își procurau cele necesare picturii pe credite acordate de furnizorii de materiale și din fel și fel de expediente. Argumentarea acestei stări de fapt este zugrăvită de o suplică adresată în grup ministerului de la București din anul 1864. Pe această adresă nu apare semnătura lui Grigorescu, dar apare semnătura prietenului său Constantin I. Stăncescu, care se zbătea și el în astfel de dificultăți.
A existat, de altfel, în acea vreme, o obișnuință a administrației românești în a întârzia plățile către bursierii săi, întârzieri care erau cauzate și de starea precară a economiei. Ca urmare, în anul 1863, toate bursele de studii au fost reduse de la 260 de galbeni la 200 de galbeni anual. Funcționarii ministeriali, în schimb, nu ezitau să ceară bursierilor acte doveditoare privind frecvența lor la cursurile unde erau trimiși, precum și lucrări originale care să ateste evoluția lor în procesul educațional. În anul 1863, Grigorescu nu a transmis niciun certificat de studii în lista care s-a întocmit în ziua de 9 februarie 1863.

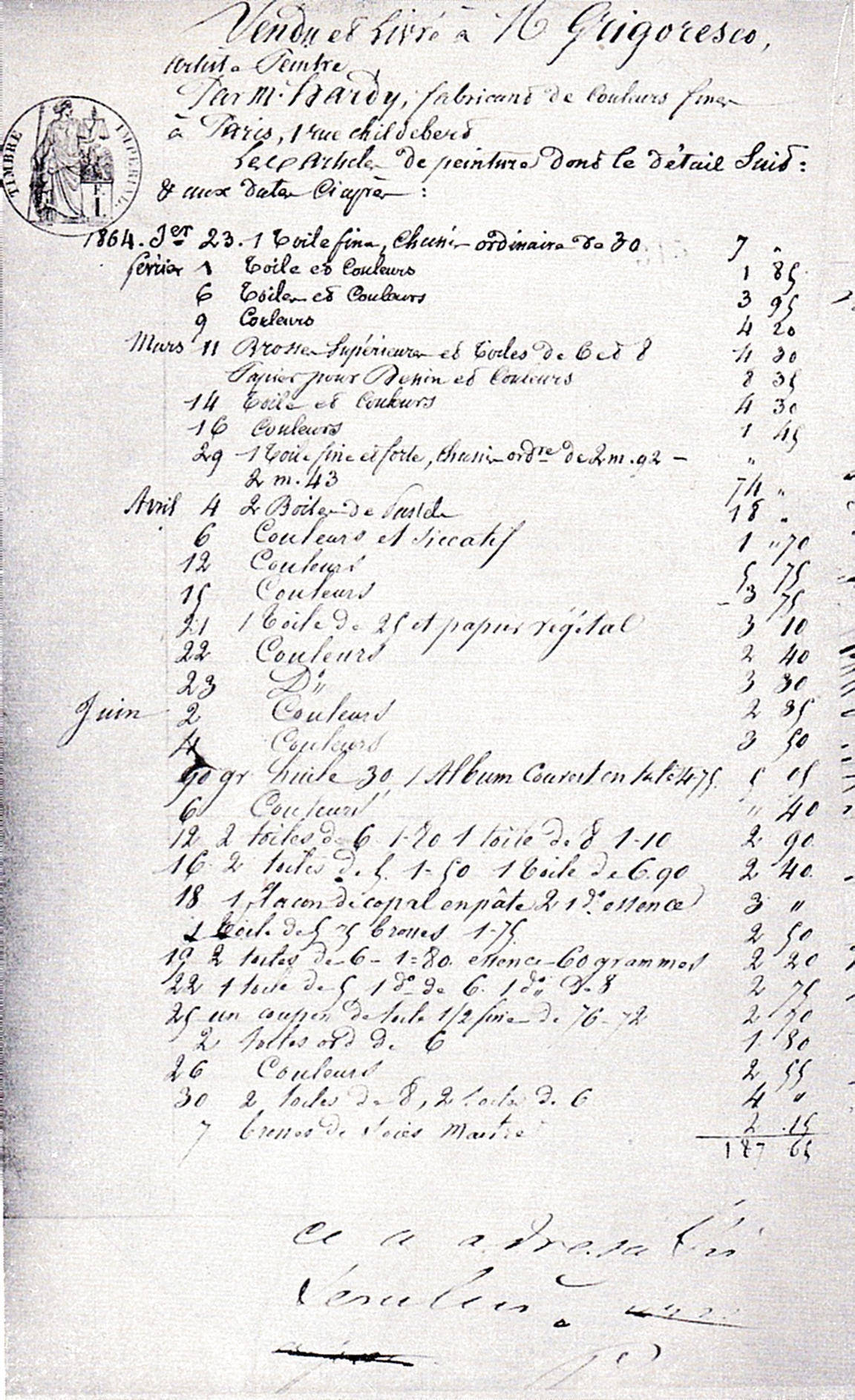
Notă de plată a negustorului Hardy - (1864-1865)

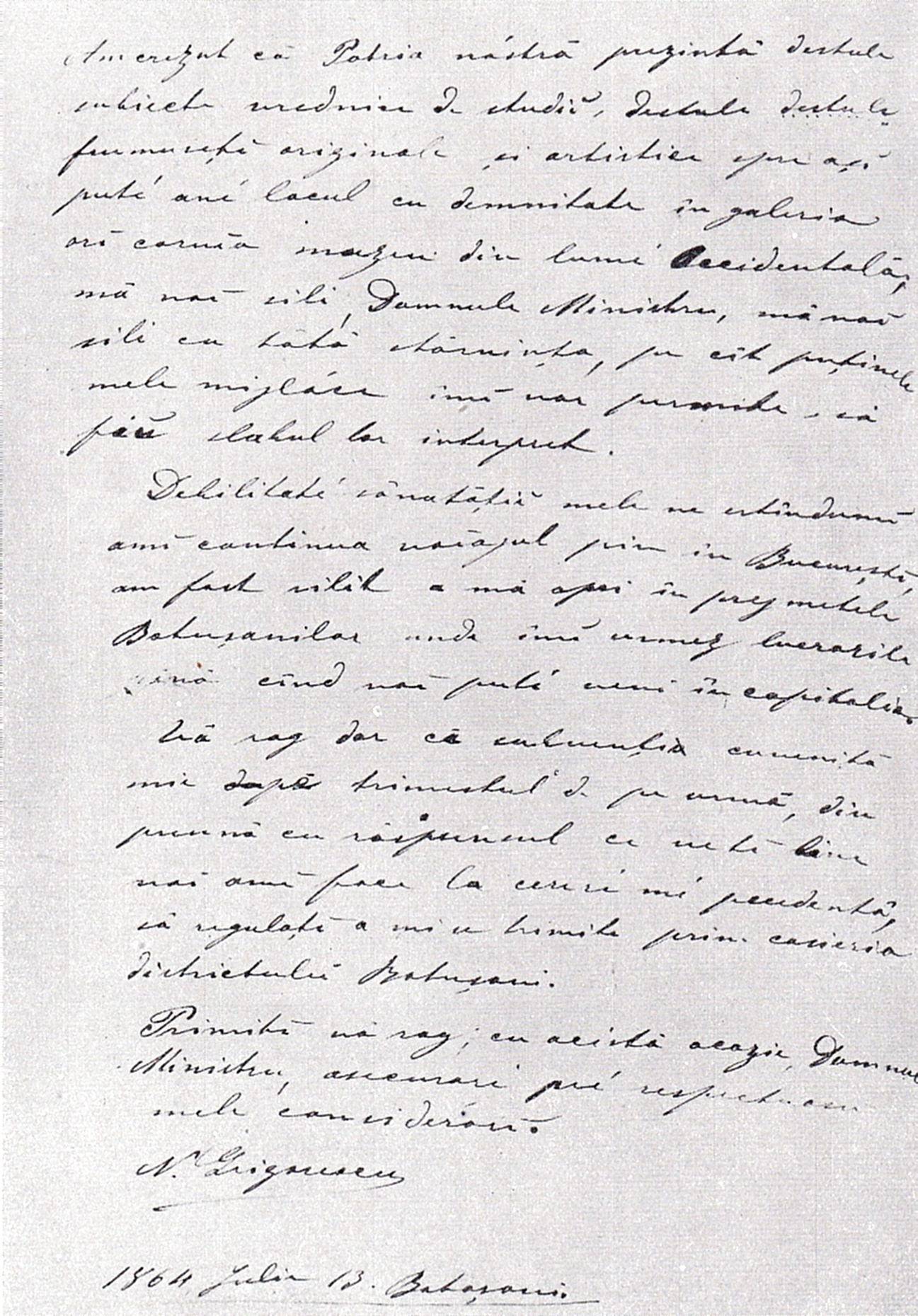
Scrisoare trimisă ministerului - (13 aprilie 1864)

Grigorescu a trimis în aprilie 1864 lucrarea Justiția și pedeapsa divină urmărind crima după Pierre-Paul Prud'hon împreună cu o scrisoare adresată ministerului, prin care menționa că aceasta a fost realizată cu materiale luate pe datorie și că ar dori o mărire a bursei în vederea închirierii unui atelier unde să poată face compoziții de mari dimensiuni: „Acum când trebuie să mă apuc să executez din compozițiile mele, am neapărat trebuință de un atelier pe seama mea, care costă de la 800 până la 1000 de franci chirie pe an, de modele care să pozeze după trebuințele tablourilor mele, și modelul costă 5 franci seanța”. Ministerul nu i-a aprobat cererea de finanțare și ca urmare, artistul a plecat spre București. În ziua de 13 iulie 1864, el se afla la Botoșani, venit de la Paris prin Galiția.[J] Din timpul călătoriei sale prin Galiția și Moldova, au rămas câteva schițe care au în prim-plan pe evreii galițieni, țăranii, târgoveții și grupuri de oameni muncind.[K] Au rezistat timpului desene ca Piața orașului Brzezany, Țărănci spoind o casă, precum și portrete de evrei cu caftane. Virgil Cioflec a reprodus în biografia artistului publicată în anul 1925, un portret în ulei de evreu și doi evrei pe o bancă într-un interior de sinagogă. Amândouă lucrările nu au putut fi identificate până astăzi, însă se poate distinge în aceste reproduceri influențele lui Honoré Daumier în identificarea trăsăturilor esențiale ale modelelor portretizate.
De la Botoșani, unde se găsea, bolnav fiind, Grigorescu a trimis o a doua scrisoare către minister, cerând ca și în prima adresă, mărirea bursei.  Pentru a susține cercerea și argumentele privind necesitatea măririi veniturilor sale, artistul a propus în această scrisoare ca administrația de la București să-l consulte pe Ion Alecsandri, fratele poetului, despre activitatea sa la Paris. În acea vreme Alecsandri era reprezentantul diplomatic al României  pe lângă Napoleon al III-lea și cunoștea în amănunt lipsurile bursierilor statului român în capitala Franței. Din textul scrisorii, se înțelege că Nicolae Grigorescu ar fi venit în anul 1864 în România pentru a strânge material documentar în vederea realizării unui tablou cu subiect românesc, căci: „... patria noastră prezintă destule subiecte vrednice de studiu, destule frumuseți originale și artistice, spre a-și putea avea locul cu demnitate în galeria oricărui muzeu din lumea occidentală; mă voi sili, domnule Ministru, mă voi sili cu toată stăruința, pe care puținele mele mijloace îmi vor permite, să fiu slabul lor interpret.” Grigorescu a mai zăbovit o vreme la Botoșani, deoarece a mai scris o scrisoare ministerului și în ziua de 1 octombrie 1864. În această adresă se interesa dacă copia sa după Prud'hon sosise la București. Aceasta a sosit foarte târziu în România, dar la sfârșitul lui septembrie ea a fost expusă pentru prima oară în sala Academiei de la Sfântul Sava.

Lucrări realizate în anul 1864
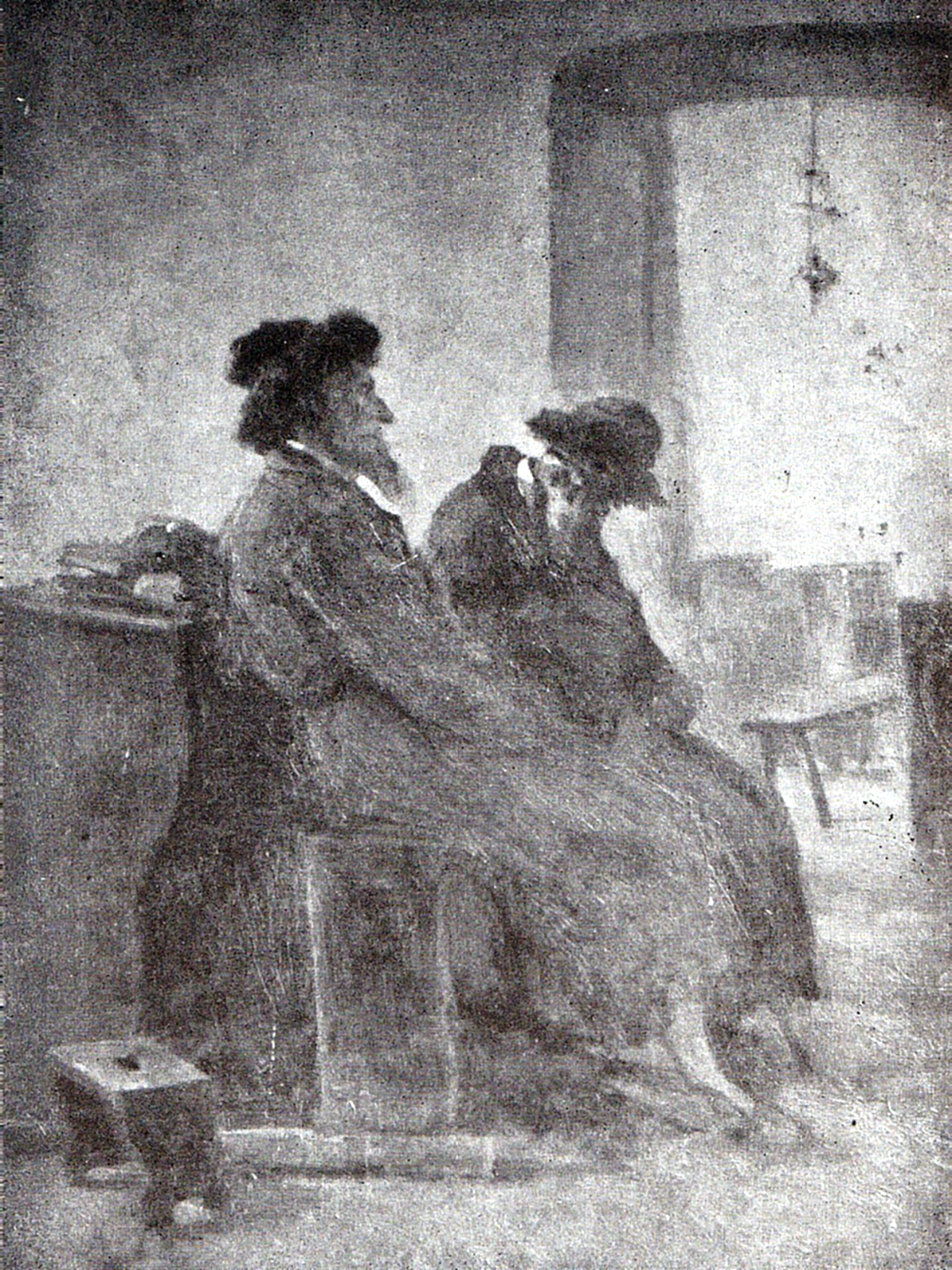
Doi evrei pe o bancă la sinagogă
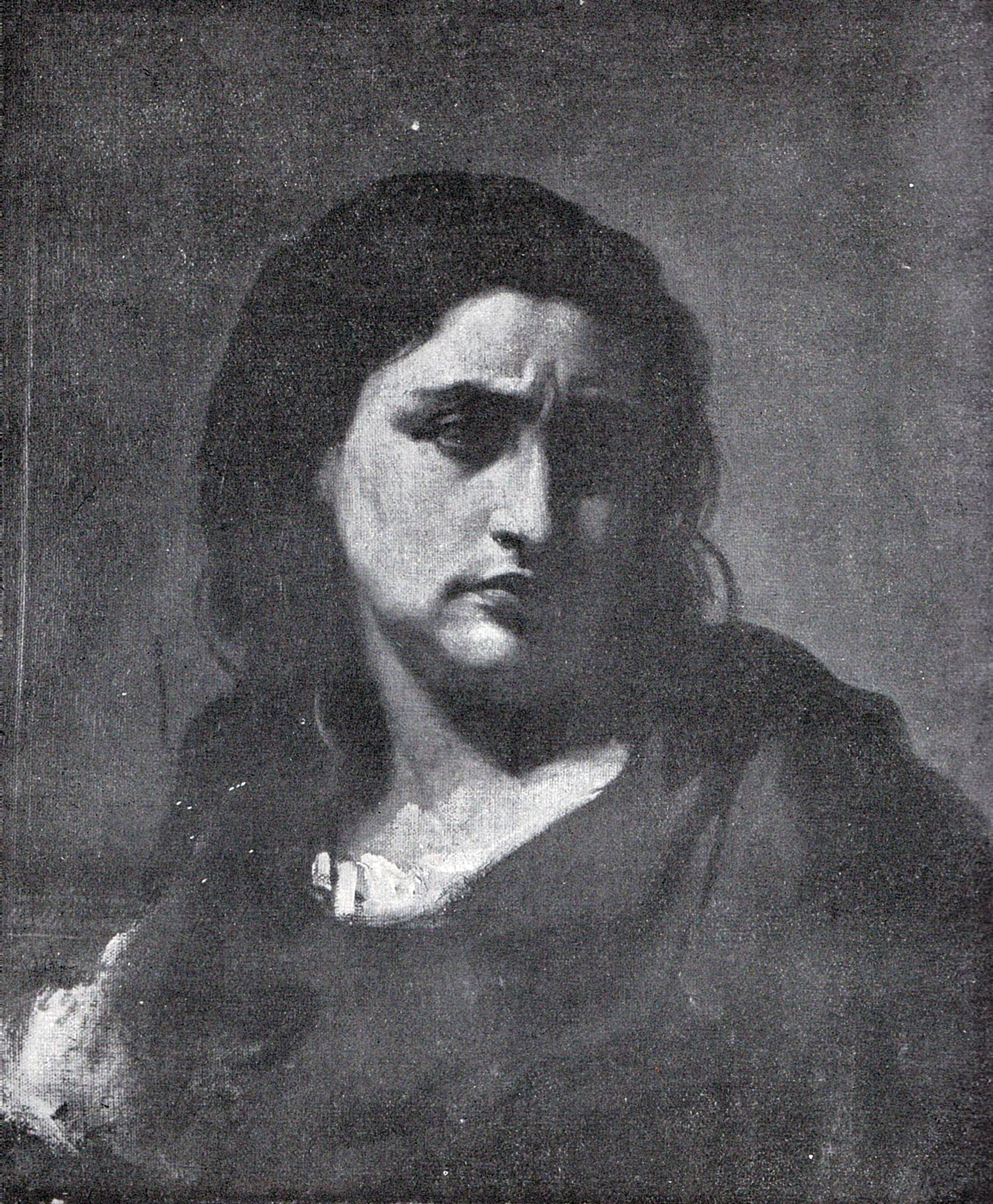
Portret de femeie
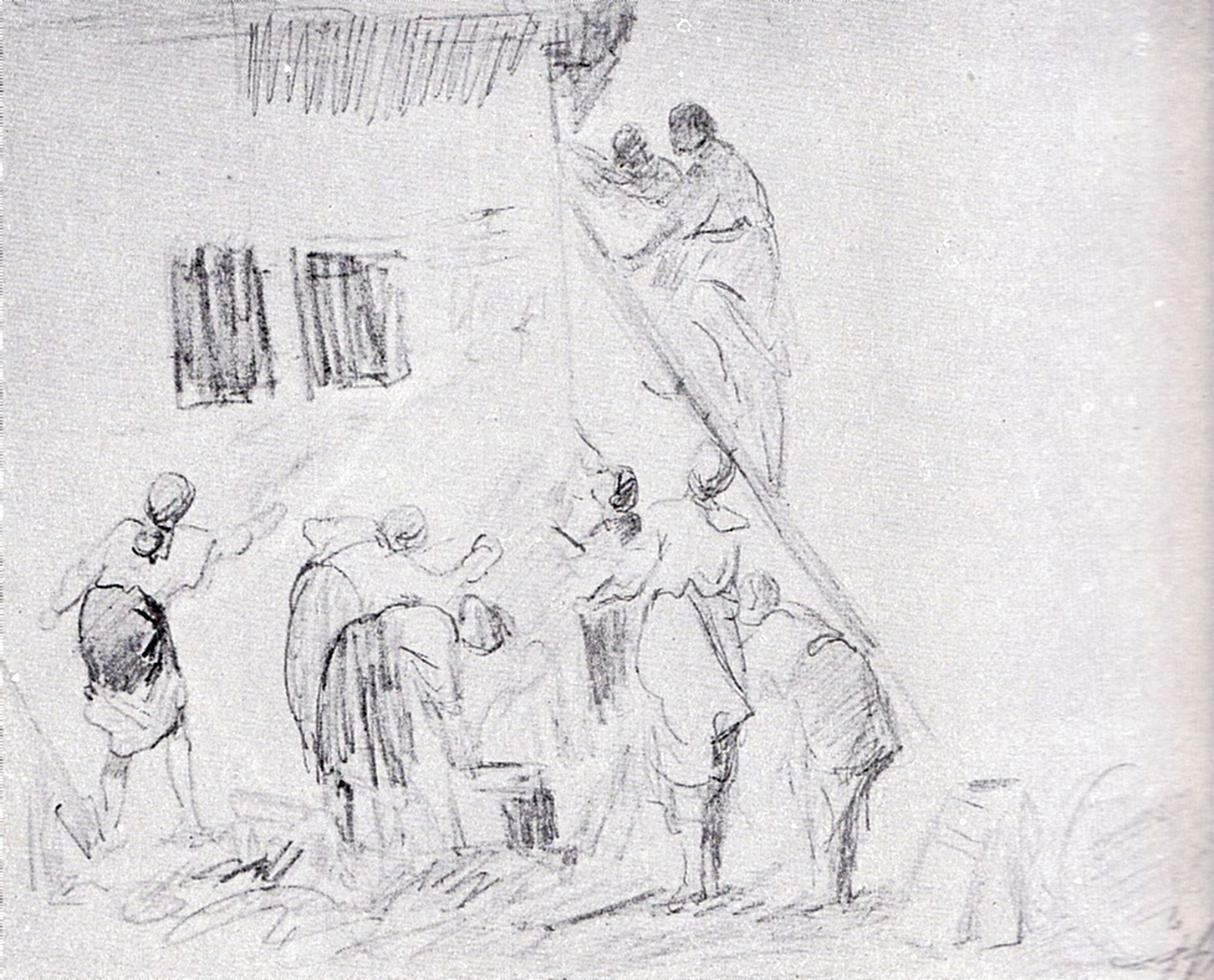
Țărănci spoind o casă
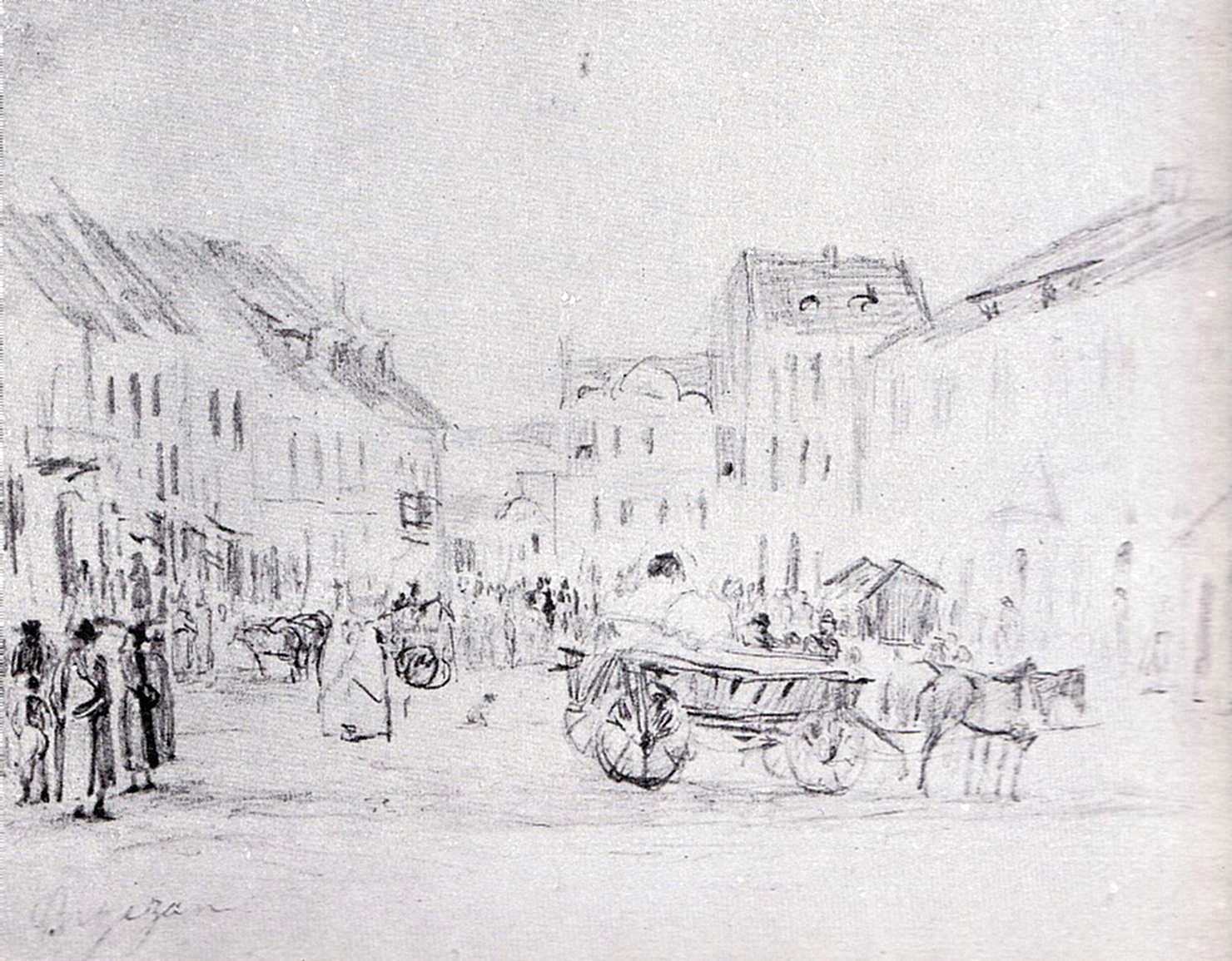
Piața din Brzezany
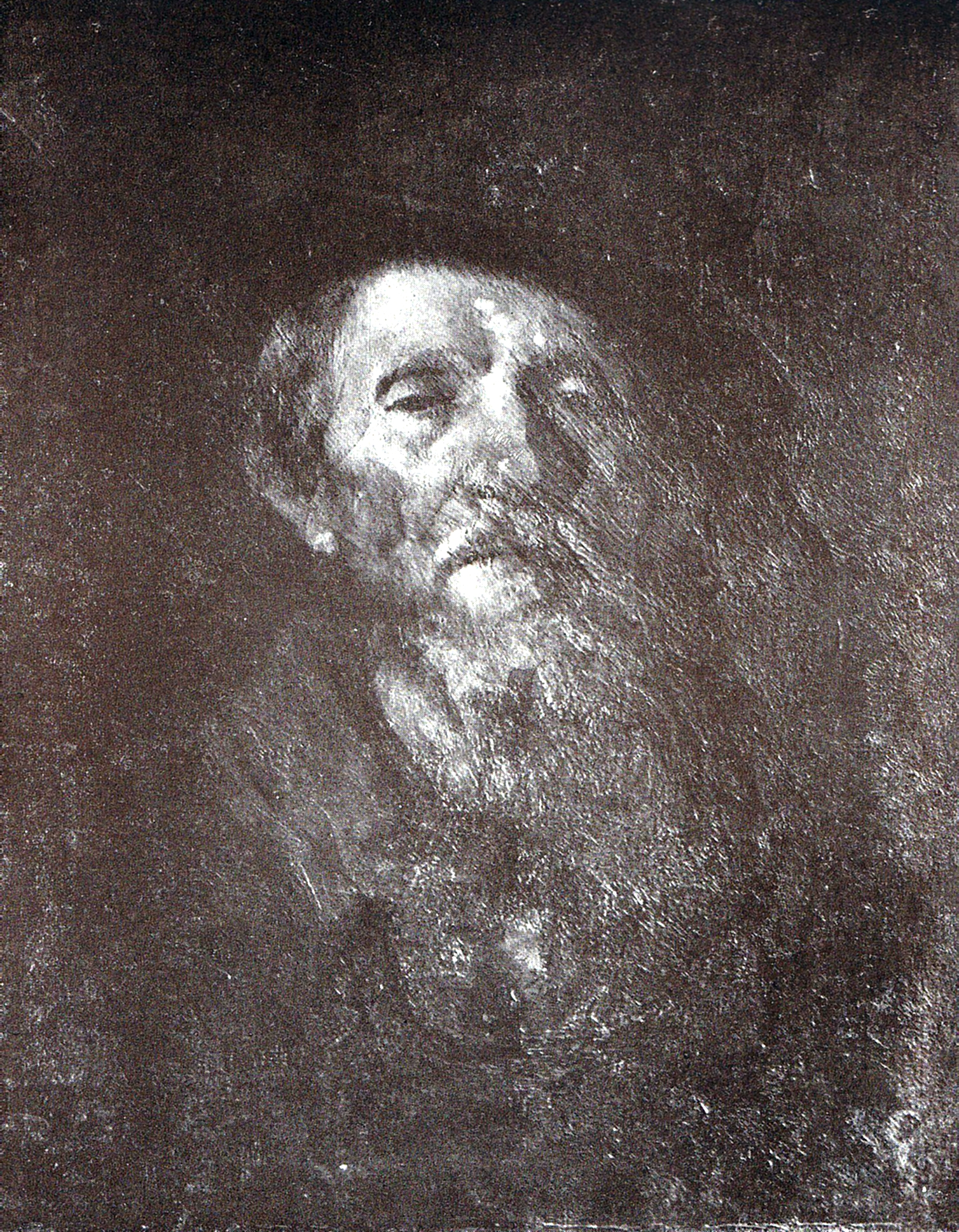
Portret de evreu
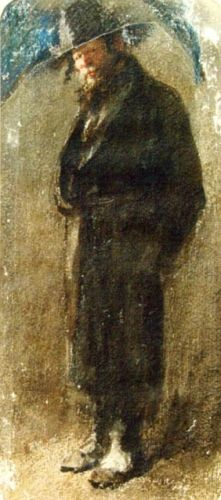
Evreu galițian

Ajungând la București, Nicolae Grigorescu a mers la Căldărușani unde a rămas mai mult timp și a pictat câteva tablouri. Unul dintre ele a aparținut lui Barbu Ștefănescu Delavrancea și era datat în anul 1864. După Delavrancea, pictorul ar fi stat la Căldărușani circa două luni de zile. Se pare că artistul român, în perioada șederii sale la București din anul 1864, ar fi solicitat un post de cadru didactic în învățământul artistic care de abia se reorganizase. Postul nu i-a fost acordat, deoarece catedrele de pictură erau ocupate de Theodor Aman și Gheorghe Tattarescu.
În data de 6 octombrie 1864, Grigorescu a solicitat un nou pașaport pentru doi ani de zile. L-a obținut și ca urmare a plecat la Paris, unde a ajuns înainte de sosirea iernii.[L]